# البوذية
البوذية (بالسنسكريتية: बुद्धधर्मः) هي ديانة دارميَّة غير تبشيرية، وتعتبر من الديانات الرئيسية في العالم، حيث تعتبر رابع أكبر ديانة في العالم بعد المسيحية والإسلام والهندوسية. ويصل تعداد أتباعها إلى أكثر من 520 مليون نسمة، أي أكثر من 7% من سكان العالم. ويعرف أتباعها باسم البوذيين؛ وجذر كلمة بوذية تأتي من كلمة البوذية نسبة إلى مؤسسها غوتاما بودا. أُسست عن طريق التعاليم التي تركها بوذا 'المتيقظ". نشأت في شمال الهند كحركة رهبانية صوفية في القرن الخامس قبل الميلاد، وتدريجياً انتشرت في أنحاء آسيا والتيبت فسريلانكا ثم إلى الصين ومنغوليا وكوريا فاليابان عبر طريق الحرير.
تتمحور العقيدة البوذية حول 3 أمور (الجواهر الثلاث): أولها، الإيمان ببوذا معلّمًا مستنيرًا للعقيدة البوذية، ثانيها، الإيمان بـ «دارما»، وهي تعاليم بوذا وتسمّى هذه التعاليم بالحقيقة، ثالثها وآخرها، المجتمع البوذي. تعني كلمة بوذا بلغة بالي الهندية القديمة، «الرجل المتيقّظ» (وتترجم أحيانا بكلمة المستنير). تجدر الإشارة إلى أن اللفظ الأصلي لمؤسس الديانة البوذية (بوذا) هو «بودا»، بالدّال، وليس بالذال.
تؤكد تعاليم بوذا المركزية على هدف تحقيق التحرر من التعلق أو التشبث بالوجود، والذي يقال إنه يتميز بعدم الثبات ( أنيتيا)، وعدم الرضا / المعاناة (دحخا) ، وغياب الجوهر الدائم ( أناتمان).  أيد الطريق الأوسط، وهو طريق التطور الروحي الذي يتجنب كل من الزهد المتطرف ومذهب المتعة. يتم التعبير عن ملخص لهذا المسار في الطريق النبيل الثماني، وهو تنمية للعقل من خلال مراعاة التأمل والأخلاق البوذية. تشمل الممارسات الأخرى التي لوحظت على نطاق واسع: الرهبنة؛ "اللجوء" إلى بوذا، والدارما، والصاغا؛ وزراعة الكماليات ( باراميتا).
تختلف المدارس البوذية في تفسيرها لمسارات التحرر (مارغا) بالإضافة إلى الأهمية النسبية و"الكنسية" المخصصة للعديد من النصوص البوذية، وتعاليمها وممارساتها المحددة. تم التعرف على مذهبين رئيسيين من البوذية عمومًا من قبل العلماء: ثيرافادا ( بمعنى  "مدرسة الحكماء") وماهايانا ( مشتعلة  "السيارة الكبرى"). يؤكد تقليد ثيرافادا على بلوغ نيرفانا ( مضاءة  "إطفاء") كوسيلة لتجاوز الذات الفردية وإنهاء دورة الموت والولادة الجديدة (سامسارا)، بينما يؤكد تقليد الماهايانا على نموذج بوديساتفا، حيث يعمل المرء من أجل تحرير جميع الكائنات. القانون البوذي واسع، مع العديد من المجموعات النصية المختلفة بلغات مختلفة (مثل السنسكريتية والبالية والتبتية والصينية).
يتمتع فرع ثيرافادا بمتابعة واسعة النطاق في سريلانكا وكذلك في جنوب شرق آسيا، وهي ميانمار وتايلاند ولاوس وكمبوديا. يُمارس فرع ماهايانا - في الغالب في نيبال وبوتان والصين وماليزيا وفيتنام وتايوان وكوريا واليابان. بالإضافة إلى ذلك، فاجرايانا ( مضاءة  "مركبة غير قابلة للتدمير"، مجموعة من التعاليم المنسوبة إلى أتباع الهنود، يمكن اعتبارها فرعًا أو تقليدًا منفصلاً داخل ماهايانا. البوذية التبتية، التي تحافظ على تعاليم فاجرايانا في الهند في القرن الثامن، تُمارس في ولايات الهيمالايا وكذلك في منغوليا وكالميكيا الروسية.  تاريخيًا، وحتى أوائل الألفية الثانية، كانت البوذية تمارس على نطاق واسع في شبه القارة الهندية. كما كان لها موطئ قدم إلى حد ما في أماكن أخرى في آسيا، وهي أفغانستان وتركمانستان وأوزبكستان وطاجيكستان.

## مقدمة

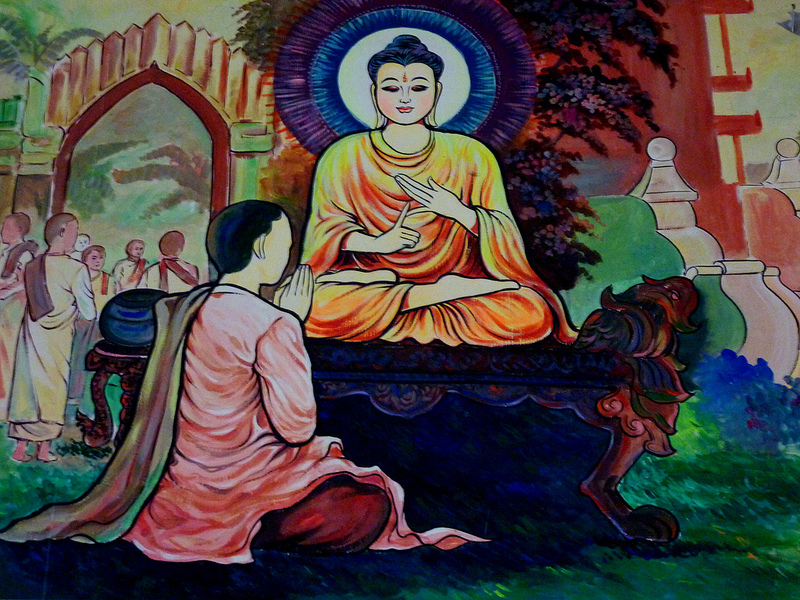
لوحة راهب بوذي يصلي في ماليزيا.

كانت البوذية في الأصل حركة رُهبانية نشأت داخل التقاليد الهندوسية، تحولت عن مسارها عندما قام بوذا بإنكار المبادئ الأساسية في الفلسفة الهندوسية، بالإضافة إلى رفضه وِصاية السُلطة الكَهنوتية، كما لم يرد أن يعترف بأهلِية كتابات الفيدا، وكذا مظاهر وطقوس عبادة الآلِهات التي كانت تقوم عليها. كانت التعاليم الجديدة التي بشر بها موجهة للرجال والنساء وإلى كل الطبقات الاجتماعية بدون استثناء. كان بوذا يرفض المبدأ القائل بأن القيمة الروحية للإنسان تتَحدَد عند ولادته (نظام الطبقات الاجتماعية الهندوسي)، فتُعد البوذية حركة إصلاحية داخل الديانة الهندوسية. تتواجد البوذية اليوم في صورتين: العقيدة الأصلية المسماة «ثيرافادا» (أو «هينايانا») ومعناها «العربة الصغيرة»، ثم الـ«ماهايانا» أو «العربة الكبيرة».

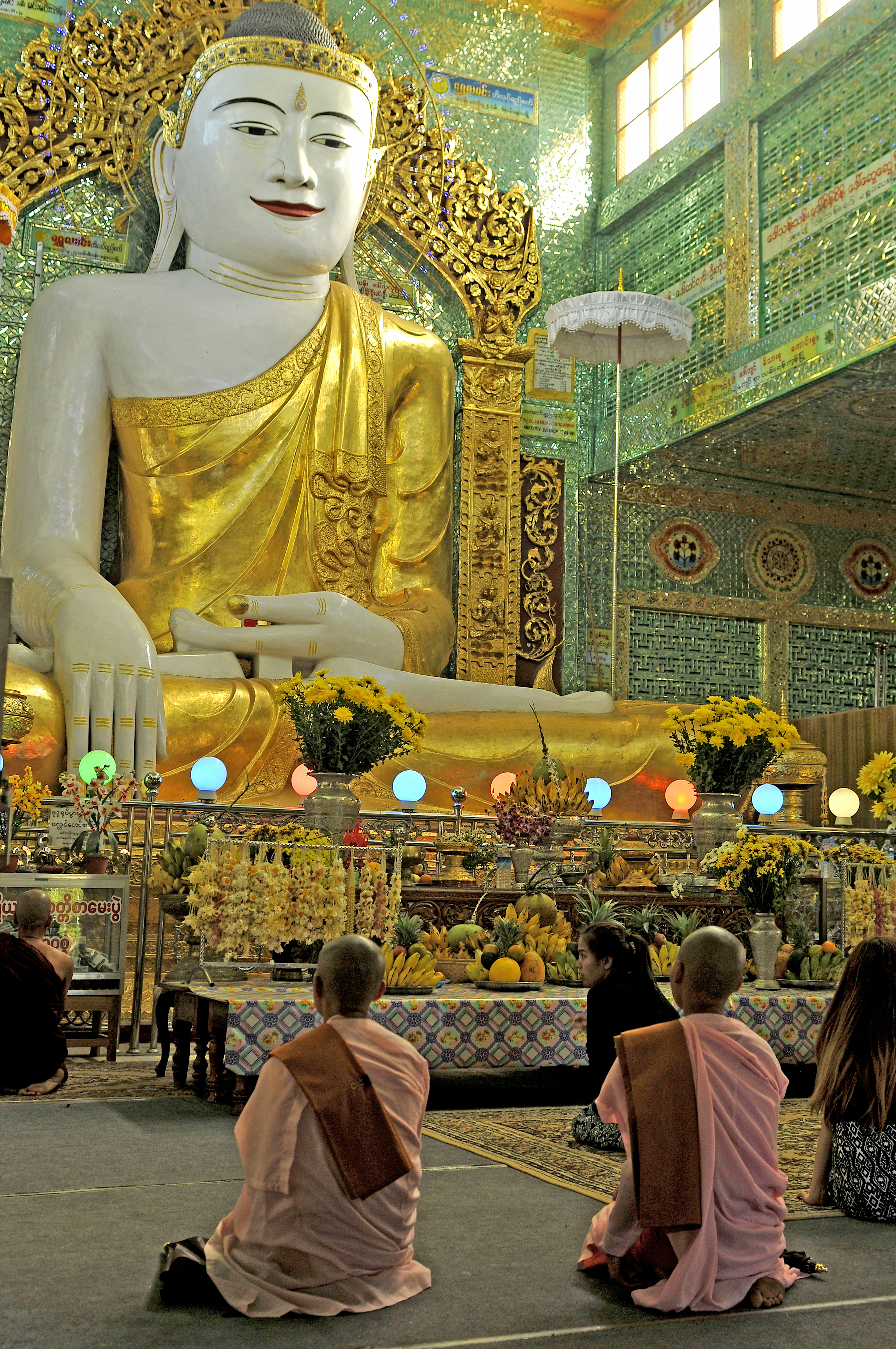
بوذيون يصلون ويعبدون تمثال وجه بوذا في معبد صن يو بونيا شين. ساجاينج، ميانمار.

انتشرت البوذية في بلدان عديدة: الهند وسريلانكا وتايلاند وكمبوديا وبورما ولاوس، ويسود مذهب «ثيرافادا» في هذه الدول، فيما انتشر مذهب «ماهايانا» في كل من الصين واليابان وتايوان والتبت والنيبال ومنغوليا وكوريا الشمالية وكوريا الجنوبية وفيتنام وبعض الأجزاء من الهند والجزء الوحيد من أوروبا الذي هو قلميقيا. يتواجد في العالم حوالي 150 مليون إلى 300 مليون شخص من معتنقي هذه الديانة. تعتبر عملية إحصاء عدد المنتسبين لهذه الديانة في البلدان الآسيوية مشكلة عويصة نظرا لتعوُد الناس على اعتناق خليط من المعتقدات في آن واحد، كما أن بعض البلدان مثل الصين تمنع إجراء مثل هذه الإحصاءات نظرا لحساسية الموضوع الديني.

## التأسيس وأبرز الشخصيات

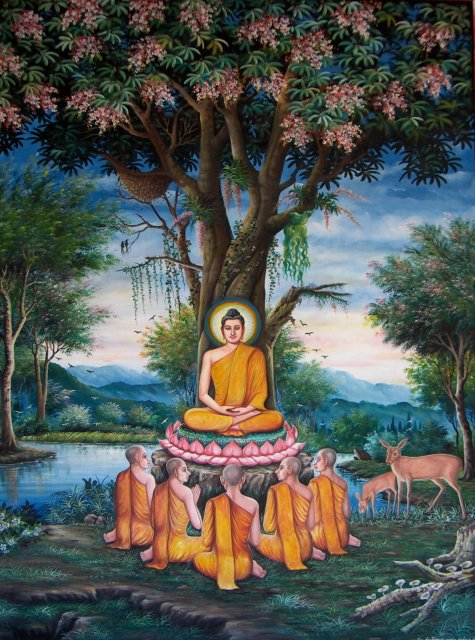
خطبة في حديقة الغزلان لبوذا مصورة في وات تشيدي ليام، بالقرب من تشيانغ مي، شمال تايلاند.

أسسها سدهارتا غوتاما الملقب ببوذا (560 – 480) ق.م وبوذا تعني المستنير ويلقب أيضاً بشاكياموني أي (الحكيم من عشيرة شاكيا). وقد نشأ بوذا في بلدة على حدود نيبال، وكان أميراً فشبَّ مترفاً في النعيم وتزوج في التاسعة عشرة من عمره ولما بلغ السادسة والعشرين هجر زوجته منصرفاً إلى الزهد والتقشُّف والخشونة في المعيشة والتأمل في الكون ورياضة النفس وعزم على أن يعمل على تخليص الإنسان من آلامه التي منبعها الشهوات ثم دعا إلى تبني وجهة نظره حيث تبعه أناس كثيرون.
اجتمع أتباع بوذا بعد وفاته في مؤتمر كبير في قرية راجاجراها عام 483 ق.م لإزالة الخلاف بين أتباع المذهب(*) ولتدوين تعاليم بوذا خشية ضياع أصولها وعهدوا بذلك إلى ثلاثة رهبان(*) هم:
1. كاشيابا وقد اهتم بالمسائل العقلية.
2. أويالي وقد اهتم بقواعد تطهير النفس.
3. أناندا وقد دون جميع الأمثال والمحاورات.

### بوذا
تم ذكر تفاصيل حياة بوذا في العديد من النصوص البوذية المبكرة ولكنها غير متسقة. من الصعب إثبات خلفيته الاجتماعية وتفاصيل حياته، والتواريخ الدقيقة غير مؤكدة، على الرغم من أن القرن الخامس قبل الميلاد يبدو أفضل تقدير.
تحتوي النصوص المبكرة على اسم عائلة بوذا باسم "غوتاما" (بالبالية: جوتاما)، بينما تعطي بعض النصوص سيدهارثا لقبًا له. وُلِد في لومبيني، نيبال الحالية ونشأ في كابيلافاستو، وهي بلدة تقع في سهل نهر الجانج، بالقرب من الحدود الحديثة بين نيبال والهند، وقضى حياته فيما يعرف الآن بيهار الحديثة وولاية اوتار براديش. تشير بعض أساطير سير القديسين إلى أن والده كان ملكًا يُدعى سودهودانا، وكانت والدته الملكة مايا. يعتبر علماء مثل ريتشارد جومبريتش أن هذا ادعاء مشكوك فيه لأن «مجموعة من الأدلة تشير إلى أنه ولد في عشيرة شاكيا، الذي كان يحكمه أقلية صغيرة أو مجلس يشبه الجمهورية حيث لم تكن هناك رتب ولكن الأقدمية مهمة بدلاً من ذلك. ربما تم اختراع بعض القصص عن بوذا وحياته وتعاليمه وادعاءاته حول المجتمع الذي نشأ فيه وإدخالها في وقت لاحق في النصوص البوذية».

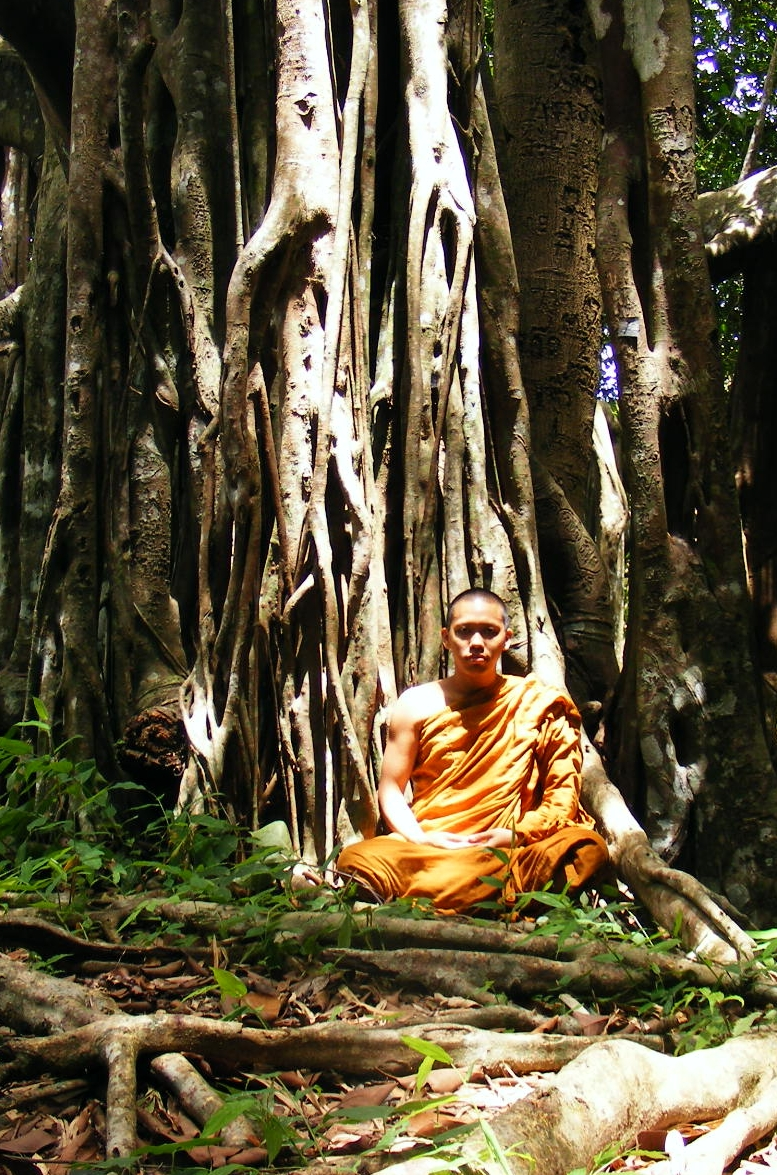
راهب بوذي.

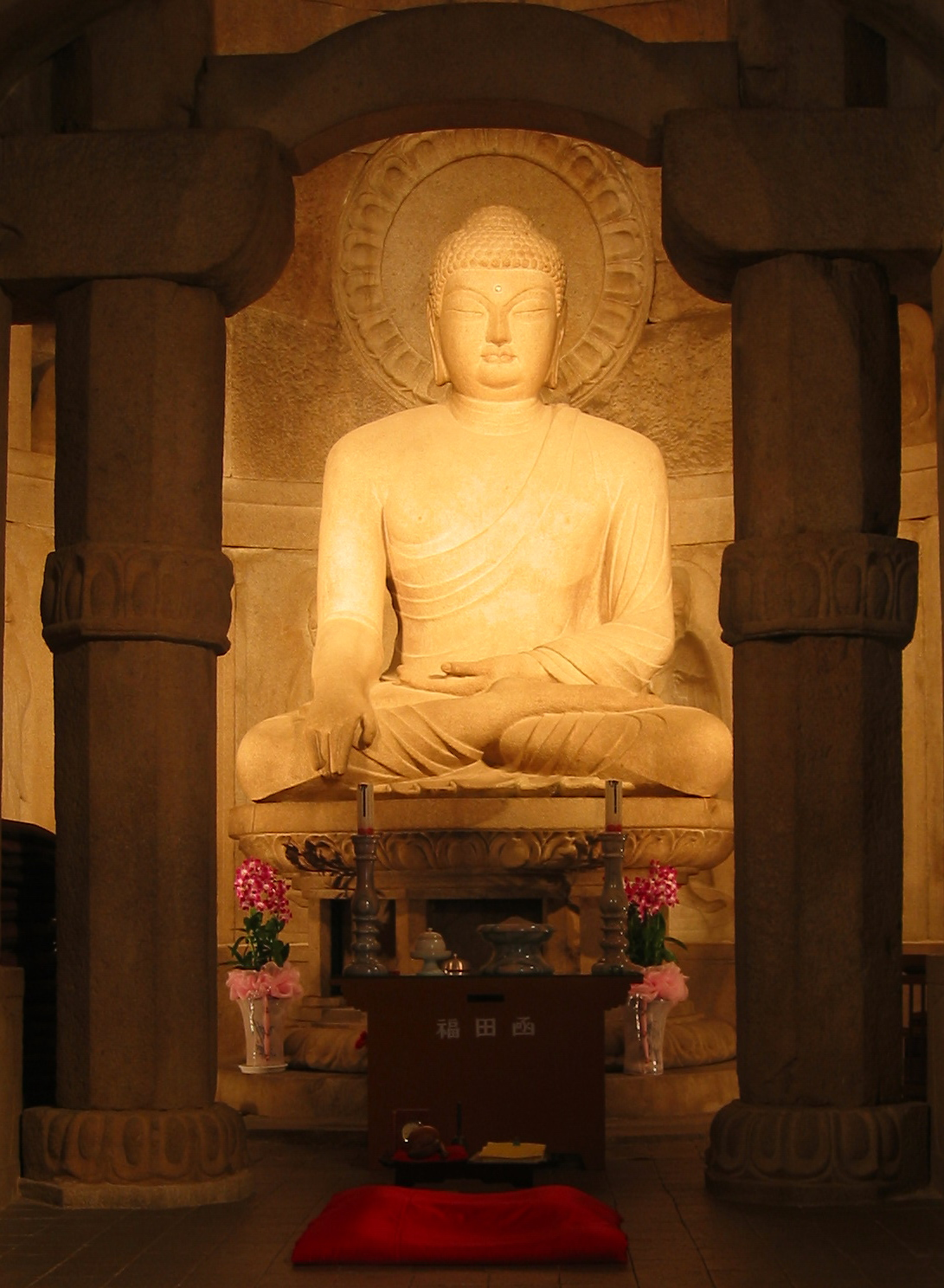
تمثال بوذا في كهف سوكجورام الكوري، يعود لعام 774 م.

وفقًا للنصوص المبكرة مثل بالي آريابريسانا-سوتا ("الخطاب حول المسعى النبيل") تأثر غوتاما بمعاناة (دوككا) الحياة والموت، وتكرارها الذي لا نهاية له. بسبب ولادة جديدة. ومن ثم، فقد انطلق في رحلة بحث عن التحرر من المعاناة (المعروفة أيضًا باسم " النيرفانا "). تشير النصوص المبكرة والسير الذاتية إلى أن غوتاما درس لأول مرة على يد اثنين من معلمي التأمل، وتعلم التأمل والفلسفة، ولا سيما التحصيل التأملي لـ "المجال". "من العدم" من الأول، و"مجال اللاإدراك ولا عدم الإدراك" من الأخير.
ولما وجد أن هذه التعاليم غير كافية لتحقيق هدفه، لجأ إلى ممارسة الزهد الشديد، والذي تضمن نظام صيام صارم وأشكال مختلفة للتحكم في التنفس. وهذا أيضًا لم يحقق هدفه، ثم تحول إلى ممارسة ديانا التأملية. اشتهر بالجلوس في التأمل تحت شجرة اللبخ الديني - التي تسمى الآن شجرة بودي - في بلدة بود جايا وحقق "الصحوة" ( بودي ).
وفقًا للعديد من النصوص المبكرة، عند الاستيقاظ اكتسب بوذا نظرة ثاقبة لطريقة عمل الكارما وحياته السابقة، بالإضافة إلى تحقيق إنهاء التشوهات العقلية (أسافاس)، وإنهاء الحياة. المعاناة ونهاية الولادة الجديدة في سامسارا. جلب هذا الحدث أيضًا اليقين بشأن الطريق الأوسط باعتباره الطريق الصحيح للممارسة الروحية لإنهاء المعاناة. وباعتباره بوذا مستنيرًا تمامًا، فقد اجتذب أتباعًا وأسس سانغا (نظام رهباني). أمضى بقية حياته في تدريس الدارما التي اكتشفها، ثم توفي محققًا "السكينة النهائية" عن عمر يناهز 80 عامًا في كوشيناجار، الهند.
تم نشر تعاليم بوذا من قبل أتباعه، والتي أصبحت في القرون الأخيرة من الألفية الأولى قبل الميلاد مدارس فكرية بوذية مختلفة، ولكل منها سلة خاصة بها من النصوص التي تحتوي على تفسيرات مختلفة وتعاليم بوذا الأصيلة؛ تطورت هذه بمرور الوقت إلى العديد من التقاليد التي من أكثرها شهرة وانتشارًا في العصر الحديث هي ثيرافادا، وماهايانا، وفاجرايانا البوذية.

#### تأليه بوذا
لقد ألهوه كبادرة للتعبير عن احترامهم العميق وامتنانهم له بعد وفاته أو ما يسمي إنطفائه "بارانيرفانا". ربما تم تضخيم هذا الاتجاه لاحقًا بإعتباره أعلي من باقي الألهة، أو أنه كان موجودًا مسبقًا وليس فقط أنه صار إلهًا بعد موته مثل مفهوم بوذا الكوني في بوذية الماهايانا حيث يُعتبر بوذا كائن أزلي شبه إلهي يظهر علي مدار التاريخ لمساعدة  الناس علي التحرر من المعاناة والجهل ويمنحهم الرحمة (كارونا). تؤمن بوذية الماهايانا بوجود بوذا متعددين وصلوا إلى التنوير ويتم عبادتهم ككائنات إلهية أو كممثلين للحقيقة وليس كالهة علي الرغم من انتشار عبادة بوذا كإله في البوذية الشعبية خاصة تلك المتأثرة بالاديان التقليدية. كما يؤمنون بعبادة الأوثان لبوذا والبوديستاف الذين يُجسدون طبيعة بوذا.

## العقيدة الأصلية

### الأصول الأولى للبوذية

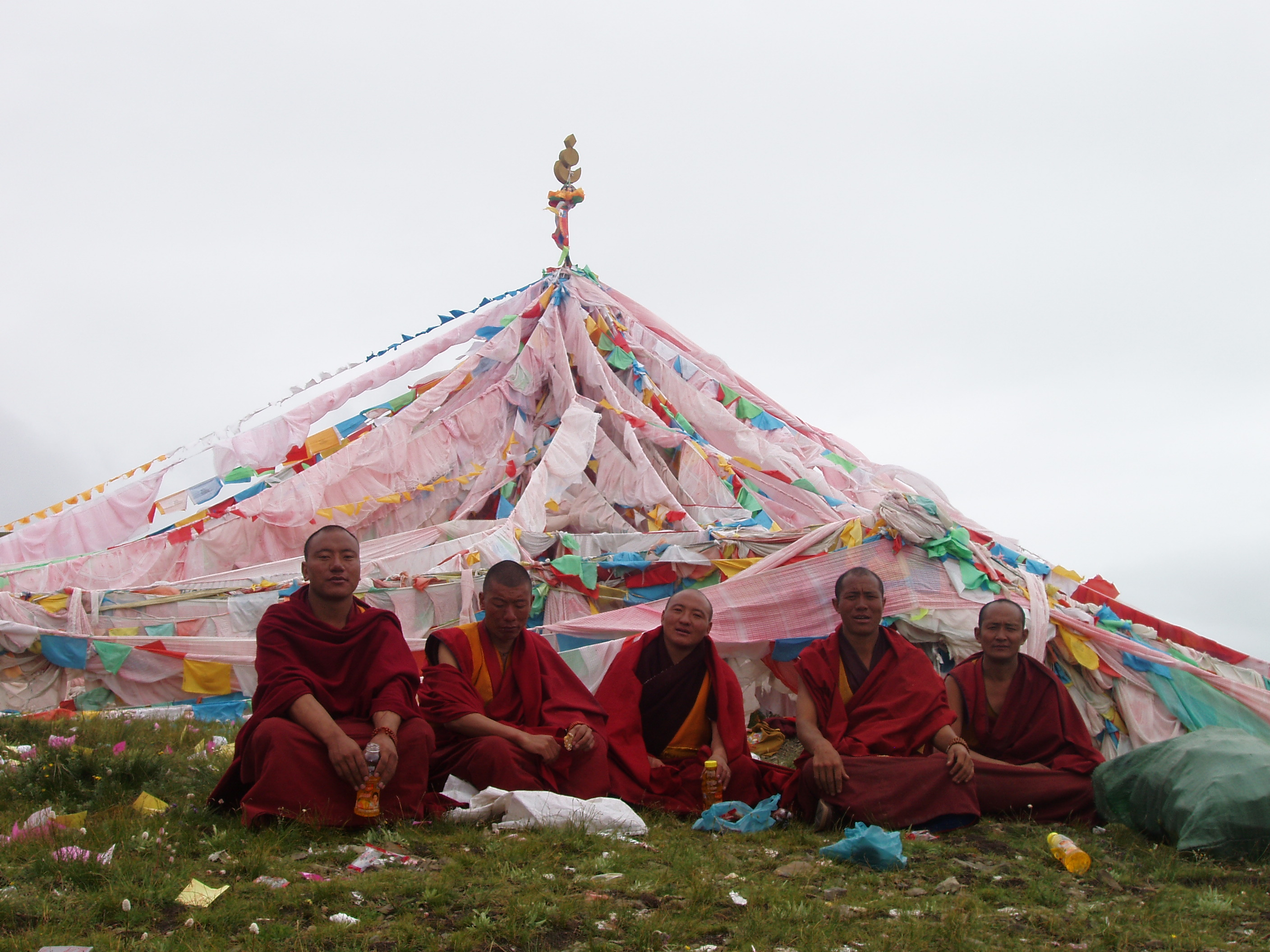
دير رهبان في التبت.

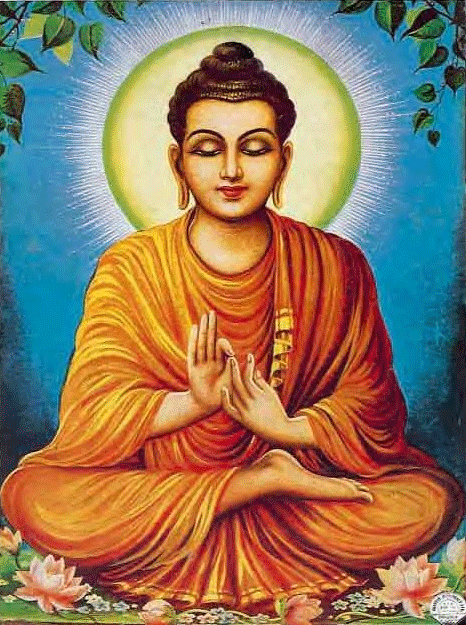
بوذا أثناء التأمل.

إن أولى المعلومات عن حياة بوذا لا تعدو كونها مجرد آثار شفوية متناثرة، لم تظهر أولى الترجمات الكاملة لحياته إلا بعد وفاته بسنين، غير أن المؤرخين يُجمعون على أن تاريخ مولده كان في منتصف القرن السادس قبل الميلاد.
ولد بوذا واسمه الحقيقي «سيدارتا غاوثاما»، في «كايبافاستو»، على الحدود الفاصلة بين الهند والنيبال.

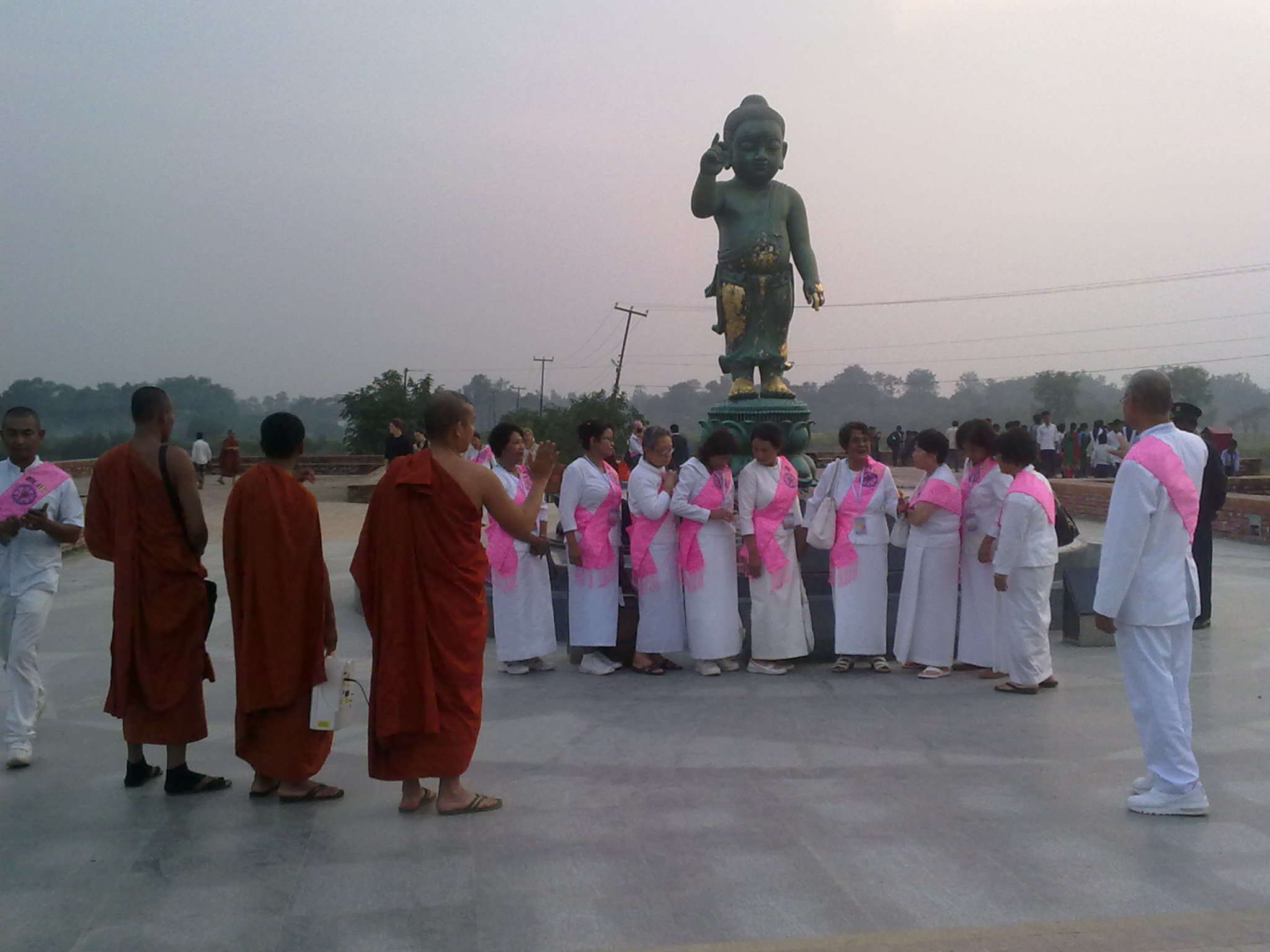
مركز الحج في لومبيني حيث ولد بوذا.

كان والِدُه حاكما على مملكة صغيرة. تقول الأسطورة أنه وعند مولده تنبأ له بعض الحكماء بأن تكون له حياةٌ استثنائية وأن يصبح أحد اثنين، حكيما أو سُلطانا. تربَى الأمير الشاب في رعاية والده وعاش حياة باذخة وناعمة، حتى إذا بلغ سن التاسعة والعشرين، أخد يتدبر أمرَهُ وتبين له كم كانت حياته فارغة ومن غير معنى. قام بترك الملذات الدنيوية، وذهب يبحث عن الطمأنينة الداخلية وحالة التيقظ (الاستنارة)، محاولا أن يخرج من دورة التناسخ (حسب التقاليد الهندوسية). قام بممارسة اليوغا لبعض السنوات، وأخضع نفسه لتمارين قاسية وكان الزهد والتقشف شعاره في هذه المرحلة من حياته.

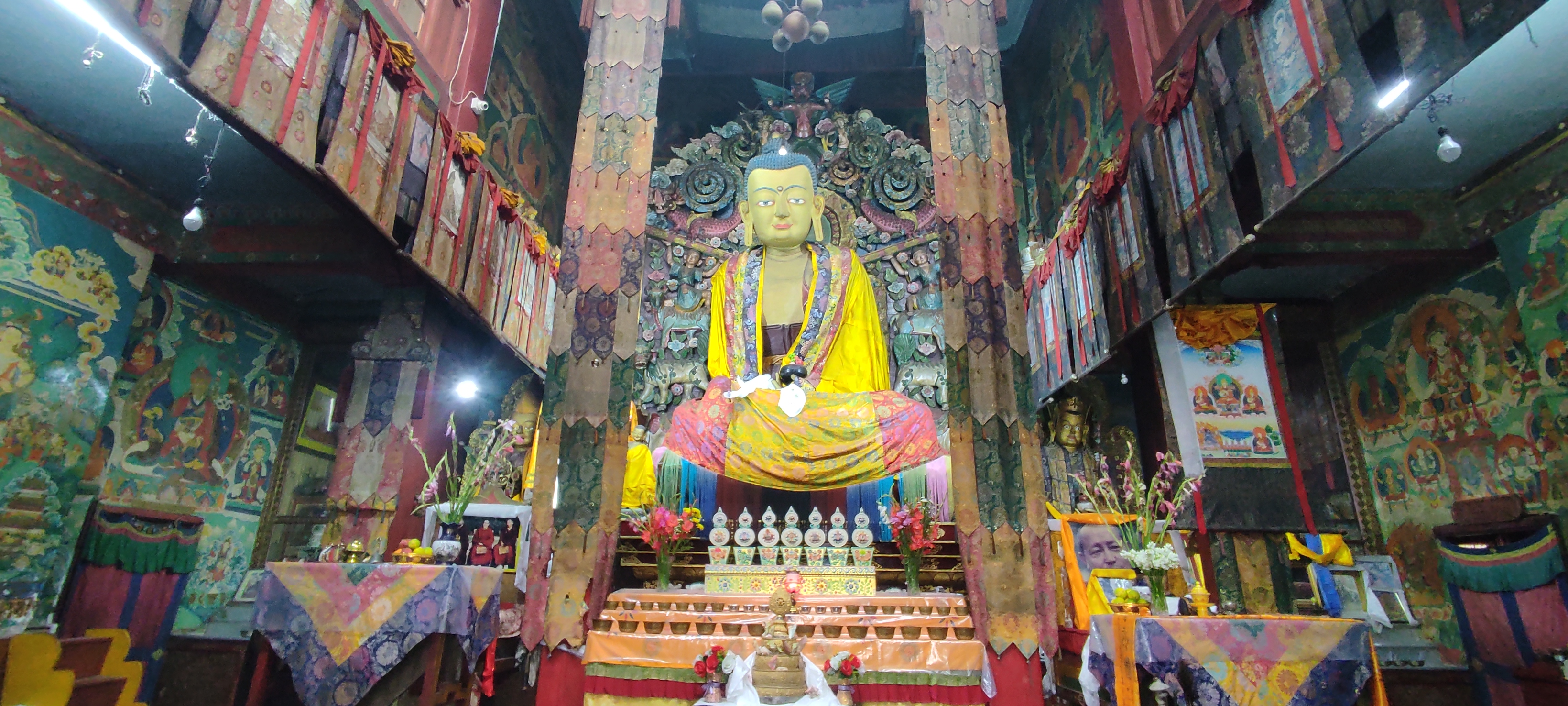
معبد بوذي من الداخل.

بعد سبع سنوات من الجُهد، تخلى «غاوثاما» عن هذه الطريقة، والتي لم تعُد تقنعه، واتبع طريقا وسطا بين الحياة الدنيوية وحياة الزُهّاد. كان يجلس تحت شجرة التين، والتي أصبحت تُعرف بشجرة الحكمة، ثم يأخذ في ممارسة التأمل، جرب حالات عديدة من التيقظ، حتى أصبح «بوذيساتفا»، أي أنه صار مؤهلا لأن يَرتقى إلى أعلى مرتبة وهي بوذا. في إحدى الليالي وبينما كان جالسا تحت شجرة التين، بلغ حالة الاستنارة، وأصبح بوذا، أي المتيقظ (أو المستنير). بعد أن بلغ أعلى درجات الحقيقية، شرع بوذا يدعو إلى مذهبه، فتنقل من قرية إلى قرية، أخذ يجمع الناس من حوله، وأسس لطائفة من الرهبان عرفت باسم «سانغا». كرس بوذا بقية حياته لتعليم الناس حقيقة دعوته.

### تعاليم بوذا الأصلية

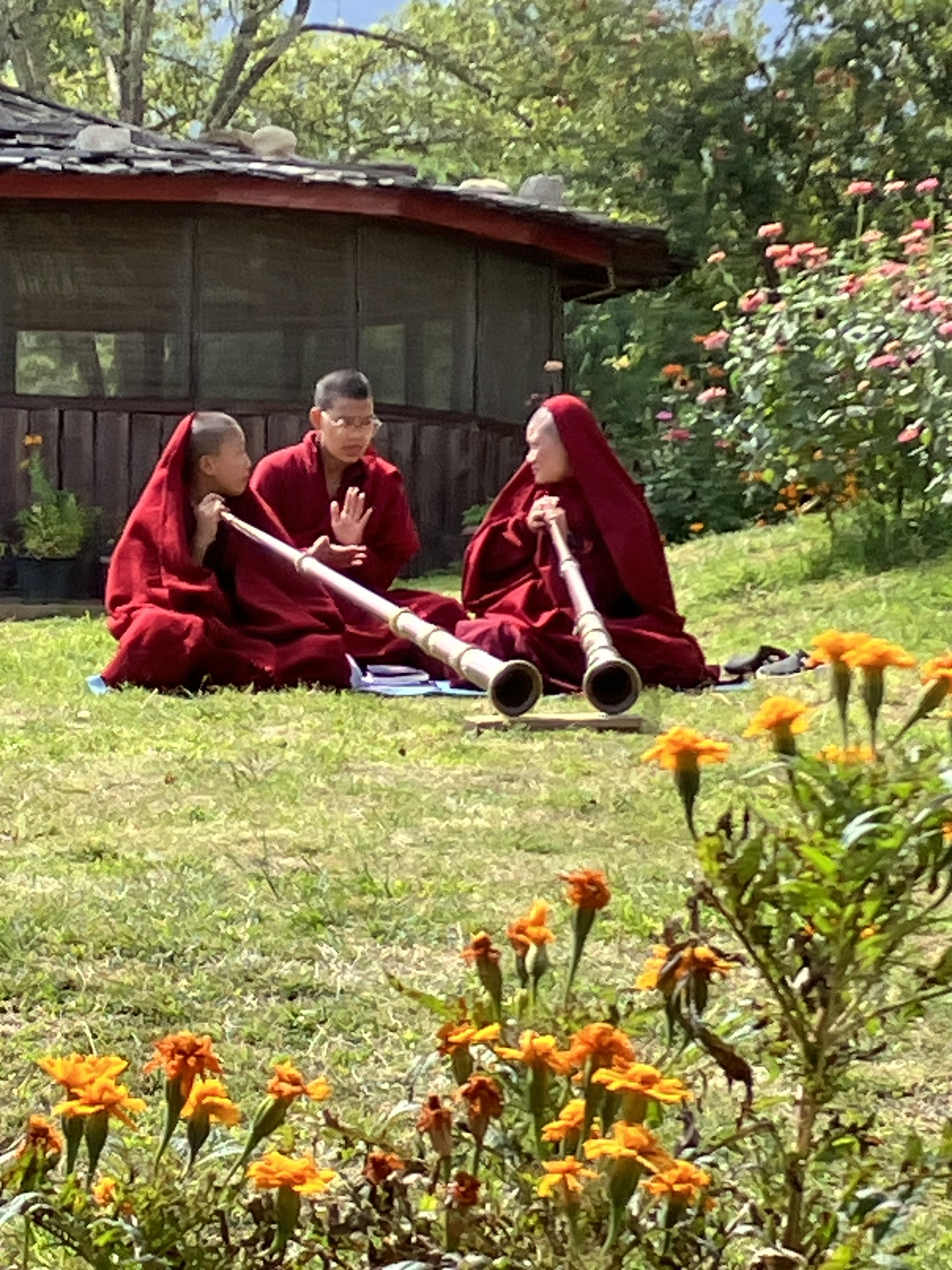
رهبان بوذيون يعزفون البوق.

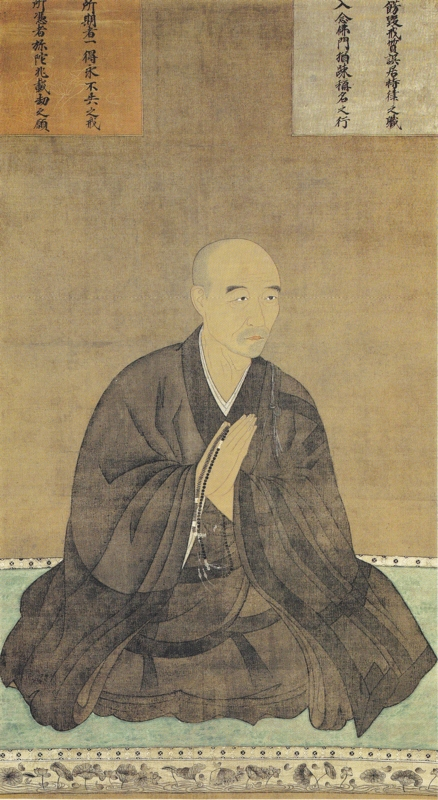
الكاهن ريونين (1173-1232)، اليابان.

كانت التعاليم التي خلفها بوذا لأتباعه شفوية. لم يترك وراءه أي مصنف أو كتاب يعبر فيه عن معتقداته وآرائه. بعد وفاته قام أتباعه بتجميع هذه التعاليم ثم كتابتها، وشرحها. من بين آلاف المواعظ الواردة في كتابات السوترا والتي تنسبها الآثار الهندية إلى بوذا، يصعب التفريق بين المواعظ التي ترجع إليه وتلك التي وضعها أتباعه ومُرِيدوه بعد وفاته، على أنها تسمح لنا باستخلاص الخطوط العريضة التي قامت عليها العقيدة البوذية.
تقوم العقيدة الأصلية على مبدأين: 

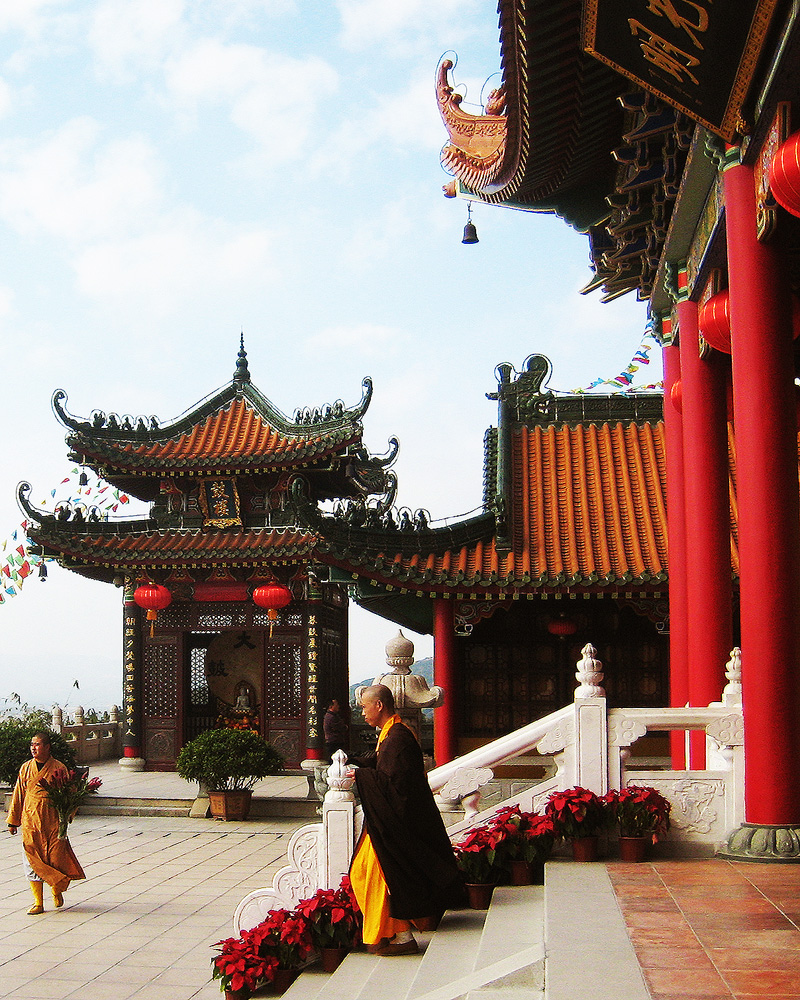
رهبان بوذيون في معبد جينتاي في قوانغدونغ، الصين.

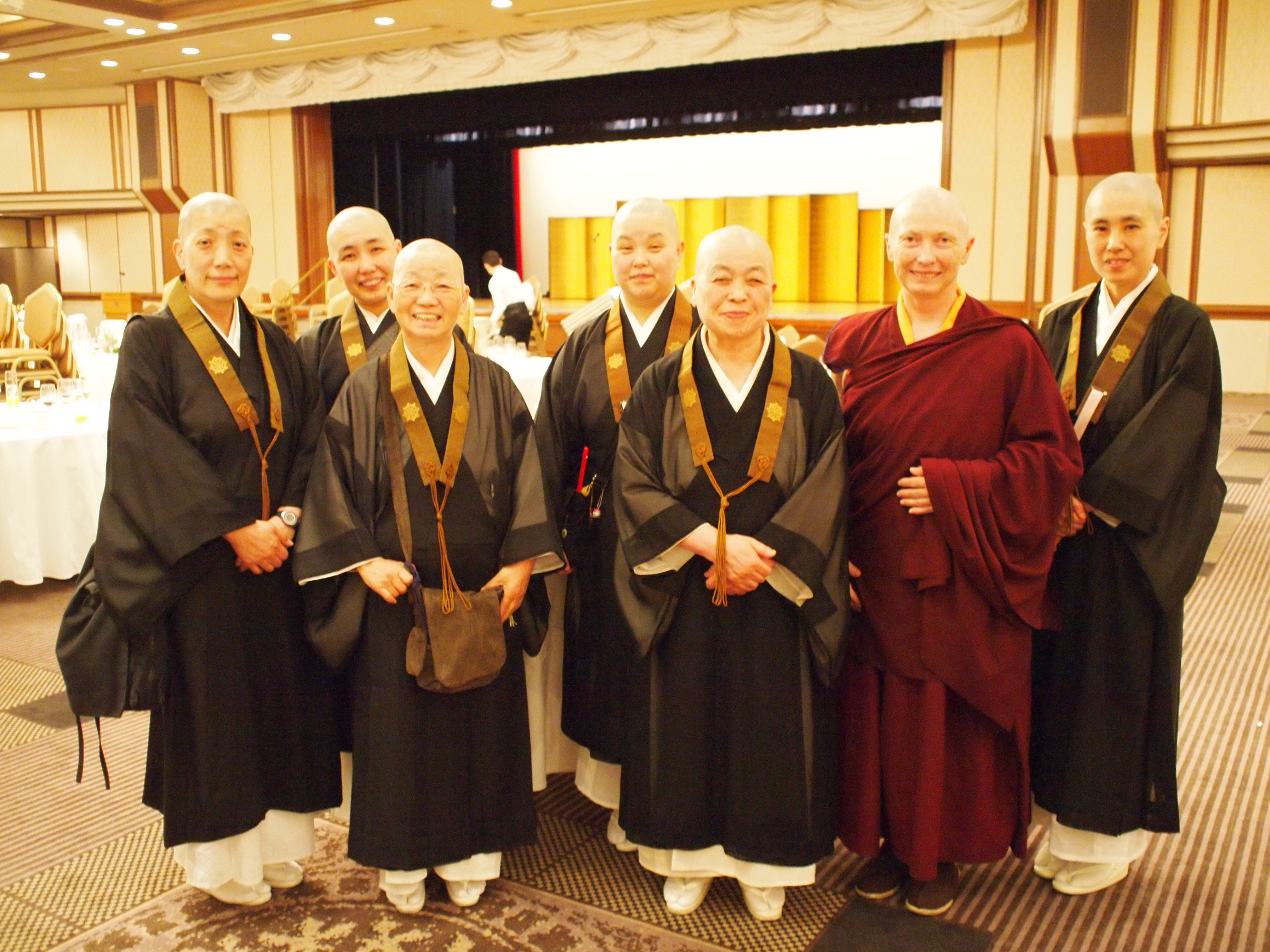
رهبان يابانيون.

1. يتنقل الأحياء أثناء دورة كينونتهم من حياة إلى أخرى، ومن هيئة إلى أخرى: إنسان، إله، حيوان، شخص منبوذ وغير ذلك.
2. تتحدد طبيعة الحياة المقبلة تبعا للأعمال التي أنجزها الكائن الحي في حياته السابقة، ينبعث الذين أدوا أعمال جليلة إلى حياة أفضل، فيما يعيش الذين أدوا أعمال خبيثة حياة بائسة وشاقة.

عُرف المبدأ الأول بين الهنود حتى قبل مقدم بوذا، فيما يُرجح أن يكون هو من قام بوضع المبدأ الثاني.
ويمكن تلخيص تعاليم بوذا بالحقائق النبيلة الأربع التالية:
- أن الحياة معاناة: وهي لا تخلو من المعاناة التي يسببها الشقاء ومصادر الشقاء في العالم سبعة: الولادة - الشيخوخة - المرض - الموت - مصاحبة العدو - مفارقة الصديق - الإخفاق في التماس ما تطلبه النفس، وفي هذا المجال يقول بوذا: (ان سر هذه المتاعب هو رغبتنا في الحياة وسر الراحة هو قتل تلك الرغبة).
- الحقيقة الثانية : هي الأصل في منشأ المعاناة وعدم وجود السعادة وهي ناجمة عن التمسك بالحياة ويقول بوذا: (ان منشأ هذه المعاناة الحتمية يرجع إلى الرغبات التي تمتلئ بها نفوسنا للحصول على أشياء خاصة لنا أننا نرغب دائما في شيء ما مثل: السعادة أو الأمان أو القوة أو الجمال أو الثراء....) أي أن سبب الشقاء وعدم السعادة هو الأنانية الإنسانية وحب الشهوات والرغبات
- الحقيقة الثالثة : هي حقيقة التخلص من المعاناة ولا يتم الا بالكف عن التعلق بالحياة والتخلص من الأنانية وحب الشهوات في نفوسنا وتسمى هذه الحالة (النيرفانا) أو الصفاء الروحي
- الحقيقة الرابعة : هي أن طريق التخلص من الأنانية والشهوات ومتاع الدنيا يوجب على الإنسان اتباع الطريق النبيل ذي الفروع الثمانية وهي:

- الإدراك السليم للحقائق الأربع النبيلة - التفكير السليم الخالي من كل نزعة هوى أو جموح شهوة أو اضطراب في الأماني والأحلام - الفعل السليم الذي يسلكه الإنسان في سبيل حياة مستقيمة سائرة على مقتضى السلوك والعلم والحق - الكلام السليم أي قول الصدق بدون زور أو بهتان - المعيشة السليمة القائمة على هجر اللذات تماما والمتطابقة مع السلوك القويم والعلم السليم - السلوك السليم - الملاحظة السليمة - التركيز السليم

### الحقائق النبيلة الأربعة

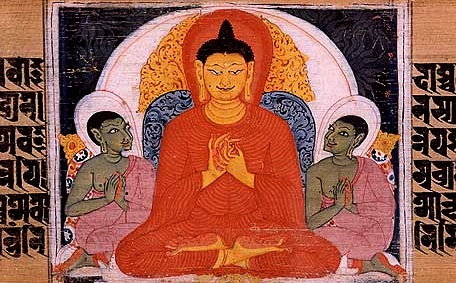
يقوم بوذا بتعليم الحقائق الأربع النبيلة. مخطوطة سنسكريتية. نالاندا، بيهار، الهند

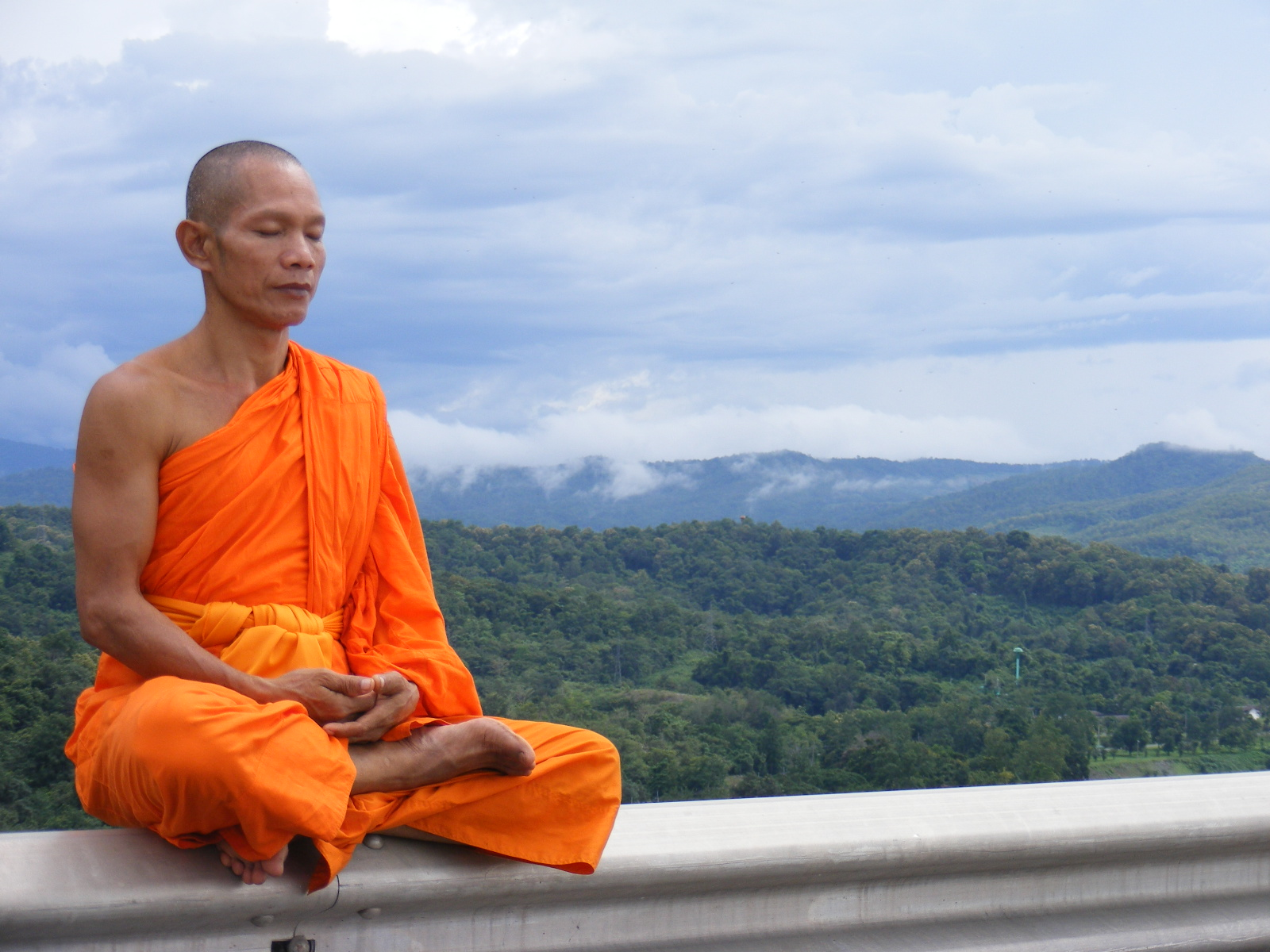
راهب بوذي تيرافاديّ في محافظة أوتاراديت بتايلاند يتأمل أثناء جلوسه في وضعية اللوتس.

أثناء مرحلة تبشيره الأولى، قام بوذا بتعليم أتباعه الحقائق الأربع النبيلة. وتختزل هذه الحقائق تعاليم العقيدة الأصلية.
1. أولى هذه الحقائق هي المُعاناة: الحياة الإنسانية في أساسها معاناة متواصلة، منذ لحظات الولادة الأولى وحتى الممات. كل الموجودات (الكائنات الحية والجمادات) تتكون من عناصر لها دورة حياة مُنتهية، من خصائص هذه العناصر أنها مُجردة من مفهومي الأنا الذاتي والأزلية، كما أن اتحادها الظرفي وحده فقط يمكن أن يُوحي بكينونة موحدة. تتولد الآلام والمعاناة من غياب الأنا (راجع فقرة أناتمان) وعدم استمرارية الأشياء، لذا فهي - المعاناة - ملازمة لكل دورةِ حياة، حتى حياة الآلهات (لم تتعارض البوذية الأولى مع الهندوسية وتعدد الآلهات) نفسها والمليئة بالسعادة، لابد لها أن تنتهي. بالنسبة لبوذا والذي كان يؤمن بالتصور الهندوسي لدورة الخلق والتناسخ (الانبعاث)، لا يشكل موت الإنسان راحة له وخلاصا من هذه الدورة.
2. الحقيقة الثانية عن أصل المعاناة الإنسانية: إن الانسياق وراء الشهوات، والرغبة في تلبيتها هي أصل المعاناة، تؤدي هذه الرغبات إلى الانبعاث من جديد لتذوق ملذات الدنيا مرة أخرى. تولدت هذه الرغبة نتيجة عدة عوامل إلا أن الجهل هو أصلها جميعا. إن الجهل بالطبيعة الحقيقية للأشياء ثم الانسياق وراء الملذات يُوّلِدان الجذور الثلاثة لطبيعة الشّر، وهي: الشهوانية والحِقد والوَهم، وتنشأ من هذه الأصول كل أنواع الرذائل والأفكار الخاطئة. تدفع هذه الأحاسيس بالإنسان إلى التفاعل معها، فيقحم نفسه بالتالي في نظام دورة الخلق والتناسخ.

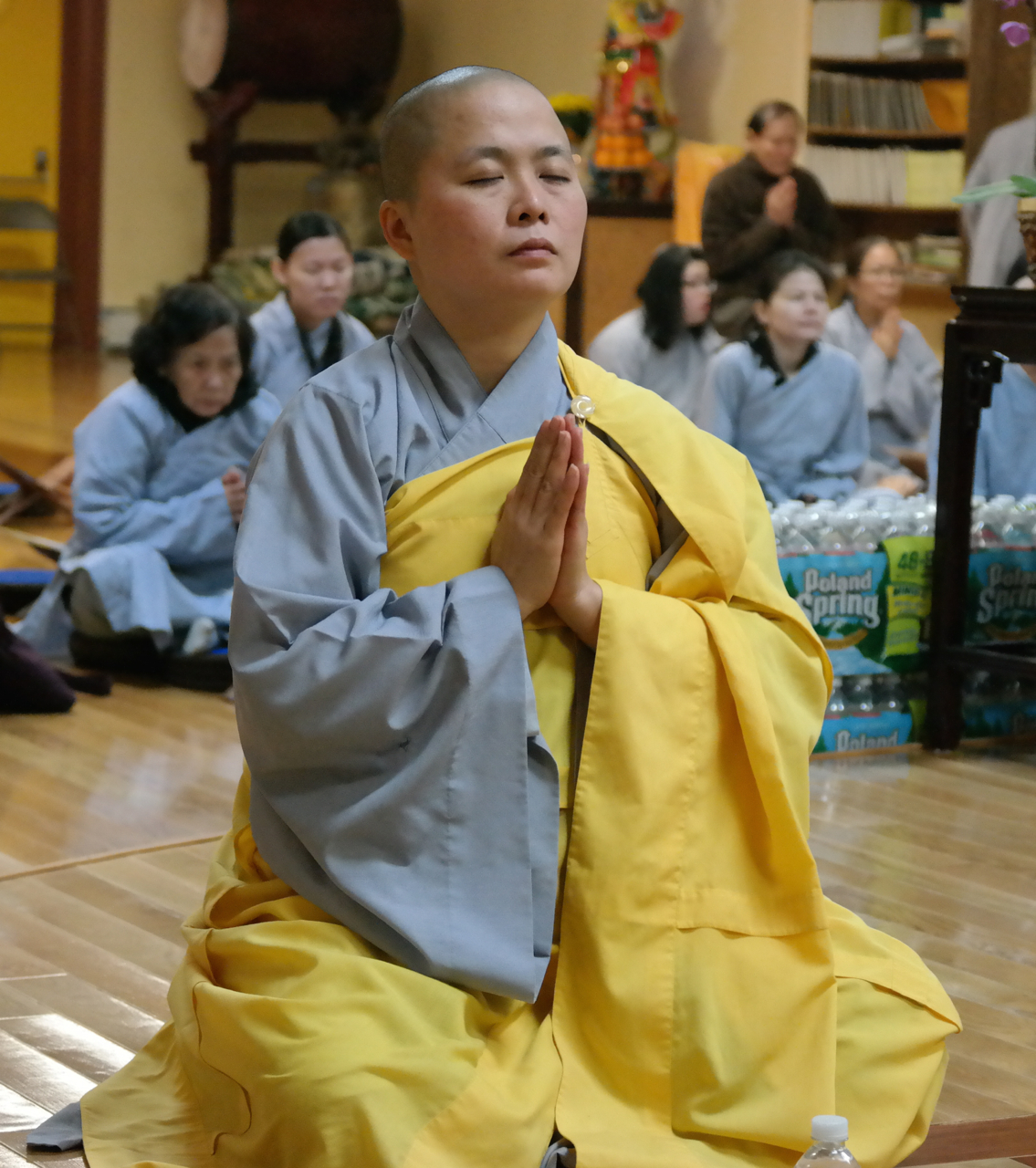
صلاة رهبان بوذيين في فيتنام.

1. الحقيقة الثالثة عن إيقاف المعاناة: وتقول بأن الجهل والتعلق بالأشياء المادية يمكن التغلب والقضاء عليهما. يتحقق ذلك عن طريق كبح الشهوات ومن ثم القضاء الكلي (نيرفانا) على ثمار هذه الأعمال (كارما)، والناتجة عن الأصول الثلاثة لطبيعة الشر. وحتى تتحقق العملية لا بد من الاستعانة بالقديسين البوذيين من الدرجات العليا، وحتى ببوذا نفسه، والذي يواصل العيش في حالة من السكينة التي لا يعكر صفوها طارئ.

4- الحقيقة الرابعة عن الطريق الذي يؤدي إلى إيقاف المعاناة: ويتألف الطريق من ثماني مراحل، ويسمى بالدَرْب الثُماني النبيل، تمتد على طول هذا الطريق ثمان فضائل:
- الفهم السوي،
- التفكير السوي،
- القول السوي،
- الفعل السوي،

- الارتزاق السوي،
- الجهد السوي،
- الانتباه السوي
- وأخيرا التركيز السوي.

توزع هذه الفضائل إلى ثلاث أقسام: 
1. الفضيلة.
2. الحكمة.
3. التأمل.

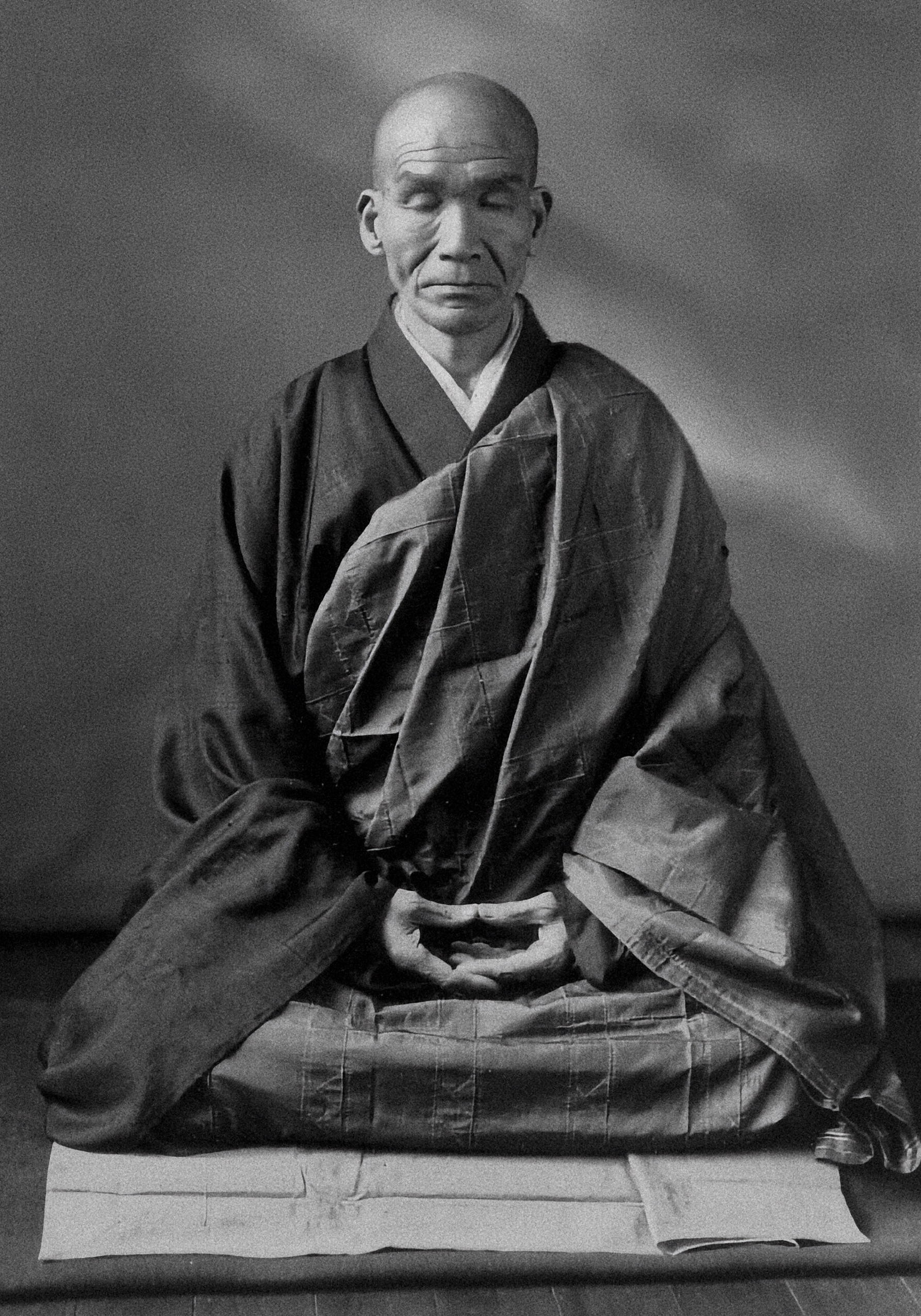
راهب بوذي يمارس "التأمل الجالس"

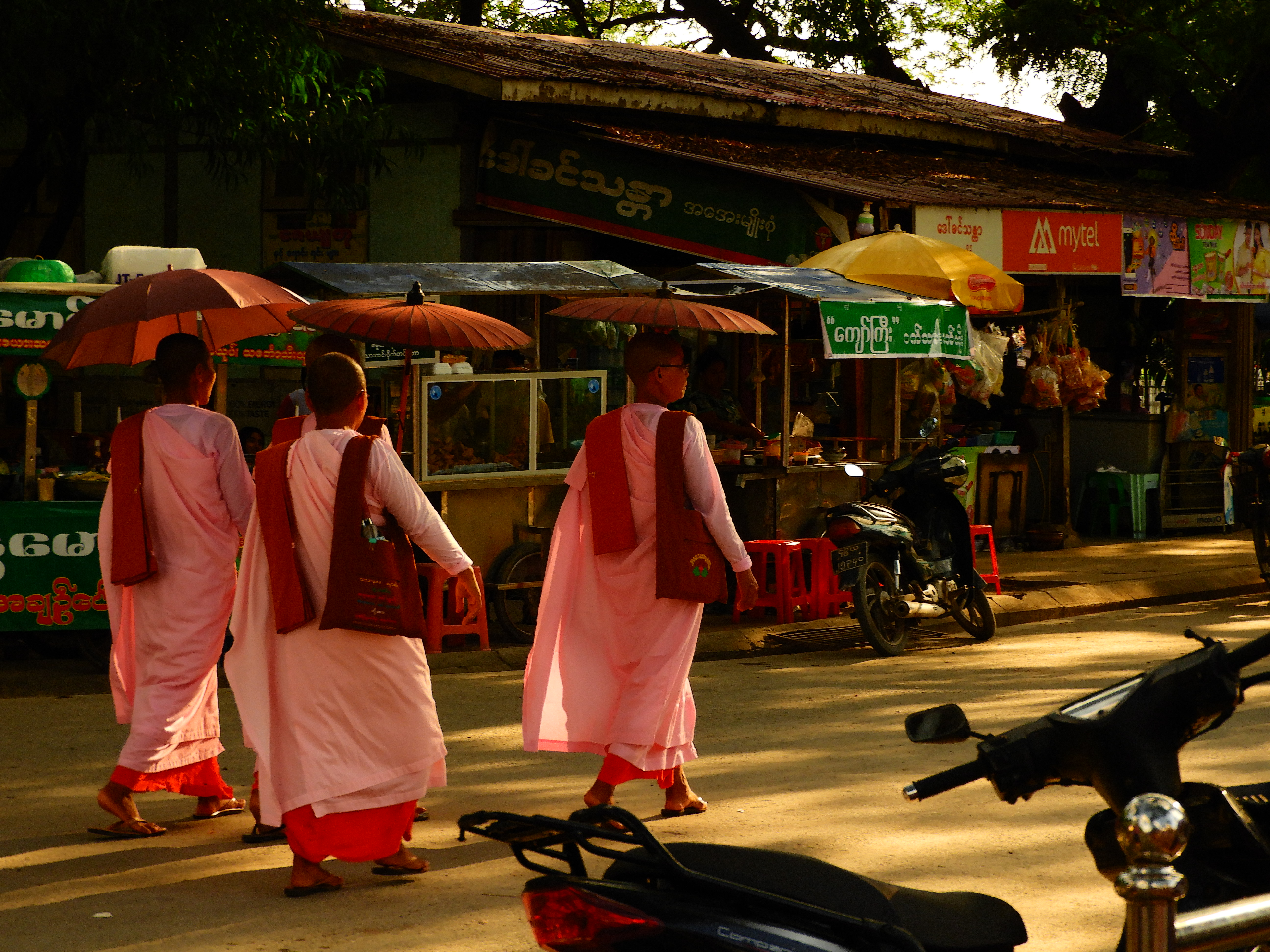
رهبان في ميانمار.

ويتم الوصول إلى كل واحد منها عن طريق وسائل مختلفة. أولى هذه الوسائل هي اتباع سلوكيات أخلاقية صارمة، والامتناع عن العديد من الملذات. تهدف الوسائل الأخرى إلى التغلب على الجهل، عن طريق التمعن الدقيق في حقيقة الأشياء، ثم إزالة الرغبات عن طريق تهدئة النفس وكبح الشهوات، وهي - أي الوسائل - تشتمل على عدة تمارين نفسانية، من أهمها ممارسة التأمل (ذيانا)، لفترة طويلة كل يوم. عن طريق إعمال العقل في جملة من الأفكار أو الصور، وتثبيتها في الذهن، يمكن شيئا فشيئا أن يتحول العقل ويقتنع بحقيقة العقائد المختلفة للبوذية، فيتخلص من الشوائب والأفكار الخاطئة والمناهج السيئة في التفكير، فتتطور بالتالي الفضائل التي تؤدي إلى الخلاص، وتتبدد العادات السيئة المتولدة عن الشهوة. عن طريق اتباع هذه التمارين والتزام الأخلاق النبيلة يمكن للراهب البوذي أن يصل وفي ظرف زمني قصير (فترة حياته) إلى الخلاص.

### الجواهر الثلاث

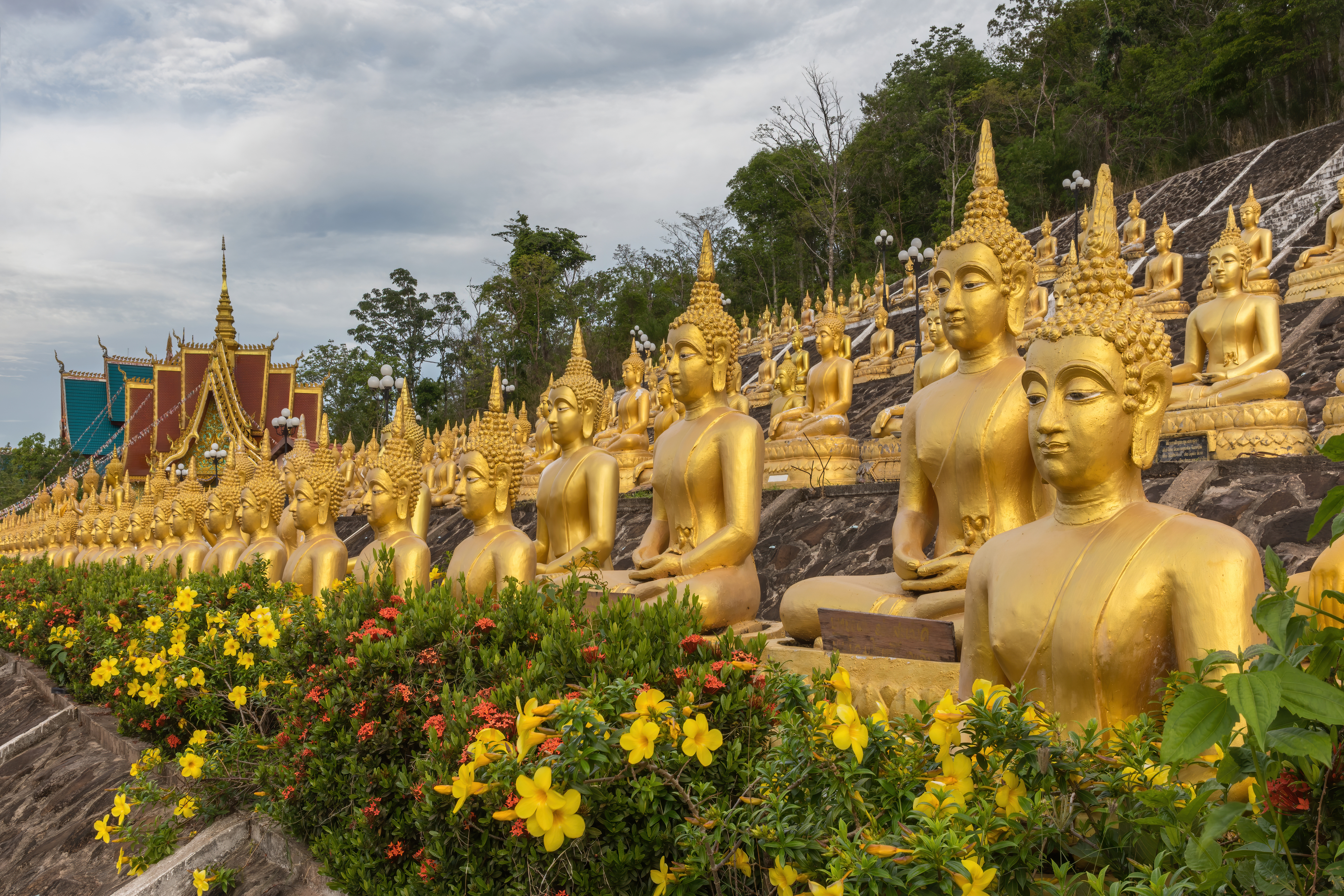
صفوف متعددة من التماثيل الذهبية لبوذا جالسًا مع الزهور، في وات فو سالاو، باكسي، لاوس.

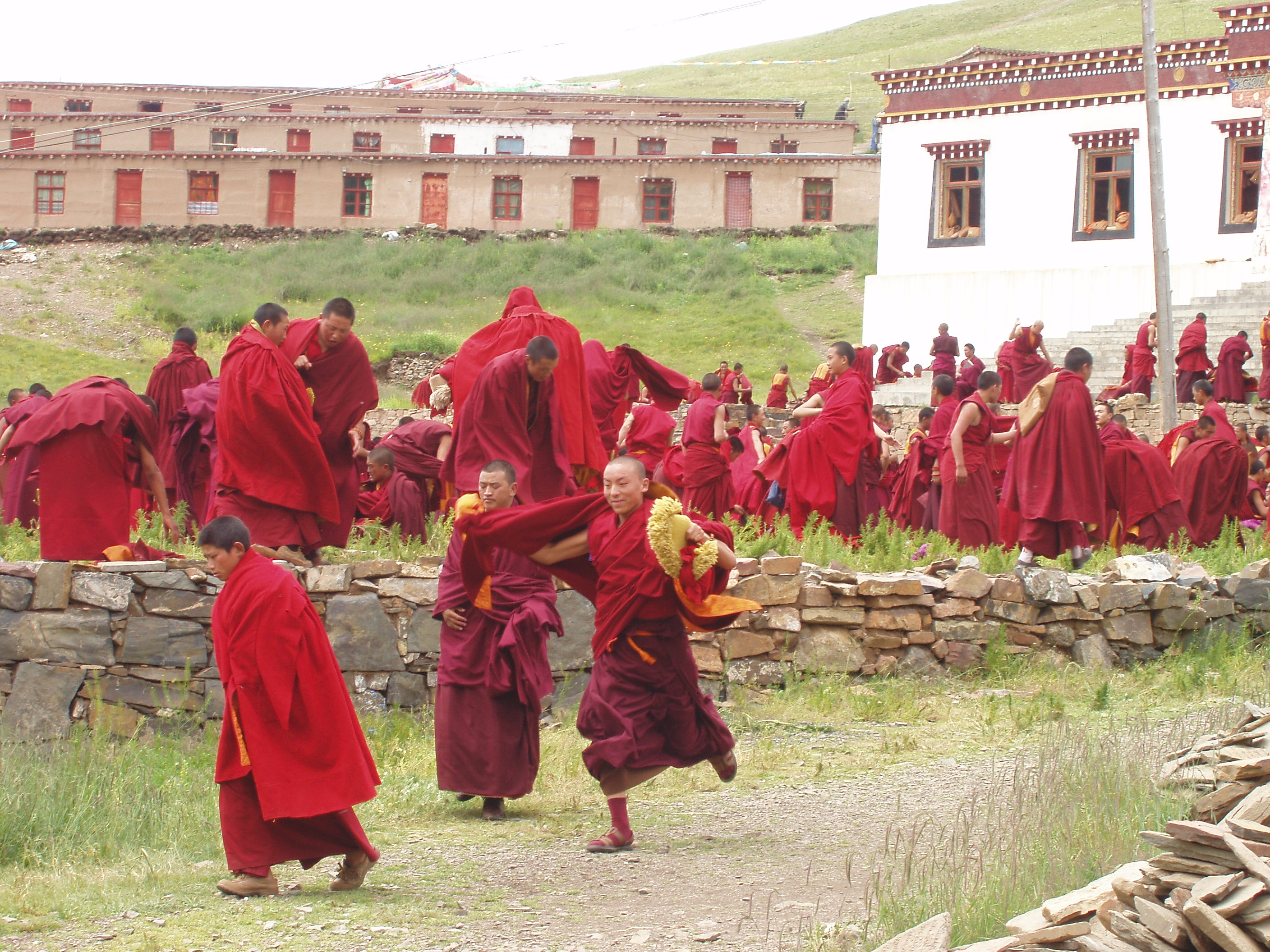
رهبان تبتيون.

عندما يعتنق شخص ما الدين البوذي عليه أن يعلن وبصريح العبارة أنه يلتمس لنفسه الملاذ ويتعوذ بالجواهر الثلاث ويتم ذلك أمام جمع من الرهبان البوذيين (سانغا)، وفق مراسيم وطقوس خاصة. حسب مفهوم البوذية يتوجب على الشخص الطامح إلى الخلاص أن يلوذ بثلاث أشياء أساسية، والمعروفة بـ«الجواهر الثلاث» (راجع تريراتنا):
- بوذا: والمقصود هنا الشخصية التاريخية المعروفة باسم «غاوتاما»، إلا أن هذا المفهوم يتسِع - حسب مذهب ماهايانا - ليشمل بوذاتٍ (جمع بوذا) آخرين يمكن التعوذ بهم؛
- الدارما: وهي التعاليم التي تركها بوذا - الشخصية التاريخية، وتتلخص حسب ماهايانا في نصوص الـ«سوترا» (راجع النصوص المقدسة)؛
- السانغا: وهي طائفة الرهبان والراهبات، والمقصود هنا بعض الرهبان ممن نَذر نفسه لمساعدة الآخرين، ويٌطلق على بعضهم لقب «بوديساتفا».

الهدف الأول من طلب الملاذ هو التخفيف من العواقب والمعاناة التي تسببها الكارما، وهذا ما يطمع إليه غالبا عامة الناس، إلا أن الهدف الأسمى يتمثل في الوصل إلى حالة الاستنارة أو التيقظ والتحرر الكُلي من الكارما، وهذا حال الرهبان والراهبات..

## مفاهيم دينية أساسية

### الكارْما

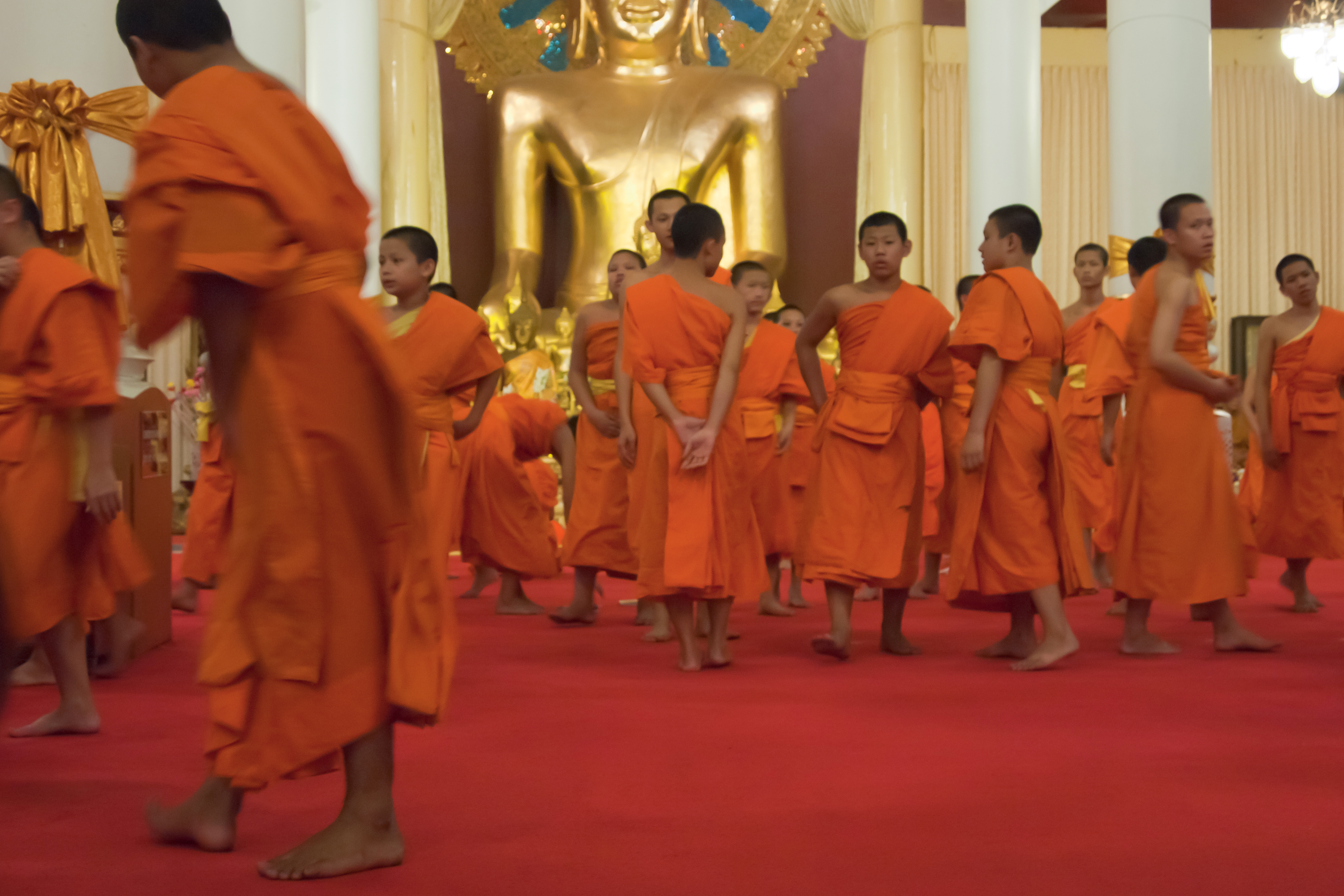
رهبان بوذيون في تايلاند.

يطلق لفظ كارما على الأفعال التي يقوم بها الكائن الحي، والعواقب الأخلاقية الناتجة عنها. إن أي عملٍ، خيِّرا كان أو شّرا، وأياً كان مصدره، فعل أو قول أو مجرد إعمال فكرة، لا بد أن تترتب عنه عواقب، ما دام قد نَتَج عن وعي وإدراك مسبوق، وتأخذ هذه العواقب شكل ثمارٍ، تنمو وبمجرد أن تنضج تسقط على صاحبها، فيكون جزائُه إما الثواب أو العِقاب. قد تطول أو تقصر المدة التي تتطلبها عملية نضوج الثمار (أو عواقب الأعمال)، غير أنها تتجاوز في الأغلب فترة حياة الإنسان، فيتحتم على صاحبها الانبعاث مرة أخرى لينال الجزاء الذي يستحقه. لا يمكن لكائن من كان أن ينال جزاء لا يستحقه، نظرا لأن الكارما تقوم على عدالة شاملة. يعمل نظام الكارما وفق قانون أخلاقي طبيعي قائم بذاته وليس (كما في الأديان الأخرى) تحت سلطة الأحكام الإلهية. تتحدد وفقا للكارما عوامل مثل المظهر الخارجي والجمال والذكاء والعمر والثراء والمركز الاجتماعي.

### تناسخ الأرواح

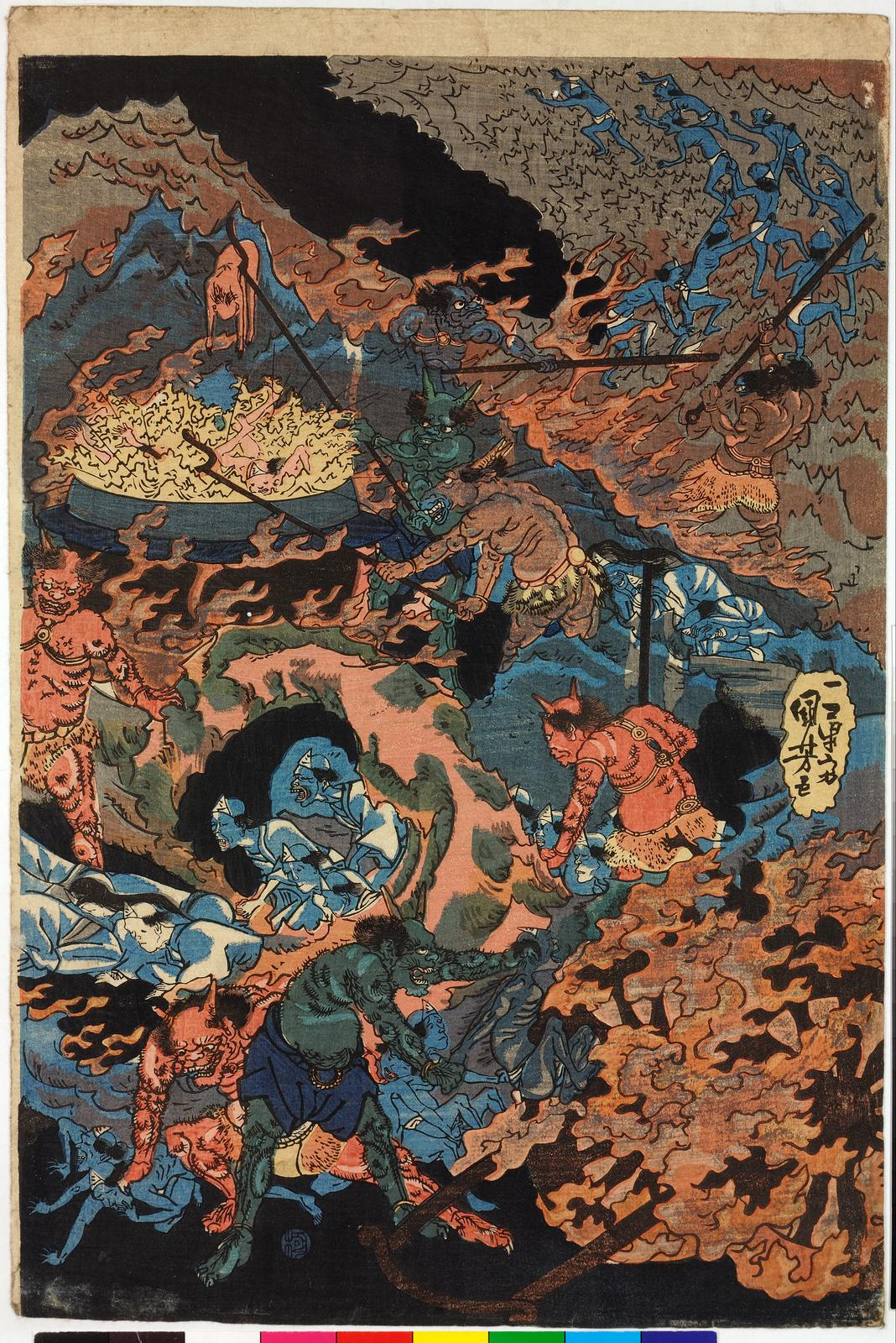
تصوير الجحيم عند البوذيين.

كما هو الحال مع الديانات الهندية الأخرى. يُدرك البوذيون أن هناك دورة مستمرة من الحياة والموت والبعث. تُعرف هذه الدورة باسم سامسارا. الهدف النهائي للتدرب البوذي هو التحرر من السامسارا. فحسب فلسفة الكارما الأخلاقية يُمكن لكارماتٍ مختلفة ومتفاوتة، أن تؤدي في النهاية إلى أن يتقمص الكائن عدة كائنات من الأعلى إلى الأدنى: الآلهة، وأنصاف الآلهة، والإنسان، والحيوان، والشبح الجائع، ومخلوق الجحيم. ويُعرف في البوذية بأسم الولادة الجديدة. تعتمد إعادة ميلاد الشخص على أفكاره وأفعاله السابقة. كل عمل مقصود، جيد أو سيئ، يؤدي إلى الكارما. سوف تسمح الكارما الجيدة بولادة جديدة جيدة والعكس صحيح. اللحظات الأخيرة من حياة الشخص مهمة لأن أفكاره ومشاعره الأخيرة ستكون عاملاً حاسماً في تكييف اللحظة الأولى من الحياة التالية. تعمل الكارما على نطاق زمني كبير للغاية في البوذية. في حين أن لحظة الموت الجيدة لا يمكن أن تلغي أي كارما سيئة، إلا أنها يمكن أن تكون بداية لطريقة أفضل تؤدي إلى توليد الجدارة. قد تتفوق هذه الميزة في النهاية على أي كارما سيئة. هناك أمنية شائعة في الجنازات في سريلانكا هي: «أتمنى أن يولد المتوفى من جديد تحت حكم مايتريا بوذا المستقبلي». تعتبر إعادة الميلاد كإنسان أمرًا مصادفًا خصوصًا لأنه يُعتقد أنه نادر ويعتقد أن الشخص لديه أفضل فرصة للتنوير عندما يكون في هذه الحالة من الوجود.

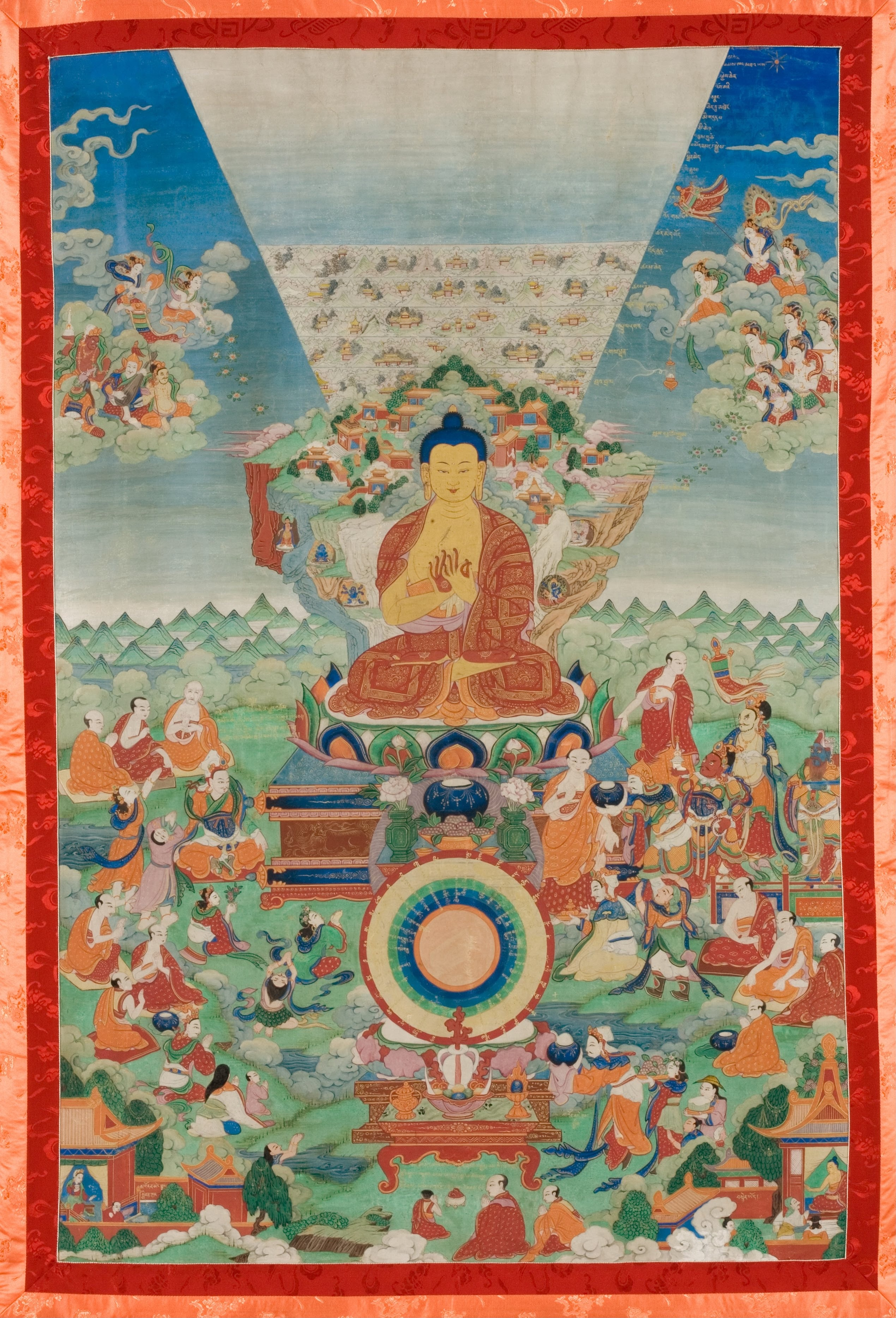
بوذا وسط البوذيين في الجنة بعد الخلاص من إعادة الولادة.

تري التقاليد البوذية الرئيسية أن تناسخ الكائن يعتمد على الكارما الماضية والجدارة (العيب) المتراكمة، وأن هناك ستة عوالم للوجود قد تحدث فيها إعادة الميلاد بعد كل وفاة. داخل الزن الياباني، يتم قبول التناسخ من قبل البعض، ولكن يرفضه الآخرون.
عندما يموت الإنسان يولد من جديد في حياة أخرى. اعتمادا على المعتقدات الشخصية للفرد، يمكن أن يستغرق هذا فترات مختلفة من الوقت. يعتقد البوذيون التبتيون أن هناك مرحلة فاصلة تُعرف باسم "الباردو" والتي يمكن أن تستغرق ما يصل إلى 49 يومًا. يعتبر بوذيو ثيرافادا (من سريلانكا وميانمار وتايلاند ولاوس وكمبوديا) أن إعادة الميلاد يمكن أن تكون فورية. أولئك الذين يصلون إلى التنوير ( النيرفانا/نيبانا) لا يولدون من جديد عند وفاتهم، ويتخلصون من دورة التناسخ اللانهائية حيث الهدوء والسلام.

### العوالم الستة

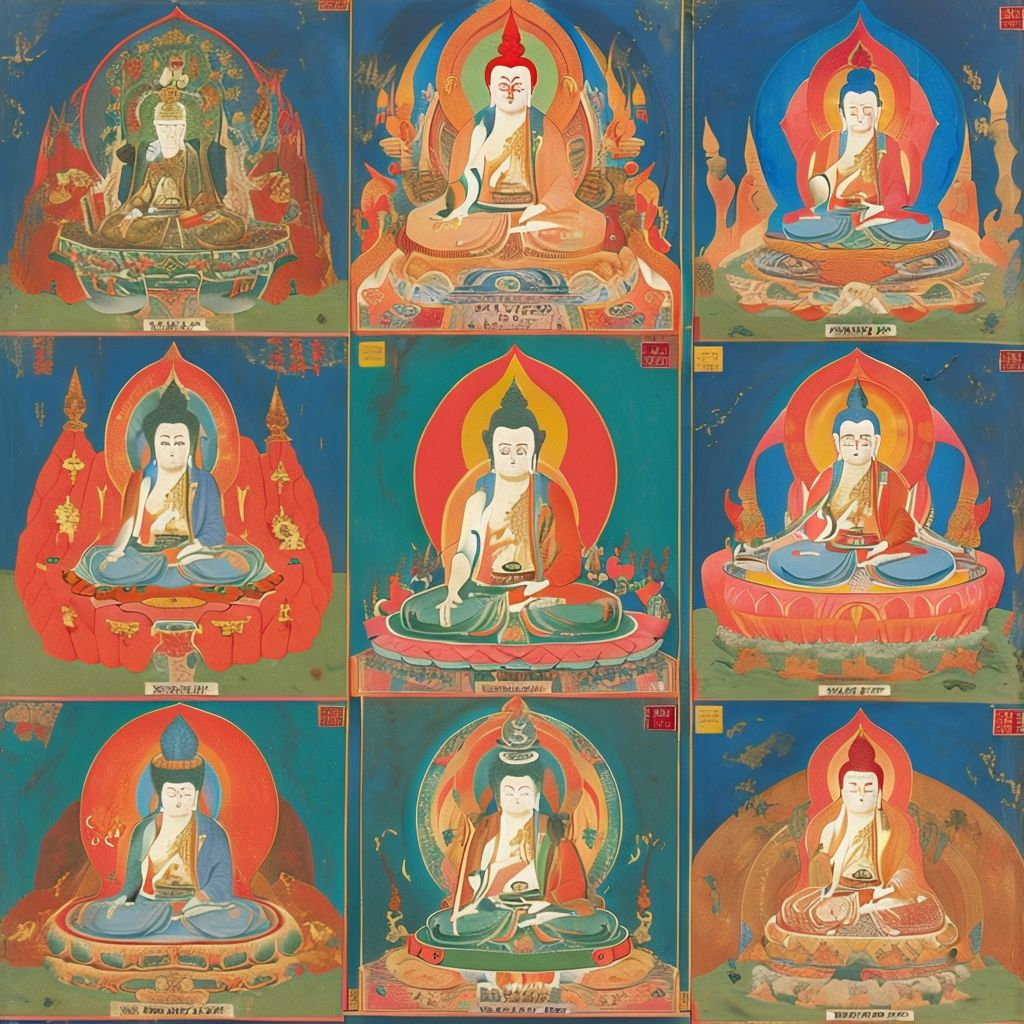
العوالم الستة في الديانة البوذية.

يعتقد البوذيون بوجود ستة عوالم في الكون وهم:
1. عالم الآلهة أو الكائنات السماوية (ديفا)
2. عالم البشر (مانوشيا)
3. عالم أنصاف الآلهة الحربية ( أسورا)
4. عالم الحيوانات ( تيرياجيوني)
5. عالم الأشباح الجائعة (بريتا)
6. عالم الجحيم (ناراكا)

### الكون الدوري
يعتقد البوذيون أن الكون دوري ويمر بدورة الولادة والانحلال والموت (سامسارا) مثل الإنسان والحيوان والمال والسعادة الخ، وليس مخلوقًا من العدم، والكون ليس مخلوقًا من إله خالق، بل هو جزء من سلسلة لا متناهية من الدورات الكونية (تُعرف بـ Kalpas أو "كالبا").
كل كالبا تمر بدورة من: نشوء (تكوّن)، استمرار (ثبات)، اضمحلال (تحلل)، عدم (فراغ مؤقت)
هذا يعني أن الكون الذي نعيش فيه الآن هو واحد من عدد لا يُحصى من الأكوان التي وُجدت من قبل وستوجد بعده. ولا بداية ولا نهاية مطلقة؛ فالبوذية تنظر إلى الزمن والكون كـسلسلة لا بداية لها ولا نهاية، تتكرر فيها دورات الحياة والوجود. لا توجد لحظة "خلق أولى" في التصور البوذي؛ السؤال عن "متى بدأ كل شيء؟" لا معنى له في هذا السياق. مصير الكون: التحلل والدمار في نهاية كل كالبا، يُدمّر الكون، وتحدث تغيّرات ضخمة مثل: احتراق الشمس، غمر العالم بالماء أو النار، اختفاء الكائنات الحيّة، لكن هذا ليس نهاية نهائية، بل بداية لكالبا جديدة. والهدف ليس معرفة أصل الكون، بل التحرر من المعاناة؛ فتركيز البوذية ليس على الميتافيزيقا الكونية بل على المعاناة (دوكها) وأسبابها، وكيفية التحرر منها.
سُئل بوذا عن أصل الكون، فكان رده أن ذلك لا يُفضي إلى إنهاء المعاناة، ولذلك أعرض عن الإجابة على أسئلة مثل:
هل الكون أبدي؟
هل له بداية؟
هل له نهاية؟
هل هناك إله؟

### الآلهة

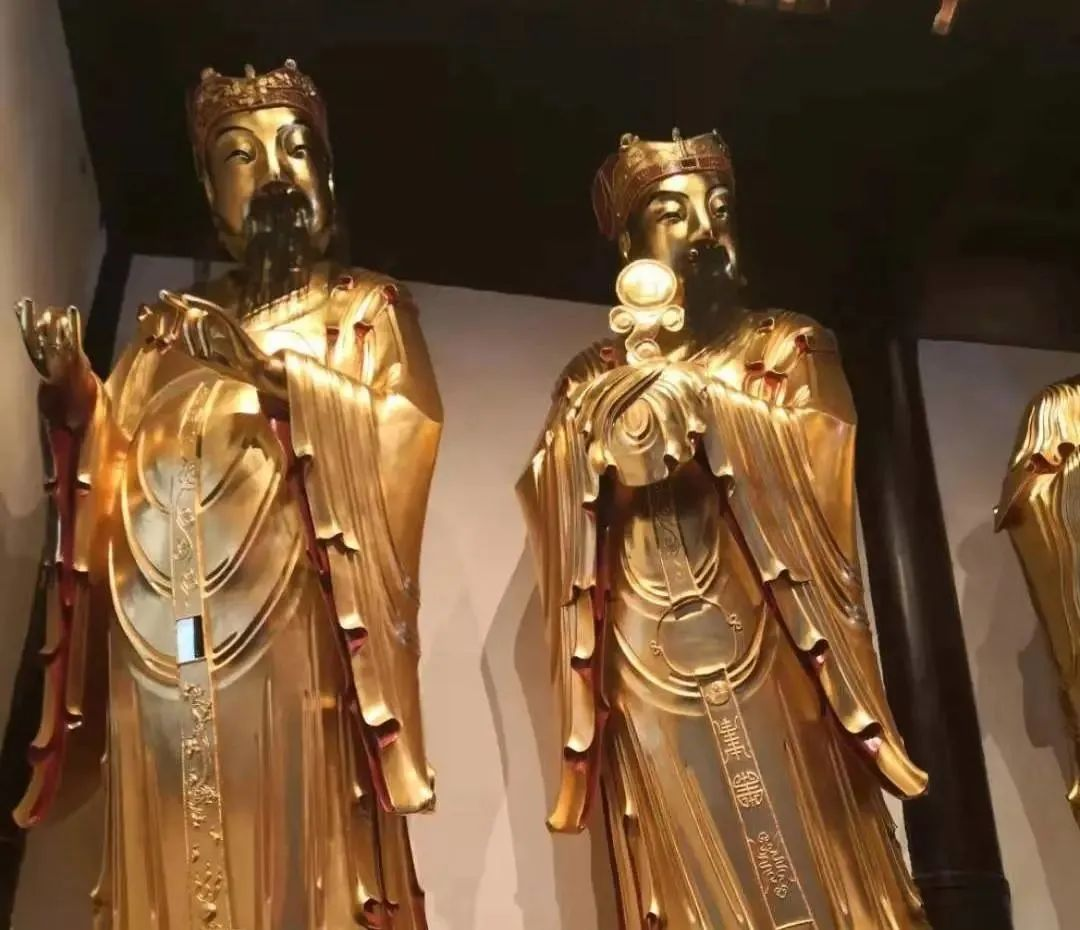
تمثال الديفات العشرين في البوذية الصينية في معبد بوذا اليشم، الصين.

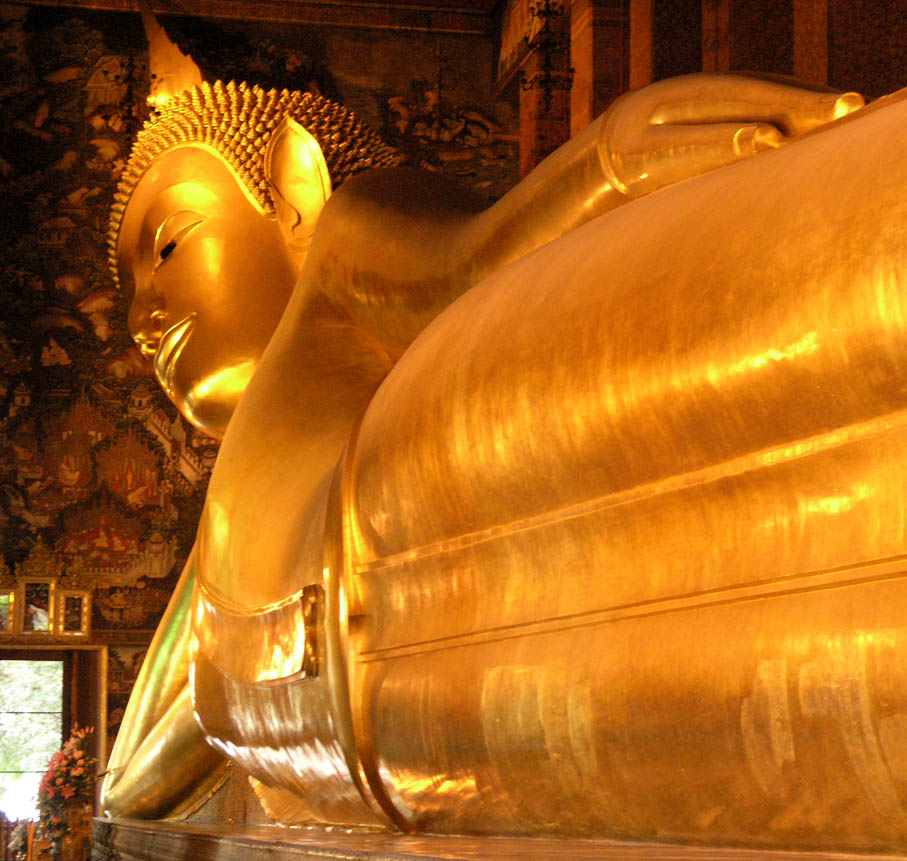
تمثال ذهبي لبوذا.

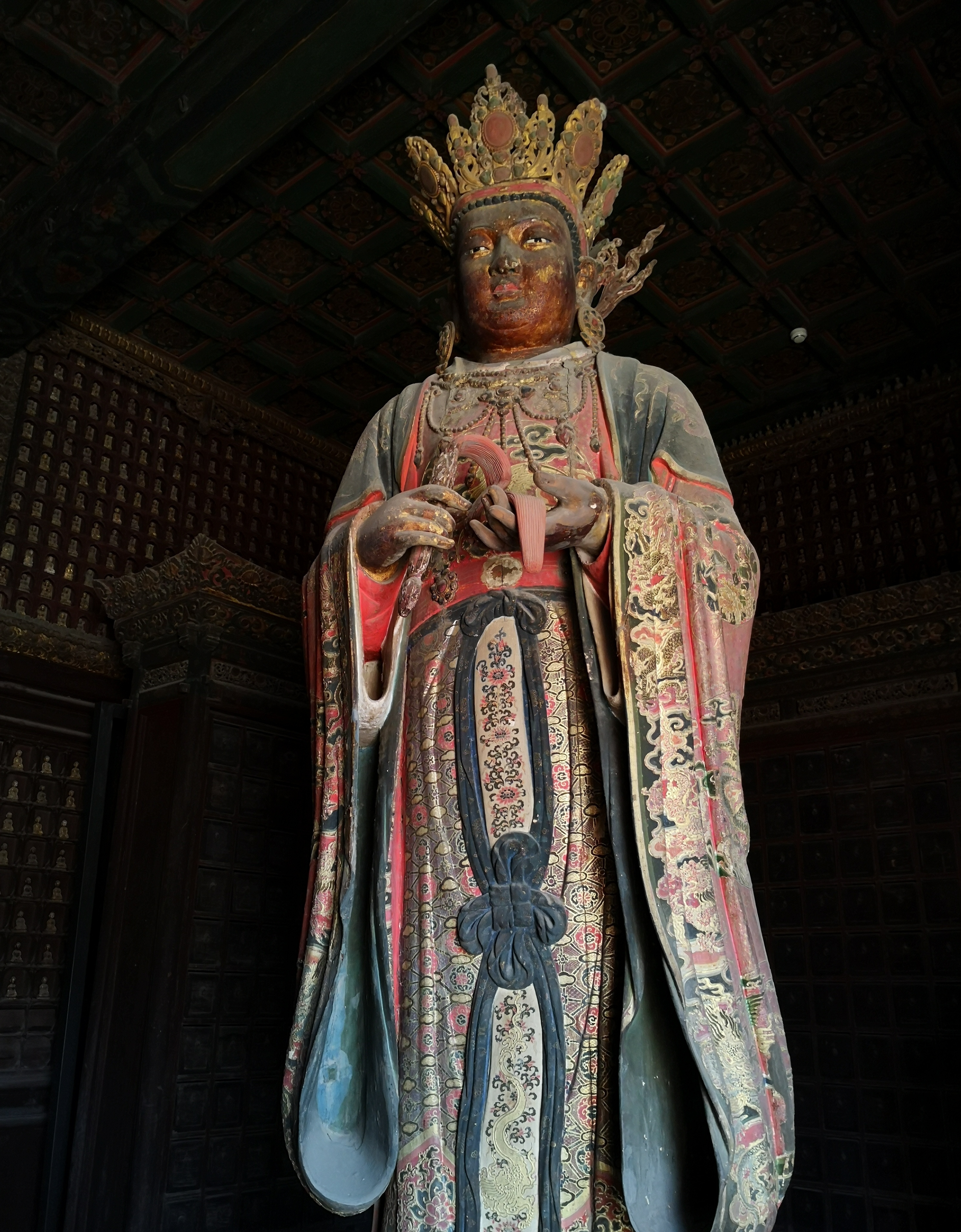
تمثال براهما في الصين، يٌعد براهما إله رائد (ديفا) وملك سماوي وحاميا للتعاليم في البوذية، ولكن لم يصور أبدا في النصوص البوذية المبكرة كإله خالق. في التقاليد البوذية ، كان الإله براهما ساهامباتي هو الذي ظهر أمام بوذا ودعاه للتعليم، بمجرد أن بلغ بوذا التنوير.

تشتمل على طائفة واسعة من الكيانات الإلهية المبجلة في مختلف الأطر الشعائرية والشعبية. تضمنت في البدء العديد من الشخصيات الهندية مثل الديفات الفيديين والياكشات (الأرواح الخيرة والمؤذية)، لكنها شملت لاحقًا أرواحًا آسيوية وآلهة محلية أخرى. تتراوح من البوذات المتنورين إلى الأرواح الإقليمية التي تبناها البوذيون أو اتبعوها على هوامش الديانة. بصورة ملحوظة، تفتقر البوذية إلى إله خالق أعلى مع ذلك؛ حيث رفض بوذا نفسه فكرة الخالق الأزلي. فكما جردت البوذية الموجودات من مفهوم الأنا فقد جردت الكون من مفهوم الخالق الأزلي - مصدر خلاص الجميع.
ضم البوذيون أيضًا في وقت لاحق جوانب من بلدان مثل الصين واليابان إلى مَجامَع الآلهة خاصتهم. وهكذا ضمت جوانب مأخوذة من ميثولوجيات أخرى تخص هذه البلدان. على سبيل المثال، يعتبر الكثير من البوذيين اليابانيين سارسواتي، وهي ديفا من غاندارا، والكامي بوداسفات يابانية محلية.
ولكن على الرغم من أن الآلهة البوذية والهندوسية تشترك في بعض الخصائص والنعوت، إلا أن لكل منهما وظائف مختلفة وأساطير مرتبطة بها.

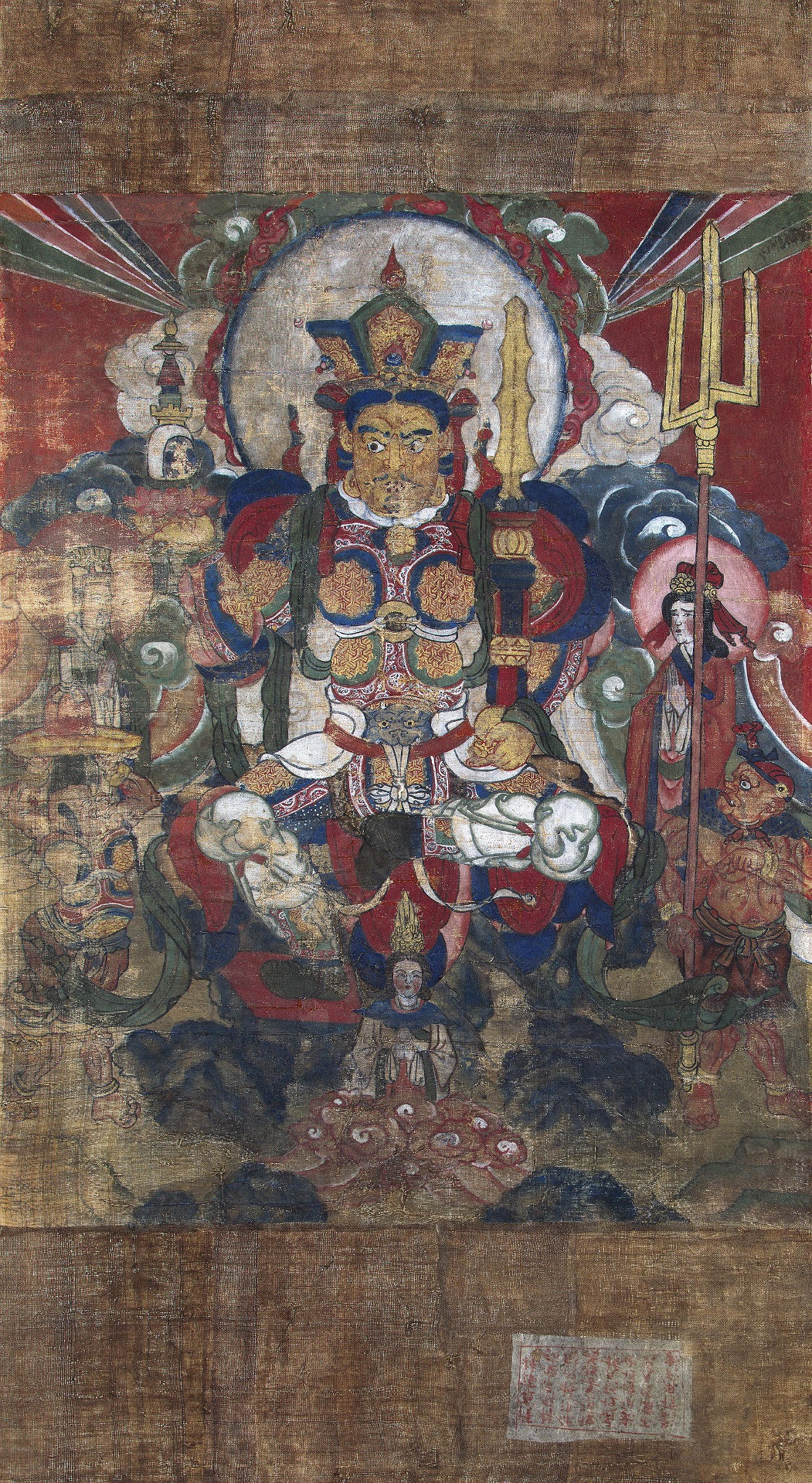
فايسرافانا إله الحرب وعادة ما يتم تصويره على أنه ملك محارب. هو أحد ملوك السماء الأربعة. وهو أحد الآلهة السبعة المحظوظين في البوذية اليابانية.

فايسرافانا هو حارس الاتجاه الشمالي، ويقع منزله في الربع الشمالي من الطبقة العليا للنصف السفلي من سوميرو. إنه زعيم جميع الياكشا (الأرواح الخيرة والمؤذية) الذين يسكنون منحدرات سوميرو.

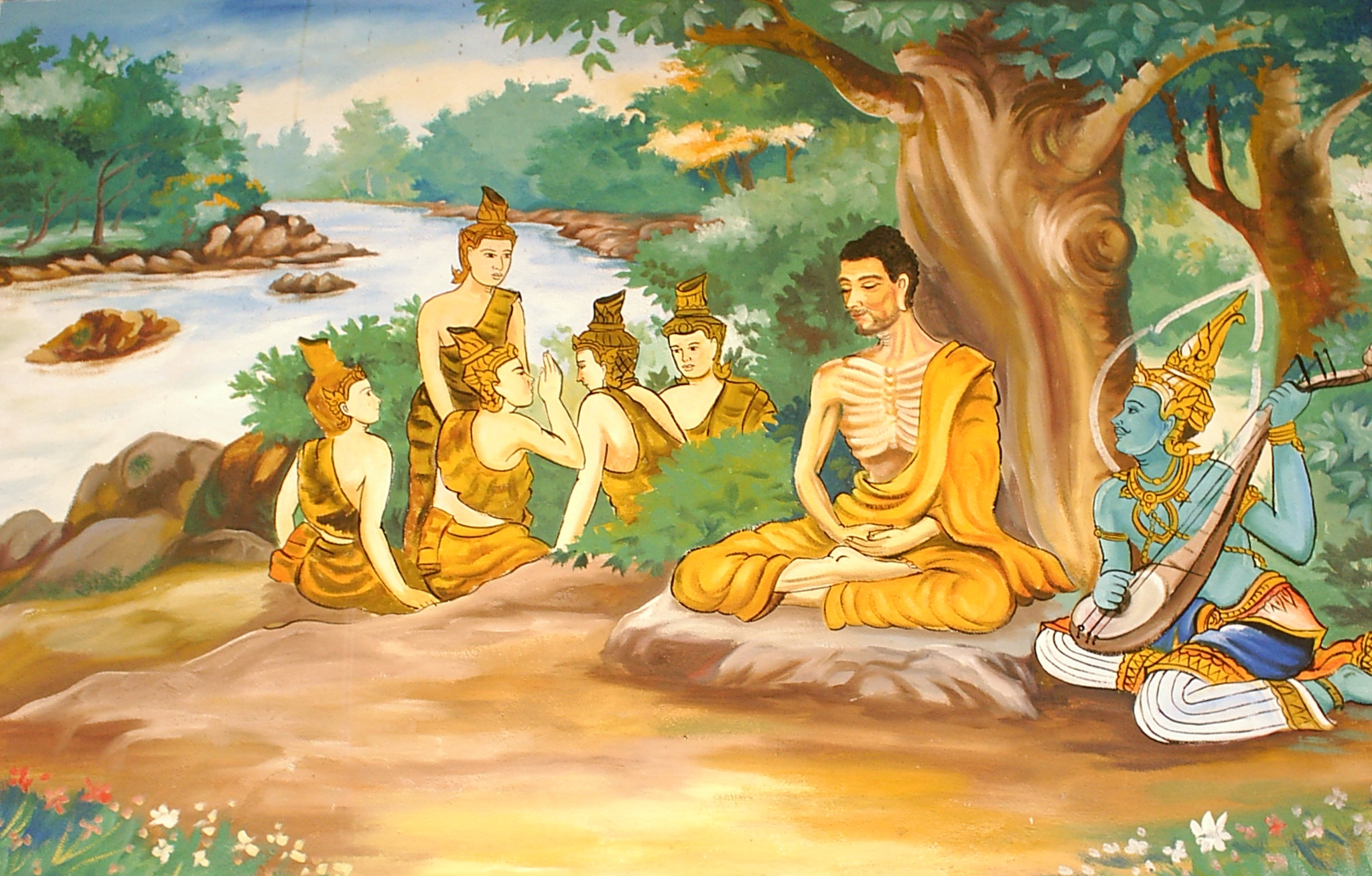
صورة لطلاء حائط في معبد لاوس، بوذا يمارس ممارسات التقشف المتطرفة قبل تنويره. يشرف الله على جهاده ويوفر بعض الحماية الروحية. الرهبان الخمسة في الخلفية هم "تلاميذه الخمسة الأوائل" في المستقبل، بعد أن بلغ بوذا التنوير الكامل.

#### عبادة الأوثان

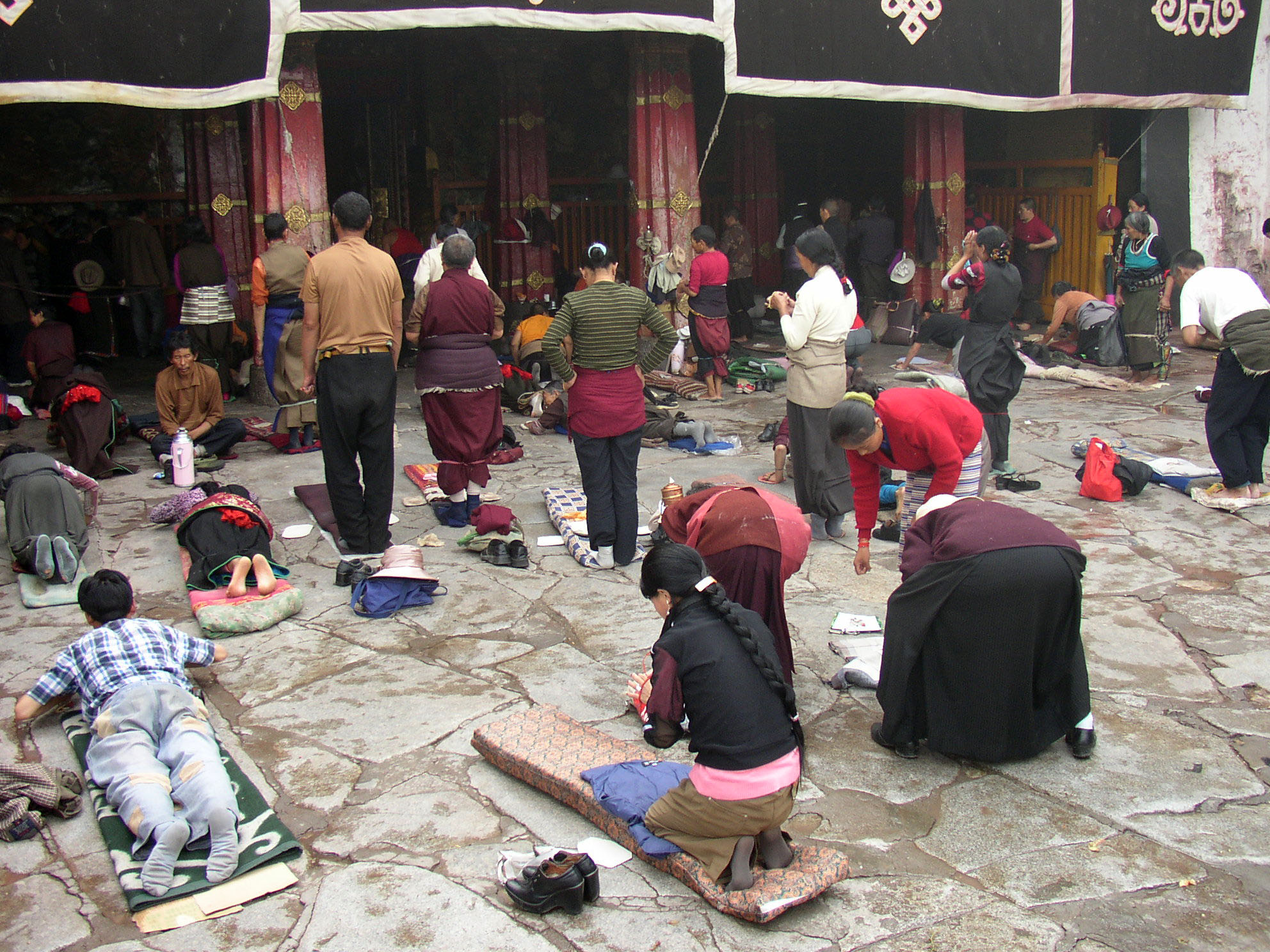
بوذيون يسجدون ويصلون لتمثال بوذا في التبت.

كانت الأيقونات وعبادة الأصنام جزءًا لا يتجزأ من البوذية طوال تاريخها اللاحق. أنتج البوذيون، من كوريا إلى فيتنام، ومن تايلاند إلى التبت، ومن آسيا الوسطى إلى جنوب آسيا، منذ فترة طويلة المعابد والأصنام، والمذابح والمالا، وآثارًا للتمائم، وصورًا لأدوات الطقوس. عُثِر على صور أو آثار بوذا في جميع التقاليد البوذية، ولكنها تظهر أيضًا آلهة وإلهات مثل تلك الموجودة في البوذية التبتية.

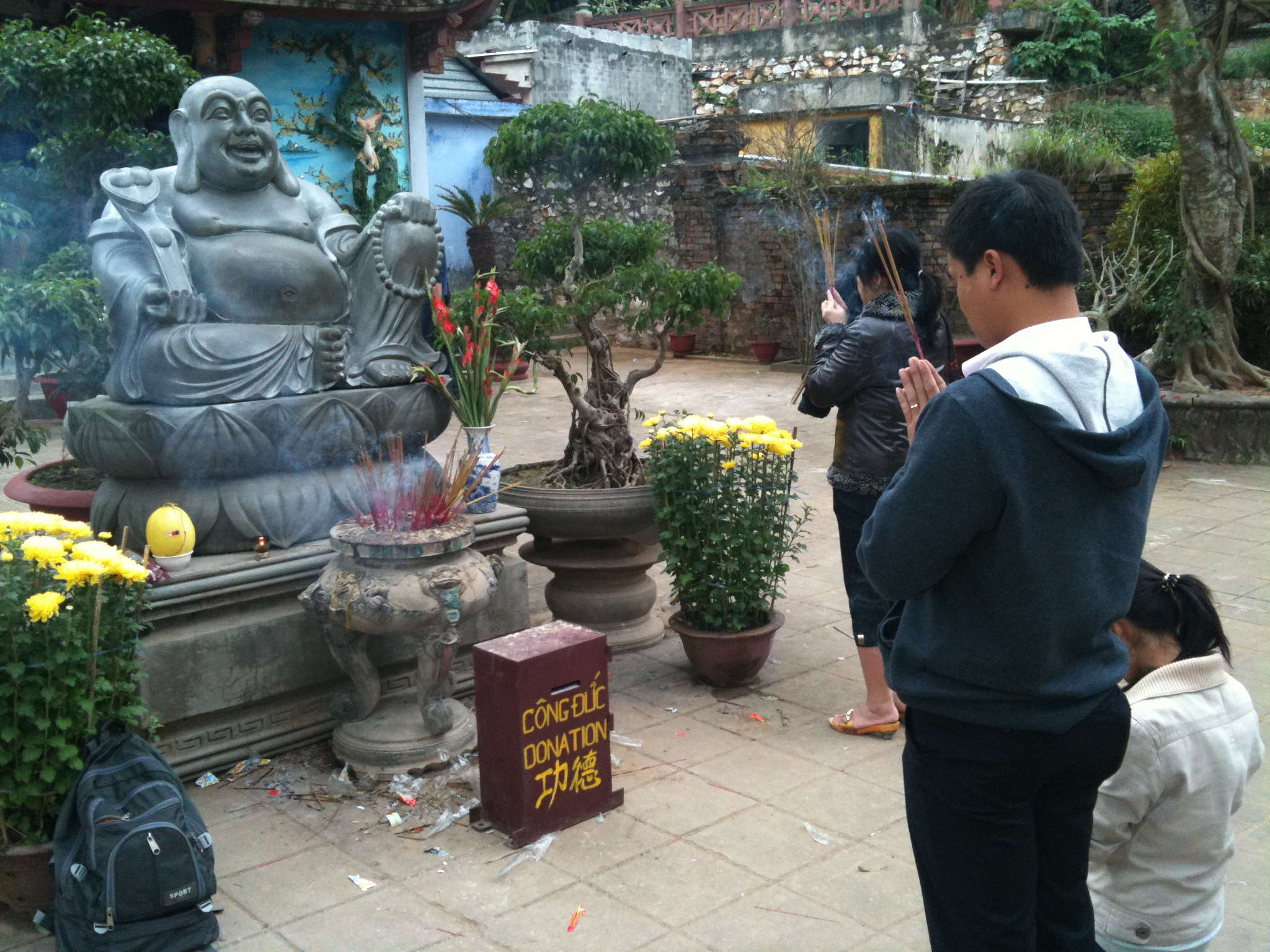
بوذيون يصلون أمام تمثال بوذا مع إشعال البخور في فيتنام.

كانت بهاكتي (وتسمى بهاتي في بالي) ممارسة شائعة في بوذية ثيرافادا، حيث يتم تقديم القرابين والصلوات الجماعية لسيتيا وخاصة صور بوذا. يشير كاريل فيرنر إلى أن البهاكتي كانت ممارسة مهمة في بوذية ثيرافادا، ويقول: «ليس هناك شك في أن التفاني العميق أو البهاكتي / بهاتي موجود بالفعل في البوذية وأنه كان له بداياته في الأيام الأولى».

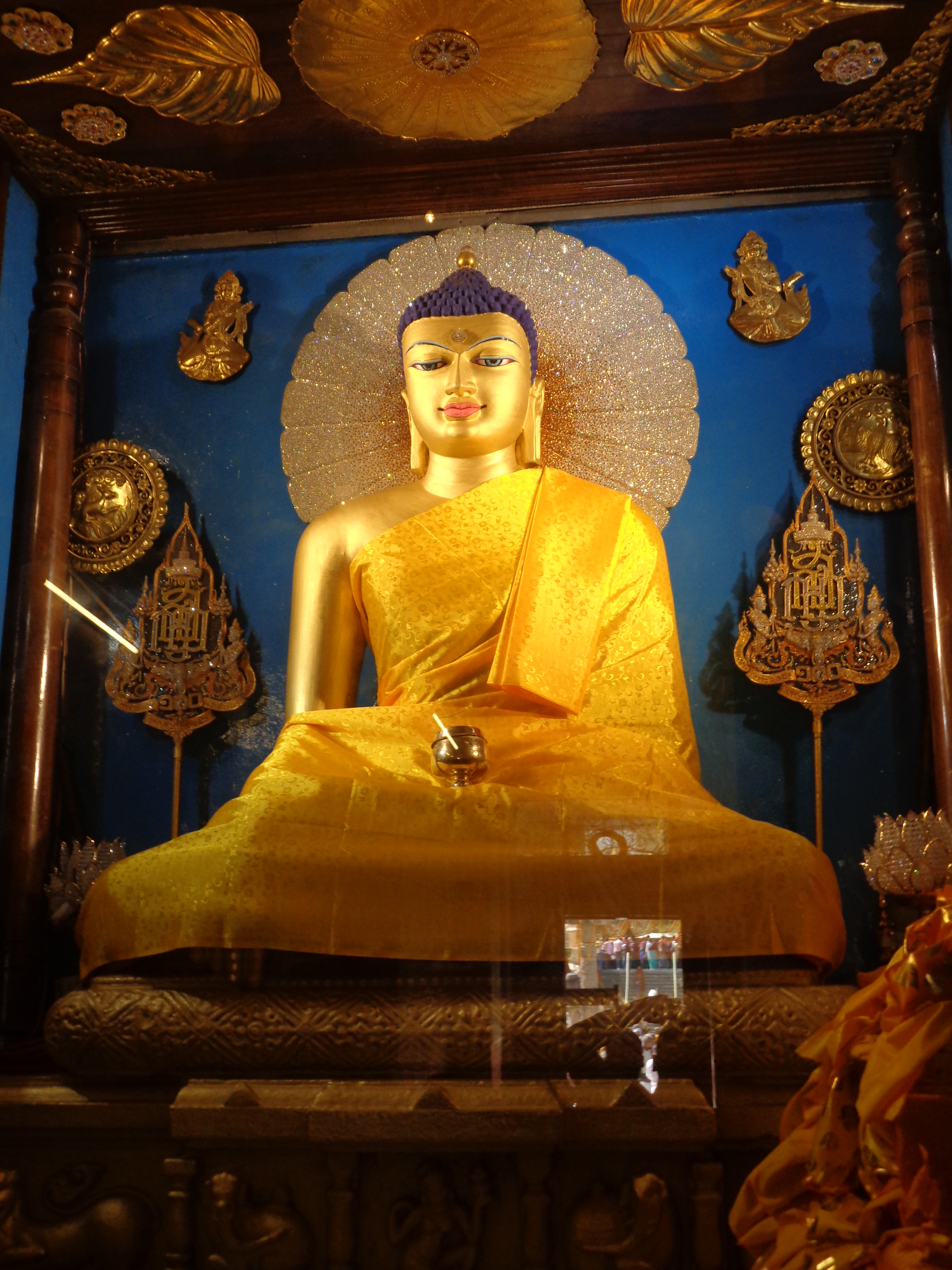
المعبود الرئيسي لمعبد ماهابودا.

وفقًا لبيتر هارفي - أستاذ الدراسات البوذية، انتشرت أصنام بوذا وعبادة الأصنام في شمال غرب شبه القارة الهندية (باكستان وأفغانستان الآن) وفي آسيا الوسطى مع تجار طريق الحرير البوذيين. رعى الحكام الهندوس من مختلف السلالات الهندية كلاً من البوذية والهندوسية من القرن الرابع إلى القرن التاسع، وقاموا ببناء أيقونات بوذية ومعابد كهفية مثل كهوف أجانتا وكهوف إلورا التي تضم أصنام بوذا.

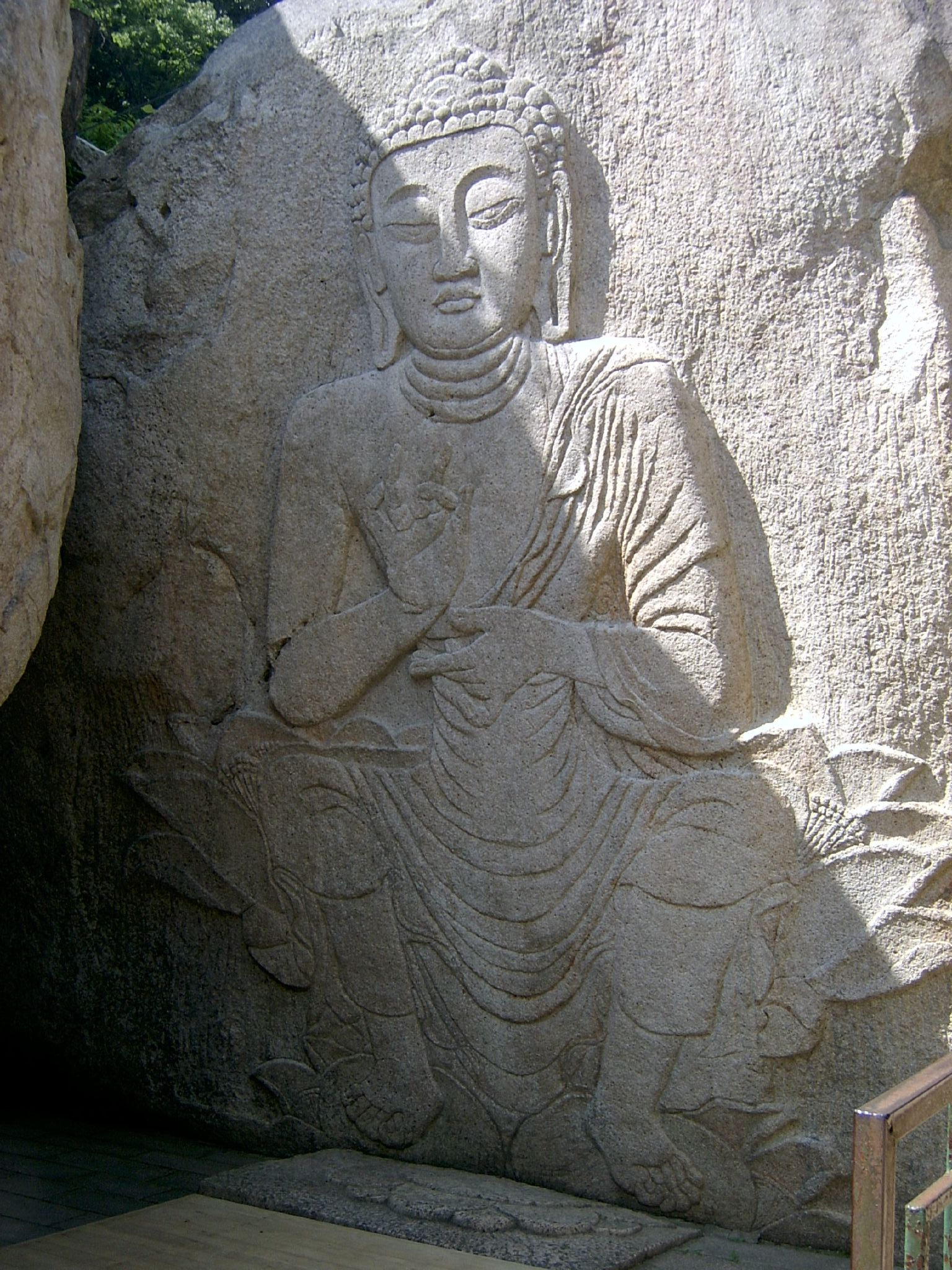
تمثال بوذا المنحوت في الصخر في معبد بيوبجوسا، في بويون، كوريا.

منذ القرن العاشر، يقول هارفي، دمرت الغارات التي قام بها الأتراك المسلمون على الأجزاء الشمالية الغربية من جنوب آسيا الأصنام البوذية، نظرًا لكراهيتهم الدينية لعبادة الأصنام. ارتبط تحطيم المعتقدات التقليدية بالبوذية، لدرجة أن النصوص الإسلامية في هذا العصر في الهند أطلقت على جميع الأصنام اسم " بود". استمر تدنيس الأصنام في معابد الكهوف خلال القرن السابع عشر، كما يقول جيري مالاندرا، بسبب جريمة "الصور الرسومية المجسمة للأضرحة الهندوسية والبوذية".

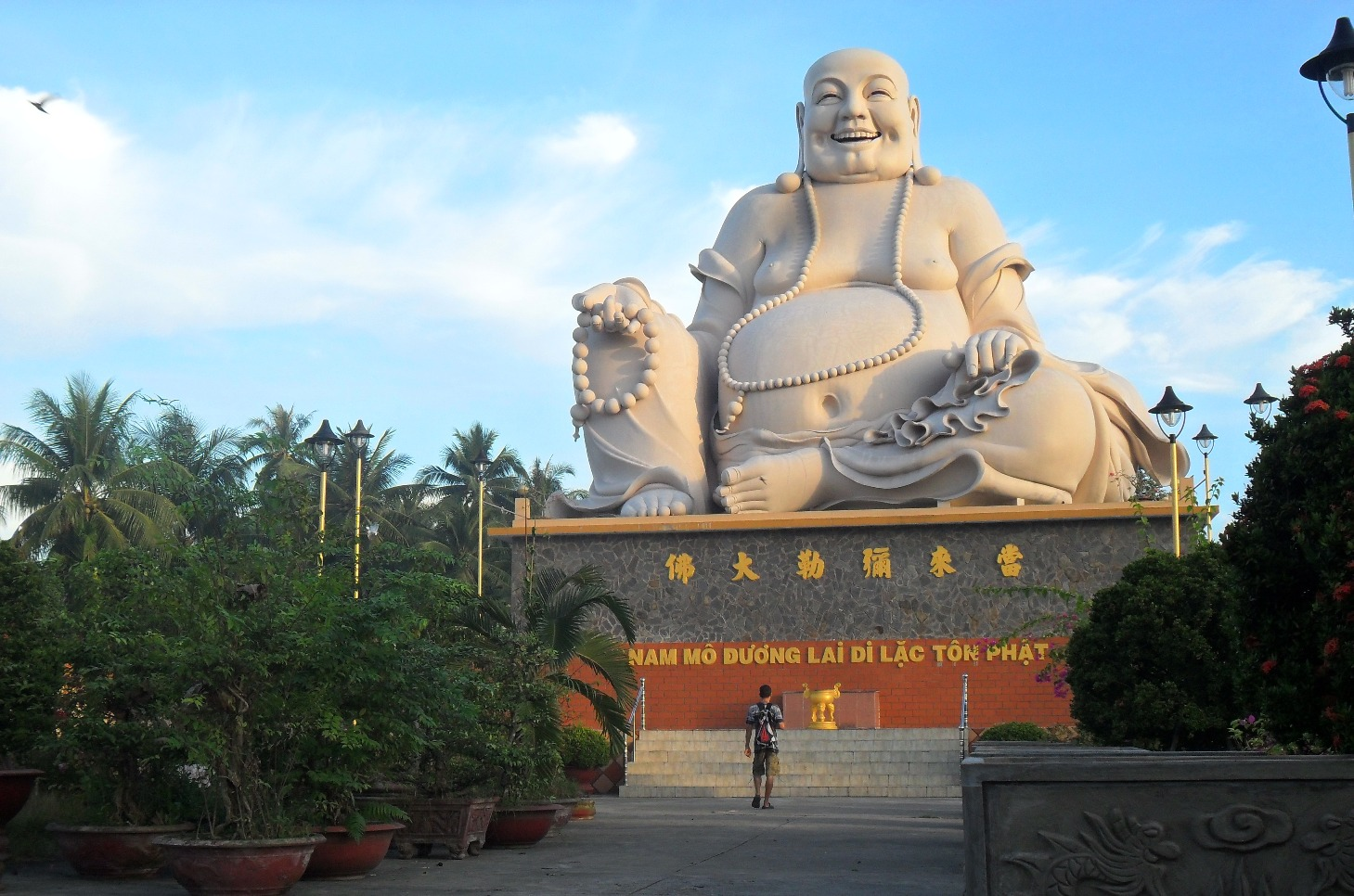
تمثال بوذا إله السعادة في معبد في فيتنام.

في شرق آسيا وجنوب شرق آسيا، كانت العبادة في المعابد البوذية بمساعدة الأيقونات والأشياء المقدسة أمرًا تاريخيًا. في البوذية اليابانية، على سبيل المثال، كانت بوتسوجو (الأشياء المقدسة) جزءًا لا يتجزأ من عبادة بوذا (كيويو)، وتعتبر عبادة الأصنام هذه جزءًا من عملية إدراك طبيعة بوذا. هذه العملية هي أكثر من مجرد تأمل، فقد تضمنت تقليديًا طقوسًا تعبدية (بوتسودو) بمساعدة رجال الدين البوذيين. هذه الممارسات موجودة أيضًا في كوريا والصين.

### اللاعنف (أهيمسا)
مبدأ أهِيمْسا (Ahimsa)، الذي يعني "اللاعنف" أو "عدم الإيذاء"، موجود في البوذية ويُعد من المبادئ الأساسية فيها. ويقصد بها "عدم الإضرار بأي كائن حي" جسديًا أو لفظيًا أو ذهنيًا، ويرجع ذلك الي إعتقاد البوذيين بأن الكائنات الحية هي تناسخ لأرواح الأجداد؛ فتولي أهمية بالغة بعدم قتل او ايذاء أي كائن حي. أهم مظهر لأهِيمْسا في البوذية هو في أولى الوصايا الخمس التي يلتزم بها كل بوذي والتي تنص: «أتعهد بالامتناع عن قتل الكائنات الحية»
- البوذية تُشجّع على تطوير مشاعر المحبّة غير المشروطة (Mettā) والشفقة (Karunā) تجاه جميع الكائنات.
- هذا يجعل من "أهِيمْسا" ليست فقط امتناعًا عن العنف، بل نشاطًا إيجابيًا في نشر اللطف والرحمة.
- الروايات عن بوذا تظهره دائمًا كشخص رافض للعنف، حتى في مواجهة الأذى أو الظلم.
- شجع أتباعه على التسامح والصبر بدلاً من الانتقام أو العقاب.[71][72]

### النيرفانا

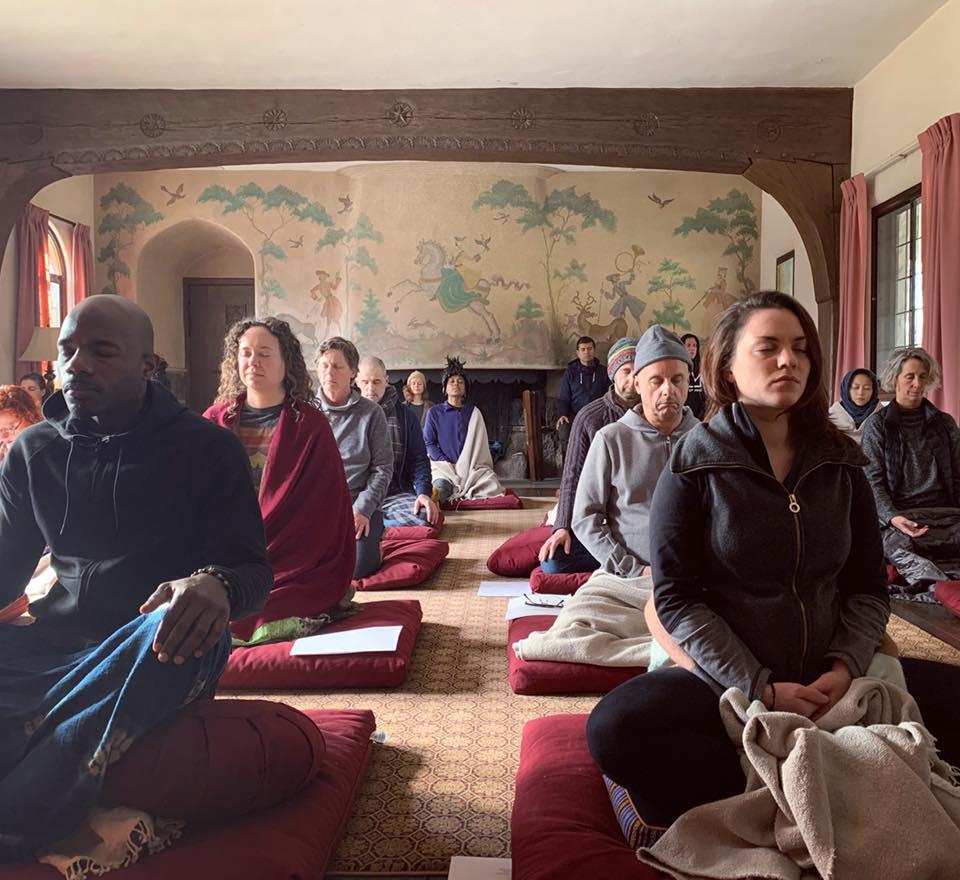
النيرفانا البوذية في الولايات المتحدة.

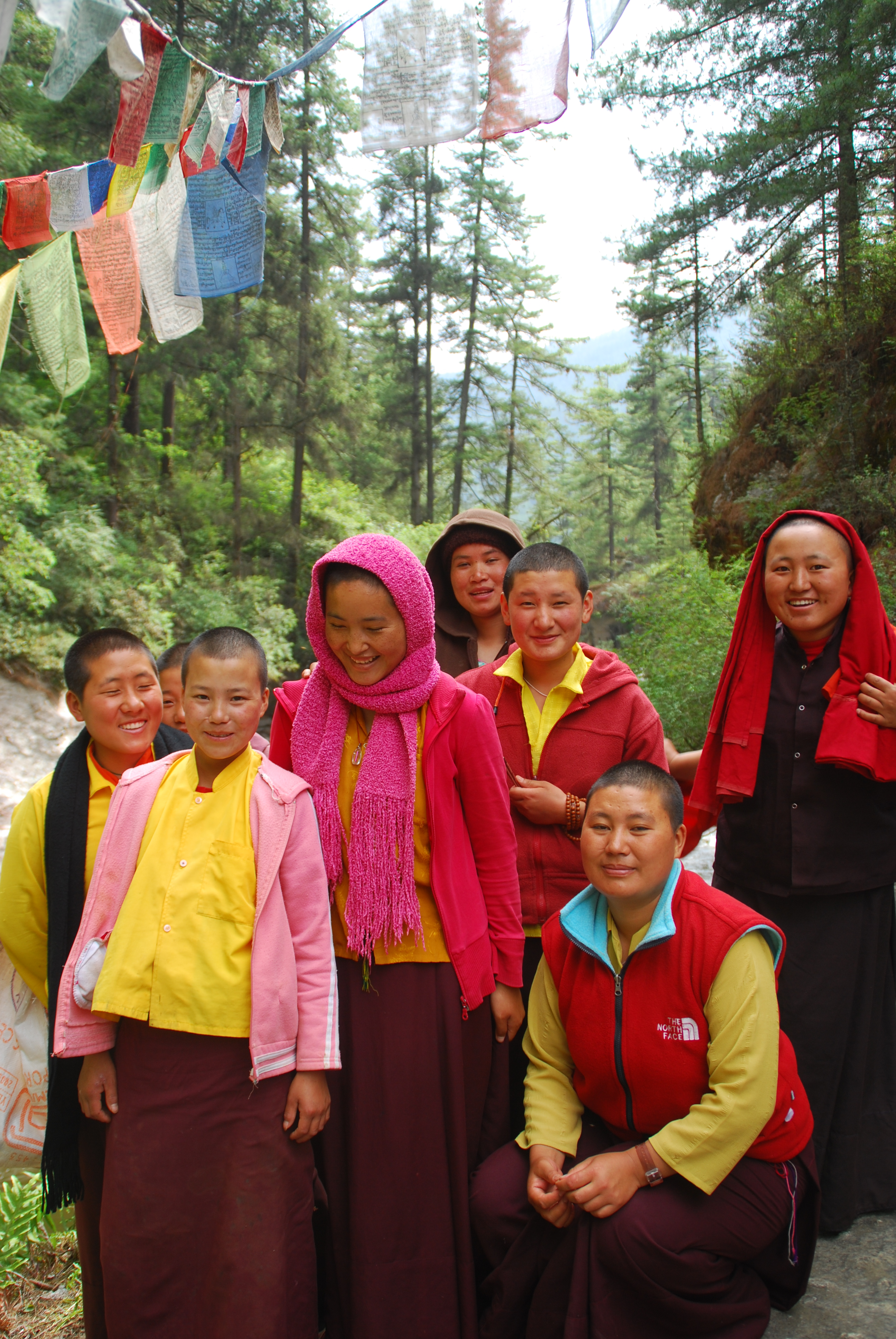
راهبات ورهبان بوذيون.

الهدف الأسمى حسب البوذية هو التحرر التام عبر كَسر دورة الحياة والانبعاث، والتخلص من الآلام والمعاناة التي تحملها الكائن خلال حياته. وبما أن الكارما هي عواقب الأفعال التي يقوم بها الأشخاص، فلا خلاص للكائن ما دامت الكارما موجودة.
يستعمل لفظ «نيرفانا» لوصف حالة التيقظ التي تخمُد معها نيران العوامل التي تسبب الآلام (الشهوة والحقد والجهل). لا يحدُث التبدد الكلي للكارما عند بلوغ النيرفانا، يمكن وصف هذه الحالة بأنها بداية النهاية في طريق الخلاص. 
النيرفانا حالة من الوعي والإدراك لا يمكن تعريفها ولا حتى فهمها، بعد أن يصلها الكائن الحي، ويُصبح متيقظا، يستمر في العيش ومع الوقت يقوم بتبديد كل الكارما الخاصة به، حتى يبلغ عند مماتِه «النيرفانا الكاملة» - parinirvana - (التبدد الكُلي للكارما). عندما يموت هؤلاء الأشخاص فإنهم لا يُبعثون - فقد استنفدت الكارما، ولا يمكن لأيٍ كان أن يستوعب حالة الطوبى الأزلية التي يبلغونها (حسب أقوال بوذا نفسه).
نظريا على الأقل، يمكن لأي كان أن يبلغ حالة النيرفانا، إلا أن تحقيقها يبقى مقصورا على أفراد طائفة الرهبان. بعد أن يمر الشخص على كل المراحل في الدرب الثماني النبيل، ويتوصل إلى حالة اليقظة (الاستنارة)، يحظى بمكانة رفيعة بين قومه ويطلق عليه في التقاليد البوذية - للنيرفانا - لقب «أرهانت» (arhant).
بالنسبة للأشخاص الآخرين والغير قادرين على بلوغ الغاية النبيلة، عليهم الاكتفاء بتحسين الكارما الخاصة بهم، لعلهم يحظون بحياة أفضل بعد الانبعاث. عادة ما يكون هذا مطلب أفراد الطائفة البوذية من غير الرهبان (العلمانيين أو الناس العاديين)، يأمل هؤلاء أن يصبحوا يوما من أفراد «السانغا» (مجتمع الرهبان البوذيين)، وأن يعيشوا حياة تؤهلهم للوصول إلى حالة التيقظ. للوصول إلى النيرفانا، يجب اتباع سلوكيات أخلاقية هي خليط من حياة العزلة والانطواء على الذات. تتطلب هذه الأخيرة ممارسة أربع فضائل، والتي تسمى «قصر البراهما»: الإحسان والإشفاق والتفكير الإيجابي والرزانة. تساعد هذه الممارسات على انبعاث إيجابي (حياة أفضل). يتوجب على الأشخاص القيام بأعمال اجتماعية جليلة، وبالأخص تجاه الرهبان البوذيين (الصدقات)،

### القواعد الخمس الأخلاقية

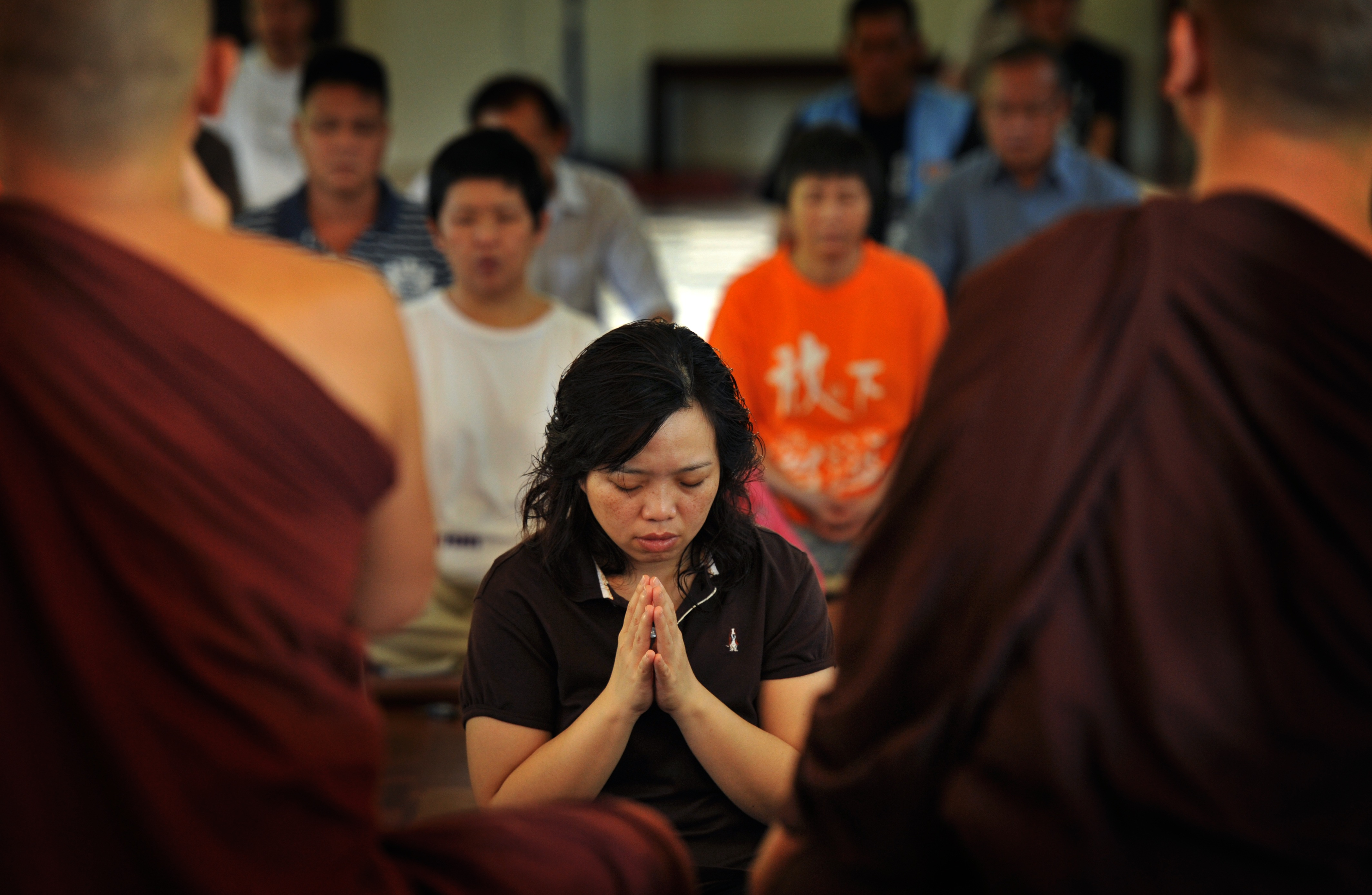
الرهبان البوذيون يقدمون تعليمًا أو مباركة للناس العاديين.

يجب علي البوذي الالتزام بالقواعد الخمس التي تشكل أساس الممارسات الأخلاقية للبوذية:
1. الكف عن القتل،
2. الكف عن أخذ ما لم يُعطى له،
3. الكف عن الكلام السيئ،
4. الكف عن السلوكيات الحِسية المُشينة،
5. الكف عن تناول المشروبات المُسْكِرة والمخدرات.

بإتباع هذه التعاليم يمكن القضاء على الأصول الثلاثة للشرور: الشهوانية والحِقد والوَهم.

### أناتمان أو عقيدة اللا - أنا

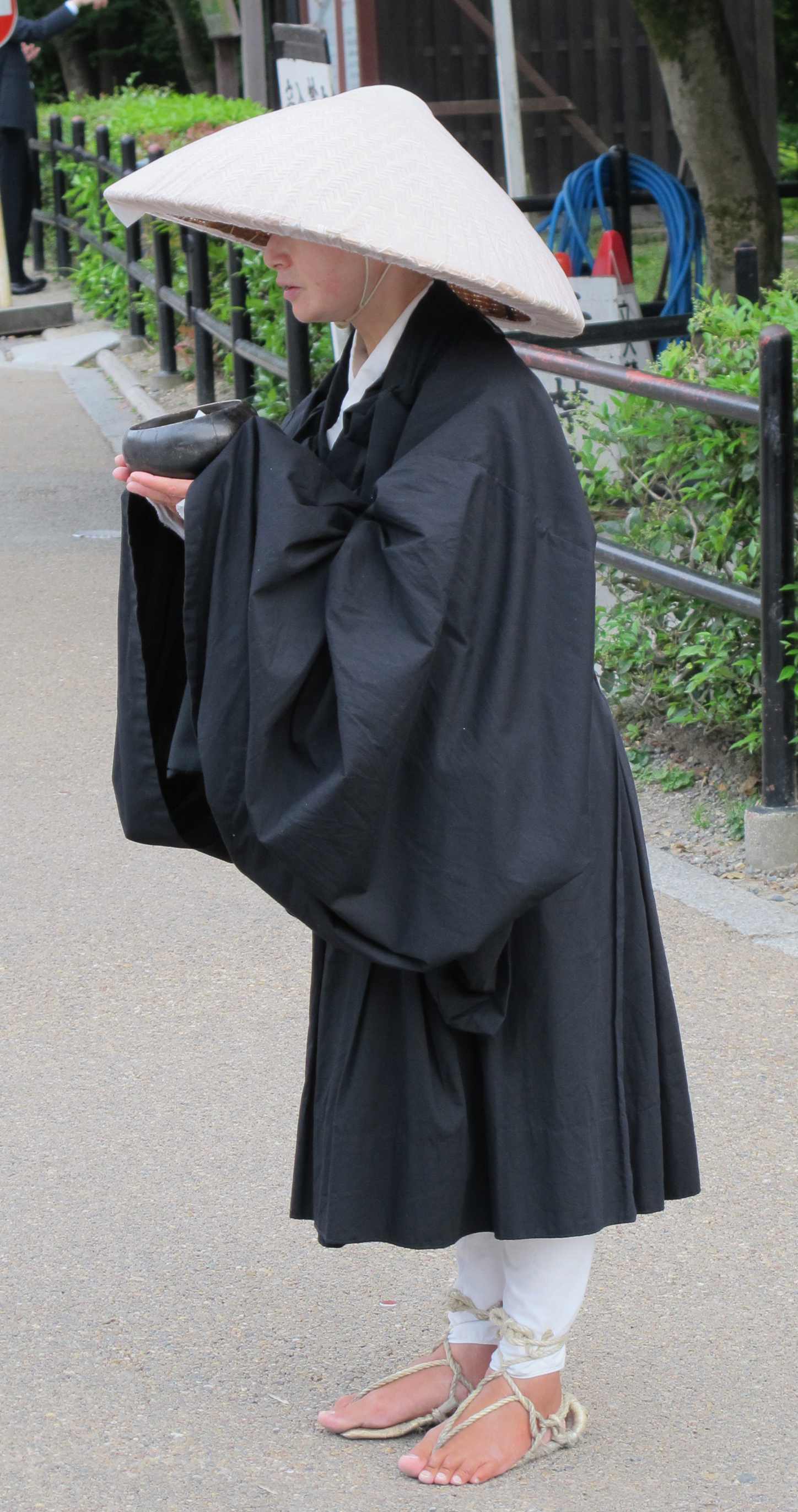
راهب بوذي كويوتوي في اليابان.

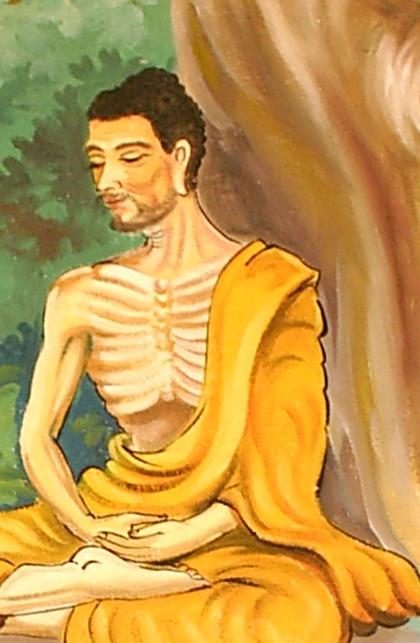
سيدهارثا غوتاما يتأمل ويتقشف.

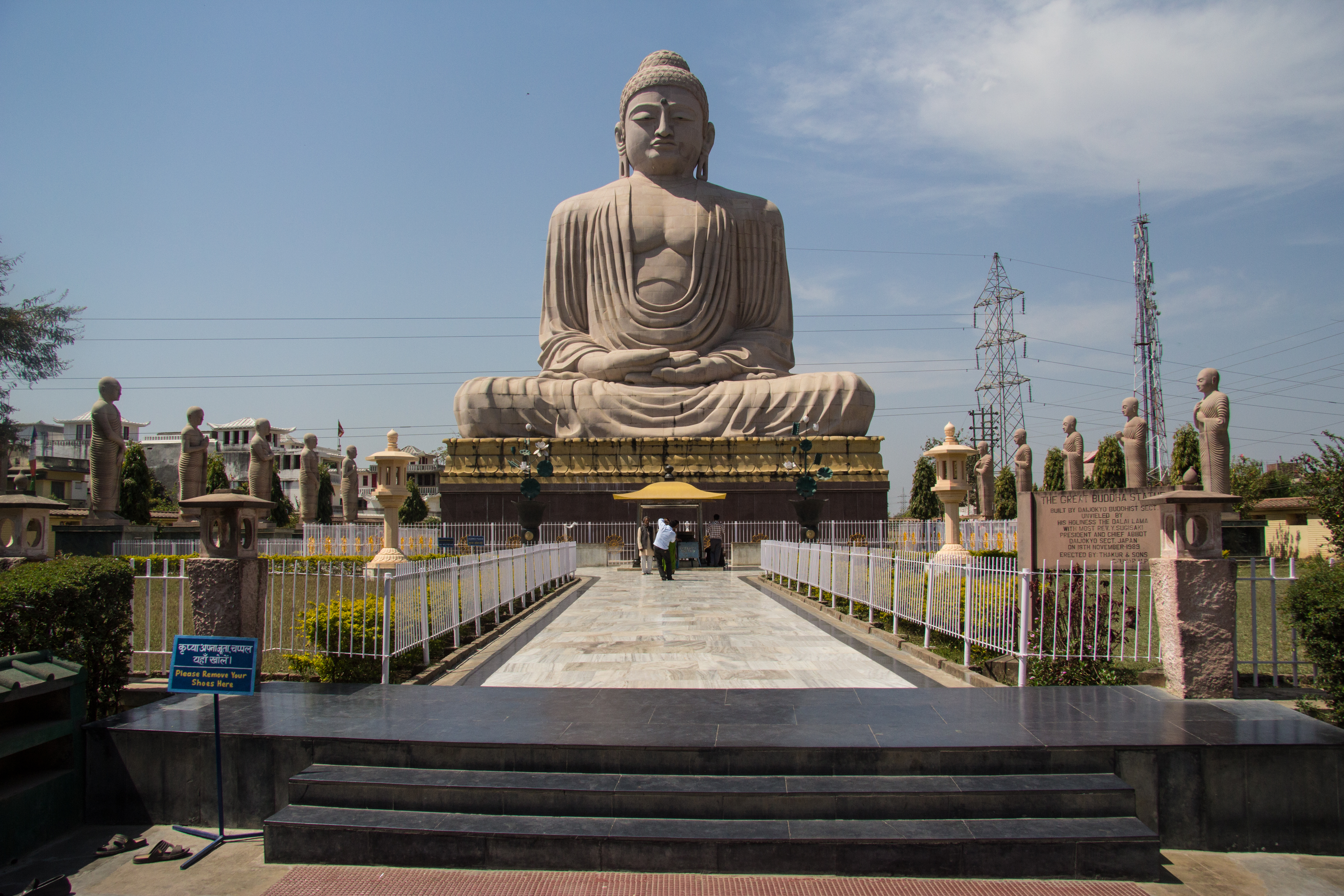
تمثال بوذا العملاق في بود جايا.

تنقسم الكائنات إلى خمس مفاهيم - حسب البوذية: الهيئة (الجسمانية) والحواس والإدراك والكارما والضمير. الإنسان هو مجرد اتحاد زمني طارئ لهذه المفاهيم، وهو معرض بالتالي للـ«لا-استمرارية» وعدم التواصل، يبقى الإنسان يتحول مع كل لحظة جديدة، رغم اعتقاده أنه لا يزال كما هو. ترفض البوذية الفكرة القائلة بأن هذه الأقسام - أو المفاهيم، يمكن اعتبارها كينونة موحدة وروحا قائمة بذاتها (أتمان)، وتعتبر أنه من الخطأ التصور بوجود «أنا ذاتية»، وجعلها أساس جميع الموجودات التي تؤلف الكون. يعتقد بوذا أن عقيدة كهذه يمكن أن تؤدي إلى الأنانية، فتنجم عنها الرغبة التي تولد الآلام. وعليه فقد قام بتعليم عقيدة الـ«لا-أنا» (أناتمان). يقول بوذا أن الكينونة تحددها ثلاثة عناصر: الـ«لا-أنا» (أناتمان)، الديمومة العارِضة - سريعة الزوال - (أنيتيا) والآلام (دوكا).
أوجبت عقيدة الـ«لا-أنا» على بوذا أن يعيد شرح التصور الهندوسي لدورة الحياة والتناسخ (عجلة الحياة والمسماة «سامسارا»)، فكانت عقيدة «التوالُد المُحدَد» (المشروط)، وتتلخص الفكرة في أن مجموعة من الأحداث الدورية - تكرر مع كل دورة جديدة - وهي اثنا عشر عاملا يرتبط كل منها بالآخر، هي التي تساهم في الظروف التي تولد الآلام - وليس «الأنا الذاتية»، بما أنه نفى وجودها. إن تسلسل هذه الأحداث يُبيّن كيف تنشأ انطلاقا من الجهلِ تركيباتٌ نَفسانية والتي تصبح بدورها المُسببات التي تؤدي إلى تشغيل الحواس والوظائف العقلية. ومن هنا يتولد الإحساس المسئول عن الشعور بالرغبة والتعلق بالحياة. تقوم هذا السلسلة بتفعيل وتشغيل عملية التناسخ، فتنطلق دورة تتجدد باستمرار، حياة فشيخوخة فموت. عن طريق هذه السلسلة من الأسباب تنشأ علاقة بين الكينونة الآنية والكينونة الآتية (إن تصور البوذية للحياة على أنها فيضٌ طارِئ تَشَكَل بعد اجتماع عدة عوامل، يتعارض مع فكرة انبعاث نفسِ الكائن الحي في كل مرة!). عن طريق ممارسة التأمل يتم اجهاد هذه التركيبات النفسانية، ومن ثم إيقاف مسببات الآلام والوصول إلى الخلاص والتحرر (الخروج من دورة التناسخ).

### وحدة الوجود
مدرسة كيوتو البوذية اليابانية تري أن العقيدة البوذية ليست "وحدة الوجود" ولكنها أقرب إلى "وحدة الوجود": يصر الفيلسوف البوذي الياباني نيشيدا كيتارو على أن فكرة الله لا يمكن فهمها من حيث وحدة الوجود الجوهرية بقدر ما يمكن فهمها من حيث الإيمان المتعال البوذي. تعتبر بوذية فاجرايانا الفلسفية بأنها شكل من أشكال وحدة الوجود.

## الطوائف البوذية

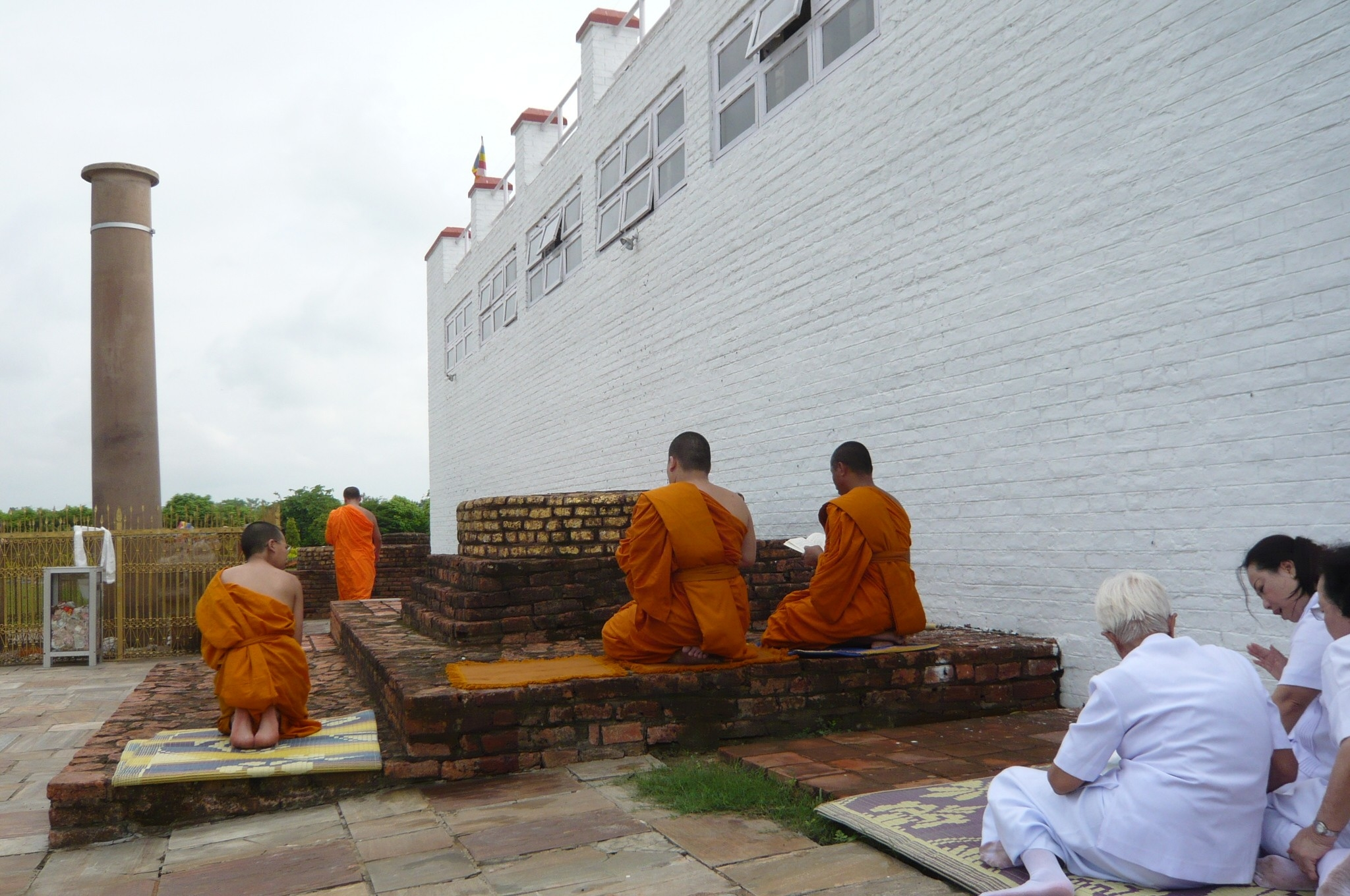
البوذيين يمارسون اليوغا في لومبيني مسقط رأس الرب بوذا.

تنقسم البوذية إلي عدة طوائف يمكن تلخيصها في أن الراهب الذي يمشي بوعي هو ثيرافادا، والراهب الذي يقود حافلة كبيرة مليئة بالناس، ويفر من مدينة مشتعلة هو ماهايانا، والراهب الذي يقود الفضاء هو فاجرايانا. وهي كالآتي:
- ماهايانا: مذهب يؤمنون بأن بوذا كائن أزلي شبه إلهي «بوذا الكوني»، وأنه ليس مجرد معلمًا عظيمًا فقط ويؤمن بعضهم بعبادة أصنام بوذا.[40] الكتب المقدسة لها مكتوبة بالسنسكريتية. ويهدفون إلى خلاص جميع الكائنات الحاسة. يتميز بالتعقيد وبالتوحيد والتأكيد على روح الجماعة. سمي بالعربة الكبرى لأنه يساعد عدداً أكبر من الكائنات الحية. تشير «الماهايانا» أيضًا إلى طريقة البوذيساتفا، وهو يطلب التنوّر الكامل من أجل نفع الكائنات الحاسة، وتسمى لذلك أيضًا «بوذيساتفايانا» أو «مركبة البوذيساتفا». يُسمّى البوذيساتفا الذي حقق هذا الهدف «سامياكسامبوذا» أي «البوذا كامل النور». يمكن للسامياكسامبوذا أن يؤسس الدارما ويقود تلاميذه إلى التنوير. يعلّم بوذيّو الماهايانا أن التنوير يمكن أن يتحصّل بحياة واحدة، وأن هذا يمكن أن يحققه حتى الإنسان العادي.وينتشرون غالباً في دول شرق آسيا مثل الصين، و كوريا، و اليابان، و منغوليا، و فيتنام، وأقطار الهمالايا مثل التبت، و نيبال، و بوتان. حيث يبلغ نسبتهم 53% من البوذيين.[78]

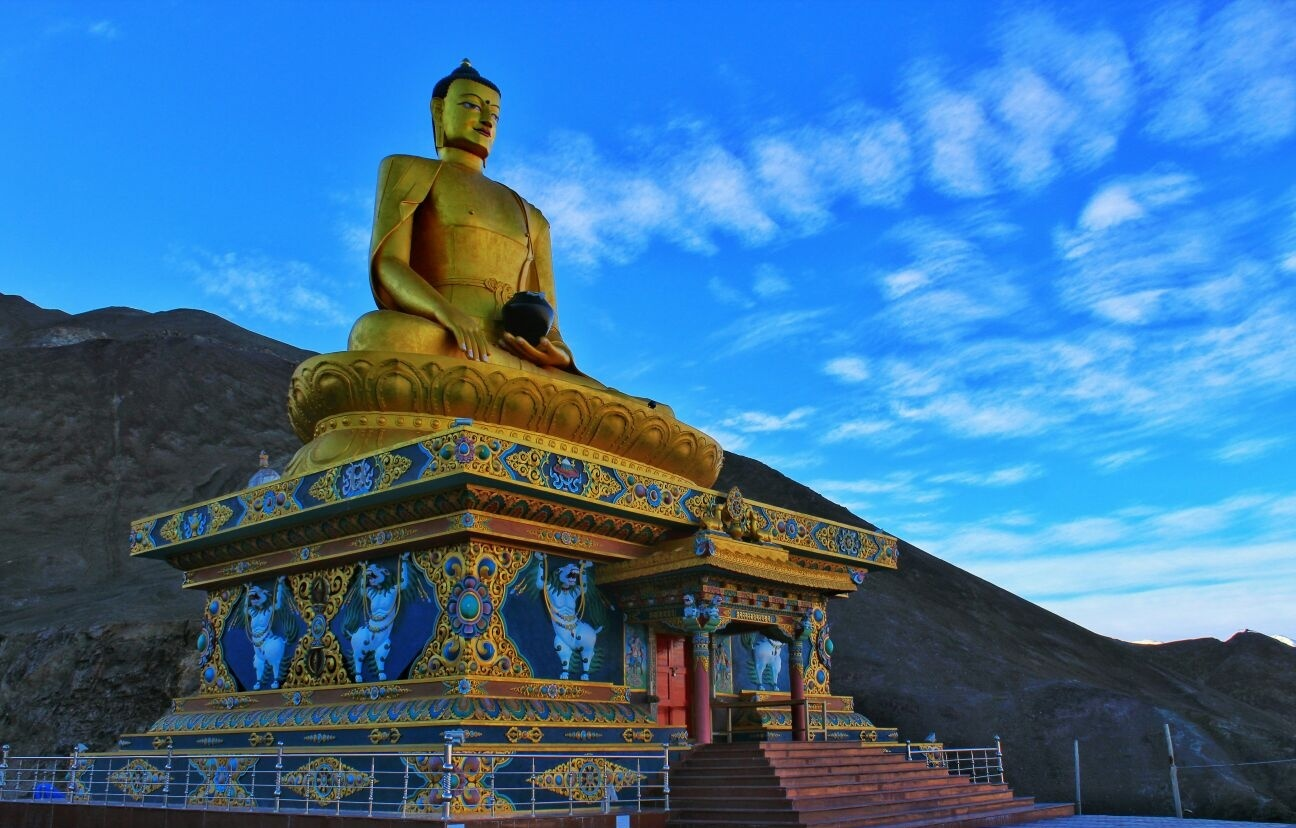
تمثال بوذا.

- تمثال بوذا.ثيرافادا: هم ثاني أكبر المذاهب البوذية ويبلغ نسبتهم 36% من البوذيين. يؤمنون أن بوذا معلم أخلاقي عظيم، لكنه ليس كائن أعلي علي عكس الماهايانا.[40] الكتب المقدسة لها مكتوبة بلغة بالي. وتختلف عن الماهايانا في أن الماهايانا تؤكد على مسار البوديساتفا والرحمة، بينما تركز الثيرافادا على التنوير الفردي. تقبل الماهايانا نطاقًا أوسع من النصوص والتعاليم، في حين تعتمد الثيرافادا بشكل أساسي على الشريعة البالية. جغرافيًا، تهيمن الماهايانا على شرق آسيا، بينما تهيمن الثيرافادا على جنوب شرق آسيا.
- فجريانا تُترجم على أنها "المركبة غير القابلة للتدمير". لماذا غير قابل للتدمير؟ لأن المفهوم هنا هو الطبيعة الوهمية لجميع الكائنات – والتعاليم حول عدم الثبات تأخذ "واقعًا إدراكيًا" مختلفًا. قد نكون غير دائمين فيما يتعلق بالأنا ومفهوم الوجود الذاتي، لكن لدينا بالفعل طبيعة بوذا وغير قابلين للتدمير، بمجرد سقوط مفاهيمنا عن الأنا. نحن نهاجر عبر مظاهر وحياة مختلفة بسبب تشبثنا بالمفاهيم الوهمية. من وجهة النظر هذه، نحن غير قابلين للتدمير لأننا جزء من كون متعدد عملاق واحد؛ فقط الأنا وأوهامنا هي غير دائمة ومرتبطة "بحياتنا" الحالية. يعد تصور التوليد الذاتي واحدًا من العديد من "اليوغا" المستخدمة كوسيلة ماهرة في فاجرايانا. من خلال تصور أنفسنا ونحن نذوب في "الفراغ" ثم نصبح إلهًا وهميًا، فإننا نساعد في التغلب على تعلقنا بالمظاهر والأوهام التي لا قيمة لها. هذه وسيلة ماهرة لتعليم الطبيعة الحقيقية للشكل - وهو "الفراغ" وفقًا لسوترا براجناباراميت. هذا لا يعني أنه غير موجود - فقط هذا الشكل هو من صنع عقولنا، وعقولنا موجودة فقط بسبب غرورنا. عندما تزيل كل تلك الأوهام، يتبقى لك النعيم والفراغ، ونبدأ في فهم الواقع، يمثلون 6% من البوذيين. هدف فاجريانا الوصول إلى الاستنارة (التنوير) بشكل أسرع من المسارات الأخرى، من خلال تقنيات مركّزة و"مسرّعة"، لكن ذلك يتطلب انضباطًا شديدًا وتوجيهاً دقيقًا من معلم ماهر. السمات المميزة لفاجريانا هي: المانترا: تكرار تعاويذ مقدسة لها قوة روحية، مثل "أوم ماني بادمي هوم". اليوغا البوذية: تقنيات عقلية وجسدية لتحقيق حالات وعي عميقة. التصور (Visualization): تخيل بوذات أو رموز روحية بوضوح تام أثناء التأمل. الطقوس والتانترا: استخدام نصوص سرية تُعرف بـ"التانترا" تحتوي على ممارسات متقدمة. المرشد الروحي (اللاما أو الغورو): له دور مركزي، ولا يمكن التقدم في المسار دون التوجيه من معلم مُحقّق. أماكن انتشارها التبت (وهي الشكل الأشهر: البوذية التبتية) بوتان منغوليا أجزاء من الهند ونيبال وبعض مناطق الصين (مثل مقاطعة سيتشوان).[79][80]

## أماكن العبادة

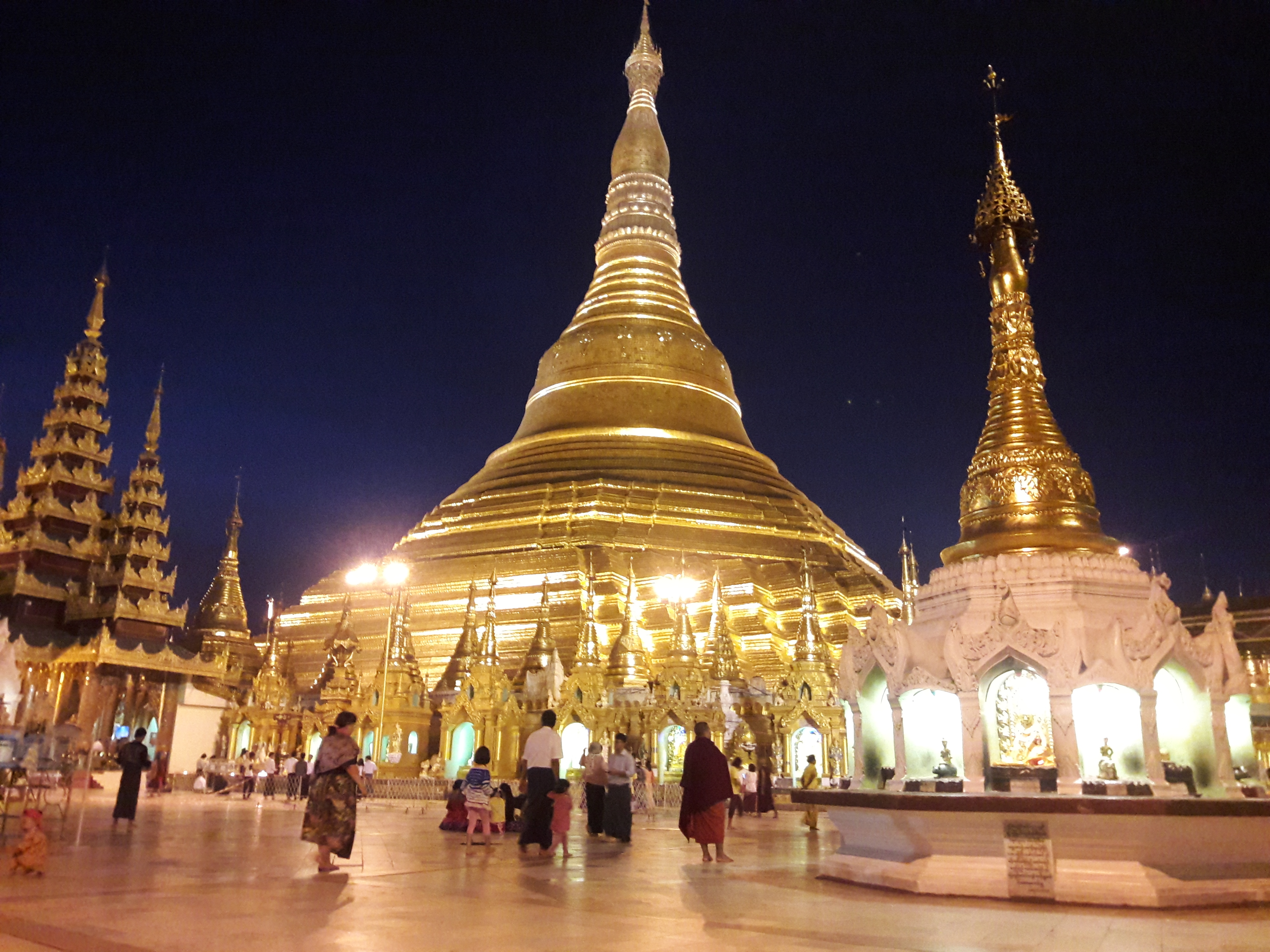
المعبد البوذي.

الباغودا هو المبنى الديني الذي تمارس فيه طقوس الديانة البوذية، وبات لاحقاً يعبر عن الحضارة المعمارية لمنطقة شرق آسيا. جاءت فكرة الباغودة من الهند مع البوذيين الذين كان يمارسوا طقوسهم في مبنى ديني آخر يسمى إسطبة ويستخدم المبنيان أيضاً لحفظ الأيقونات والمنحوتات المقدسة البوذية، وبات لاحقاً يعبر عن المعان الروحية والسامية لأصحاب العقيدة البوذية لدرجة أنهم وصفوه بالشعر وكتبو فيه القصائد لما يعنيه لهم ولمفاخرتهم به من حيث بناءه ومساحته وامتداده. ما يميز شكل الباغودة هو الامتداد الشاقولي ذي الطوابق والطبقات الكثيرة واستعملو في بناءه مواداً متوفرة في بيئتهم، فاستعملوا الخشب بشكل رئيسي ولاحقاً استعملو القرميد والأحجار في بناء الباغودة.
الباغودا عبارة عن برج آسيوي متعدد المستويات مشترك في الهند وتايلاند وكمبوديا ونيبال والصين واليابان وكوريا وميانمار وفيتنام وأجزاء أخرى من آسيا . _ _ _ _ _ _ تم بناء معظم المعابد لتكون لها وظيفة دينية، غالبًا ما تكون بوذية ولكن في بعض الأحيان طاوية، وغالبًا ما كانت تقع في فيهاراس أو بالقرب منها . تعود أصول الباغودا إلى ستوبا بينما تم تطوير تصميمها في نيبال القديمة. هي جزء تقليدي من العمارة الصينية. بالإضافة إلى الاستخدام الديني، تم الإشادة بالمعابد الصينية منذ العصور القديمة بسبب المناظر الخلابة التي تقدمها، وتشهد العديد من القصائد الكلاسيكية على متعة تسلق المعابد.
تم بناء أقدم وأطول المعابد من الخشب، ولكن معظم ما بقي منها تم بناؤه من الطوب أو الحجر. بعض المعابد صلبة بدون تصميم داخلي. لا تحتوي المعابد المجوفة على طوابق أو غرف أعلى، ولكن غالبًا ما يحتوي الجزء الداخلي على مذبح أو باغودا أصغر، بالإضافة إلى سلسلة من السلالم ليصعد الزائر ويشاهد المنظر من فتحة على جانب واحد من كل طبقة. يحتوي معظمها على ما بين ثلاثة إلى 13 طبقة (دائمًا ما يكون رقمًا فرديًا) والأفاريز الكلاسيكية المتدرجة.

## شعائر بوذية

### الحج

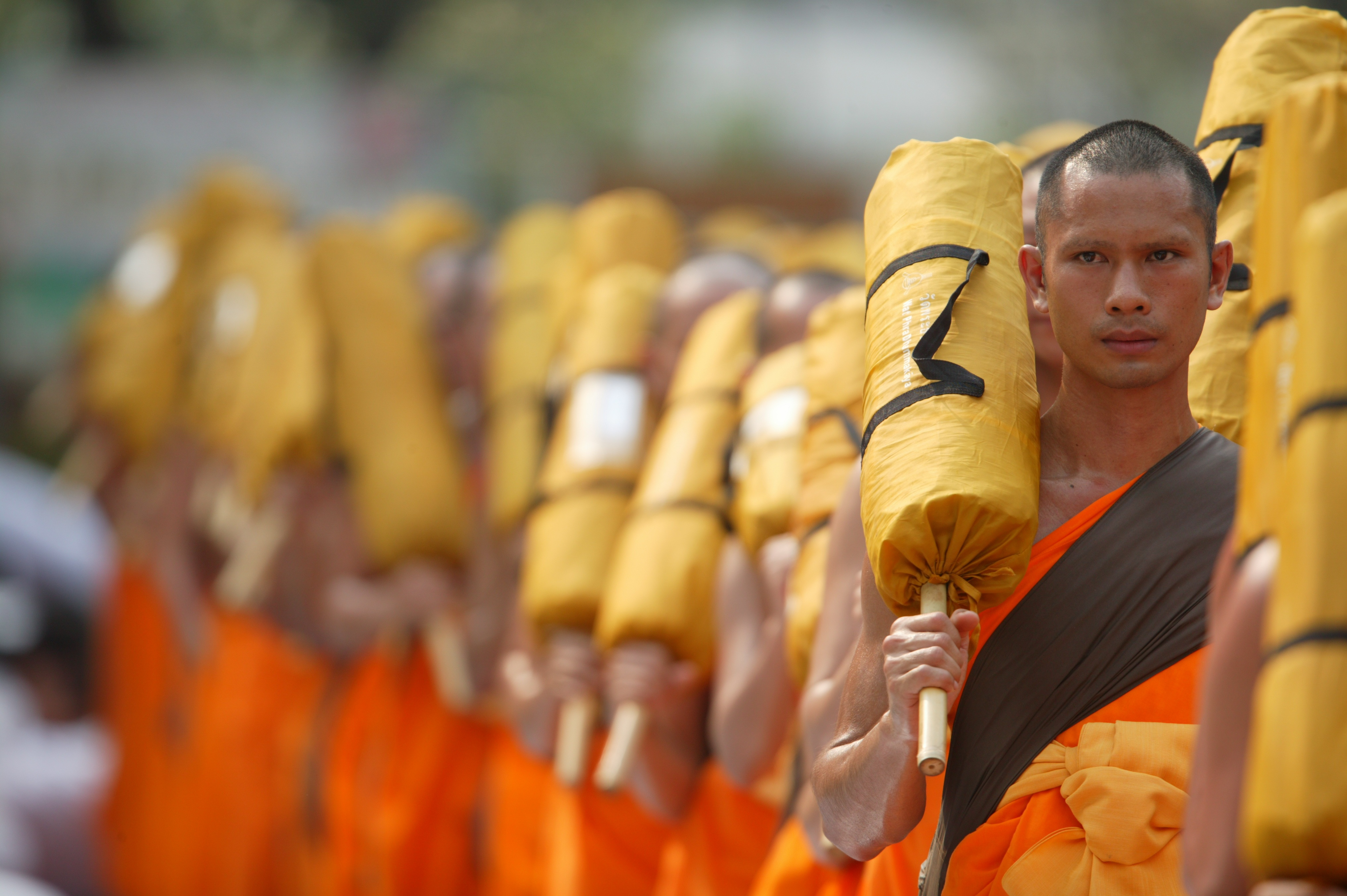
حجاج بوذيون.

يحج البوذيون لعدة أماكن مقدسة وتقع أهم الأماكن في البوذية في سهل الغانج الهندي في جنوب نيبال وشمال الهند. هذه هي المنطقة التي ولد فيها غوتاما بوذا وعاش ودرس فيها، وأصبحت المواقع الرئيسية المرتبطة بحياته الآن أماكن حج مهمة لكل من البوذيين والهندوس. 

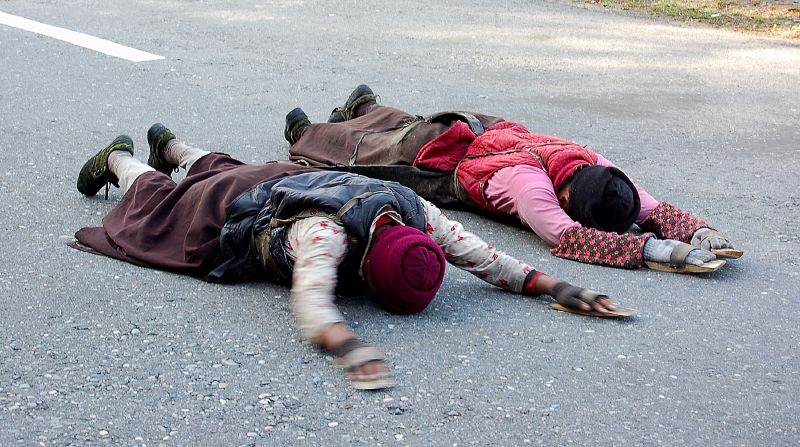
الحج البوذي زحفًا من الصين إلى لاسا في التبت.

العديد من البلدان التي كانت أو كانت ذات أغلبية بوذية لديها مزارات وأماكن يمكن زيارتها للحج. لقد حدد غوتاما بوذا بنفسه المواقع الأربعة التالية الأكثر استحقاقًا للحج لأتباعه، ملاحظًا أن هذه من شأنها أن تنتج شعورًا بالإلحاح الروحي:

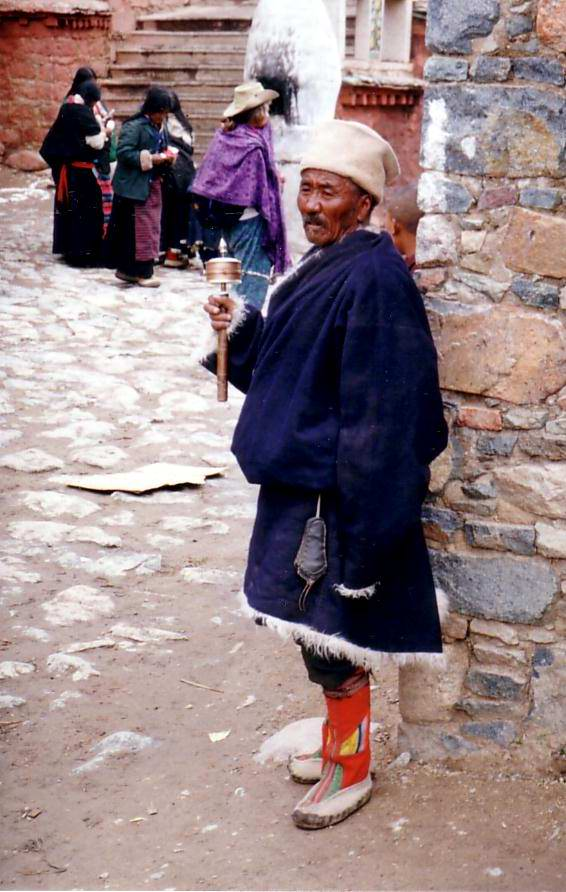
حجاج بوذيون في التبت عام 1993م.

- لومبيني : مسقط رأس بوذا باعتباره الأمير سيدهارتا غوتاما (في تاوليهاوا، لومبيني، نيبال) هو الموقع الديني الأكثر أهمية ومكان الحج للبوذية. كما تم اعتمادها من قبل اليونسكو لمواقع التراث العالمي باعتبارها المكان الأكثر قداسة للبوذية والديانات العالمية.[83][84]
- بود جايا : (في معبد ماهابودهي الحالي، بيهار، الهند)، هو الموقع الديني ومكان الحج، يضم معبد ماهابودهي ما يعتقد أنها شجرة بودي حيث وصل الأمير سيدهارتا إلى التنوير (نيبانا) وأصبح يعرف باسم غوتاما بوذا .
- سارناث : (رسميًا إيسيباثانا، ولاية أوتار براديش، الهند) حيث ألقى غوتاما بوذا خطبته الأولى ( داماكاكابافاتانا سوتا )، وقام بالتدريس عن الطريق الأوسط، والحقائق الأربع النبيلة والطريق الثماني النبيل.
- كوشينجارا : (الآن كوشيناجار، أوتار براديش، الهند) حيث توفي غوتاما بوذا ووصل إلى بارينيرفانا.

### حرق جثث الموتي

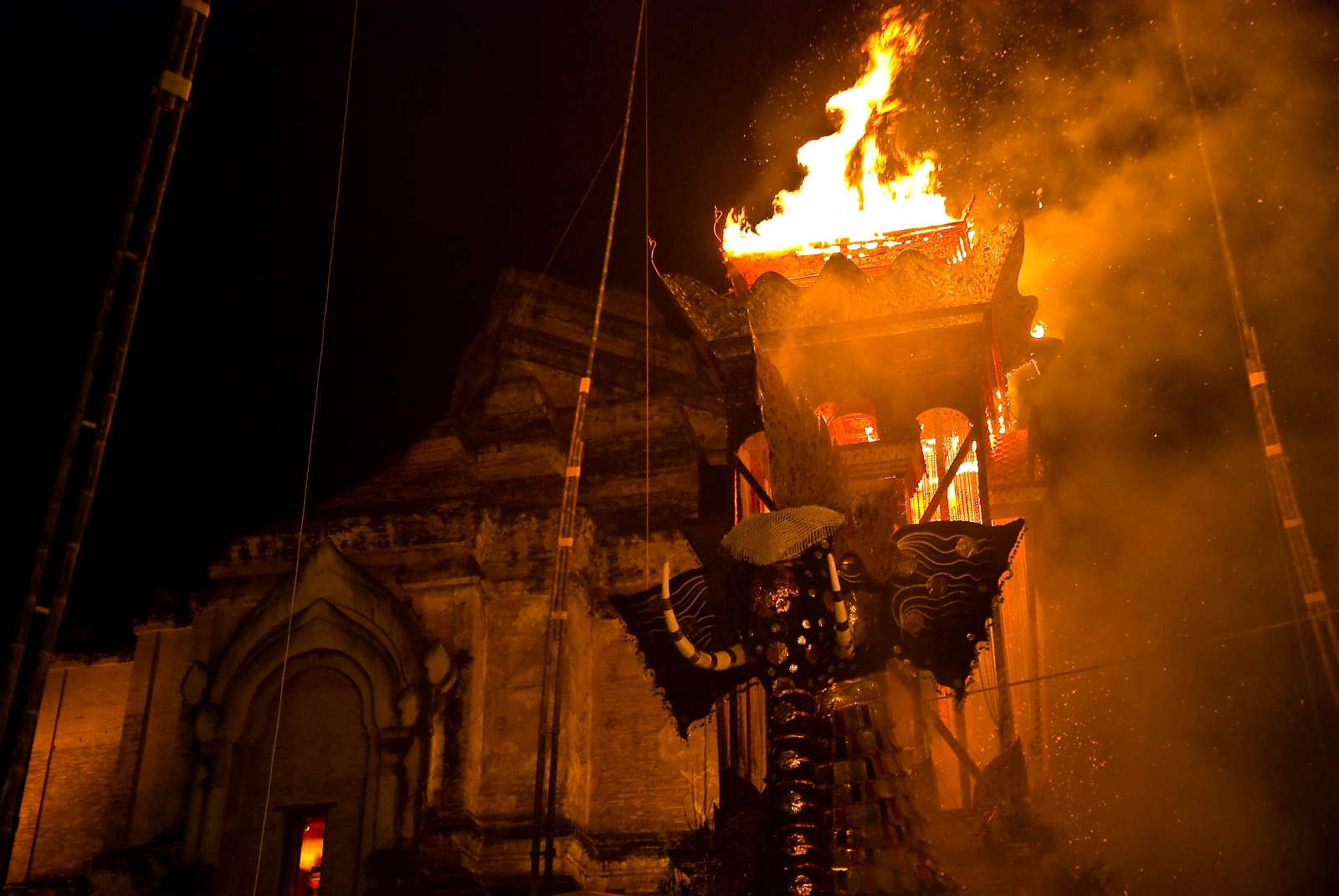
حرق جثث الموتي البوذيين من أجل تسريع تناسخ الأرواح.

نظرًا لإيمانهم بتناسخ الأرواح، يُنظر إلى حرق الجثث على أنه الخيار المفضل عند وفاة أحد أفراد أسرته . ليس للجسد المادي أهمية كبيرة بالنسبة للعقيدة البوذية، فهو مجرد وعاء لحفظ الروح. يؤمن البوذيون أيضًا بالتبرع بالأعضاء لأنه يُنظر إليه على أنه عمل جيد.

### الرهبنة

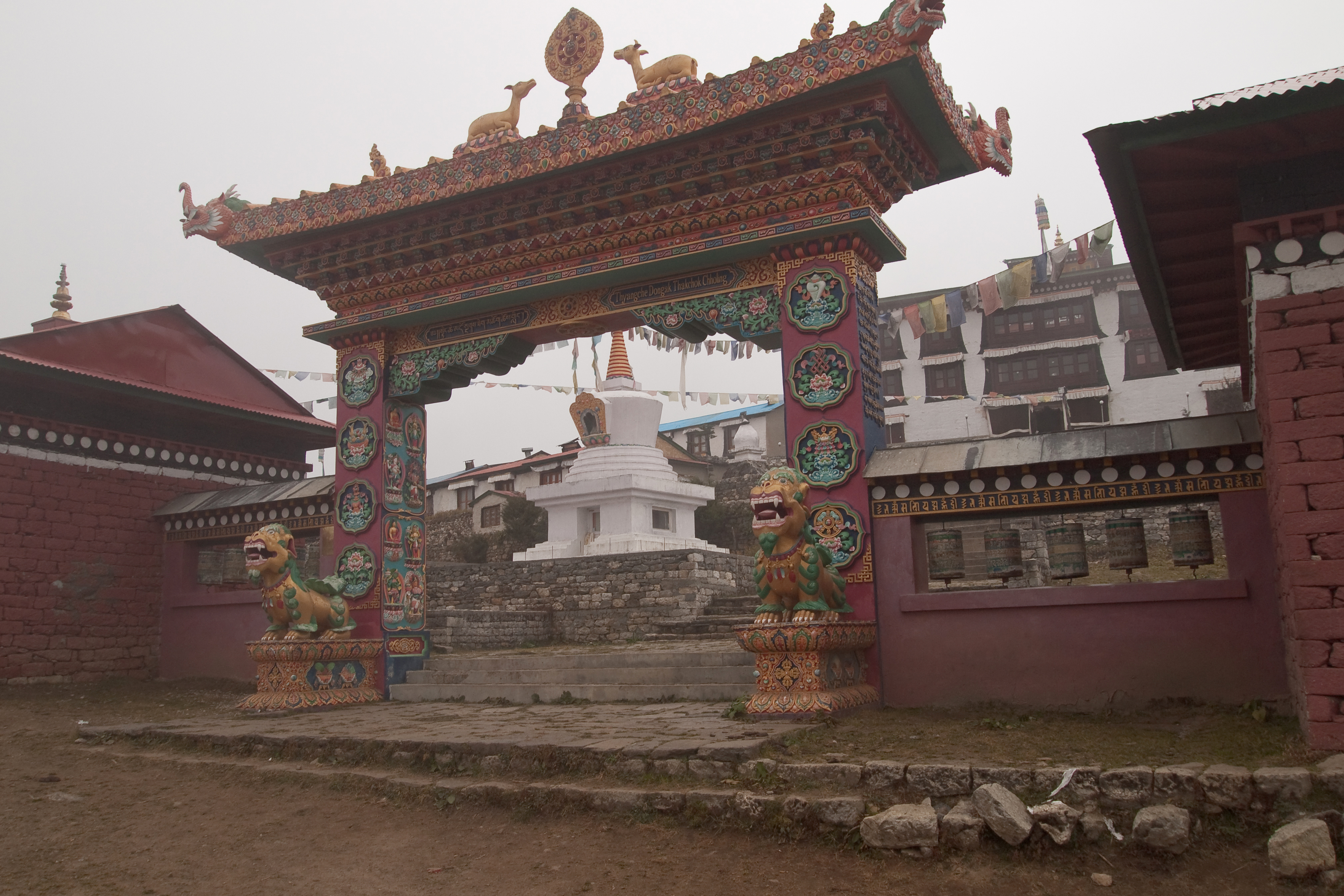
دير رهبان في نيبال.

تدعوا البوذية للرهبنة والزهد عن الملزات الجسدية والتحنث في الأديرة من أجل للوصول للنيرفانا والسلام الداخلي للروح، ويعتمد الرهبان البوذيون علي الصدقات التي يعطيها لهم السكان البوذيون المحليون.

## السَّلات الثلاث والكتابات المقدسة الأخرى

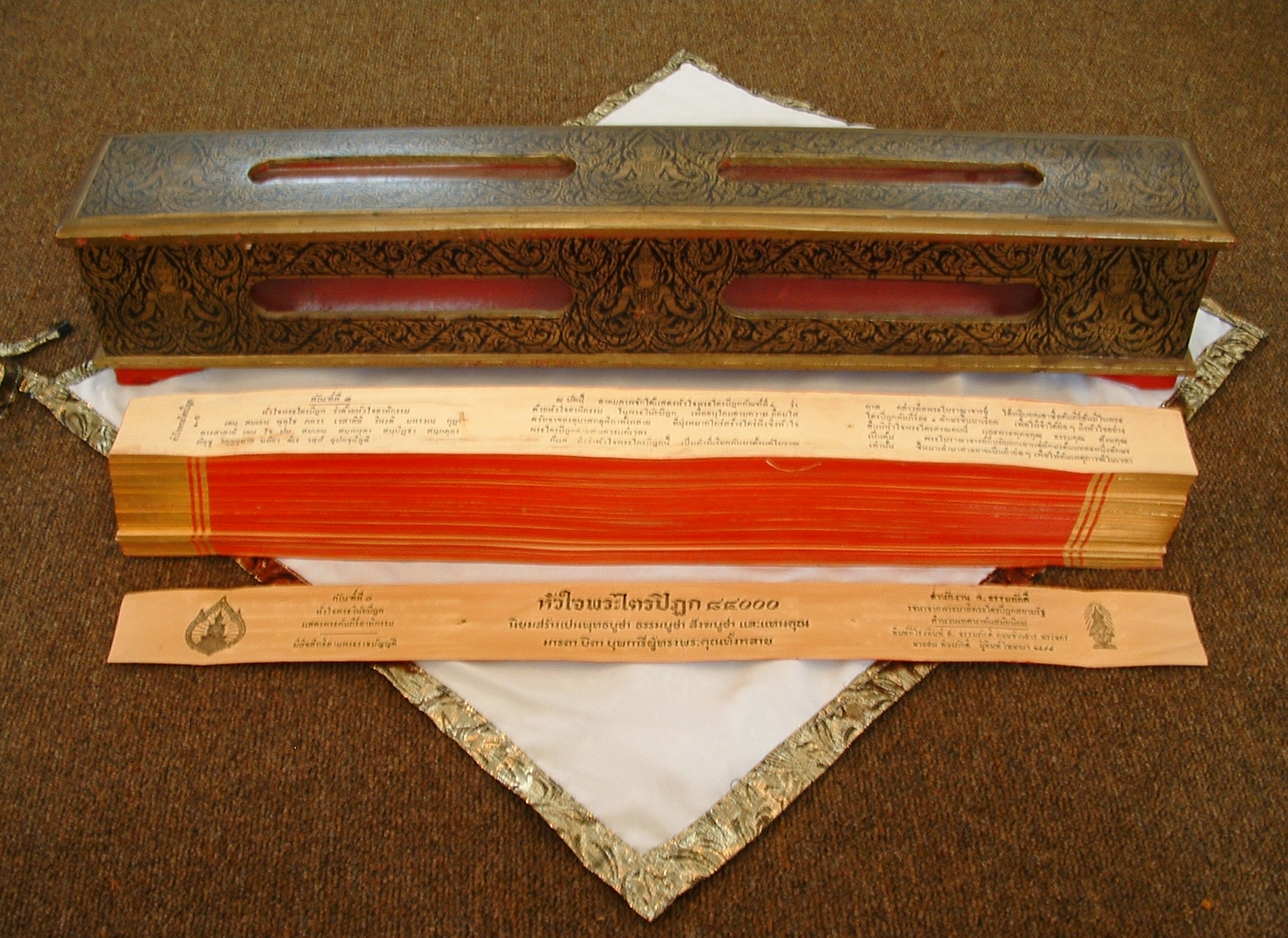
نسخة محفوظة في تايلاند لبعض الفقرات من سوترا بيتاكا: كتبت على غرار النسخة الأصلية بلغة بالي القديمة، وفوق رقائق تتخذ من خشب البابمو

كانت التعاليم التي دُونت أثناء المجامع البوذية الأولى تُتَناقل شفاهةً، حتى تقرر في القرن الأول قبل الميلاد تدوينها بطريقة نهاية. اختارت كل مدرسة لغة معينة لتدون بها هذه التعاليم، وكانت اللغة السنسكريتية (بلهجاتها العديدة) اللغة الطاغية. لم يتبق اليوم إلا بعض القطع المتناثرة من المخطوطات الأولى. بالإضافة إلى النسخ بالسنسكريتية تتواجد نسخة أخرى كتبت بلغة بالي، وهي لغة هندية قديمة، تعتبر هذه الأخيرة النسخة الكاملة الوحيدة المحفوظة لتعاليم بوذا الأصلية، ويُطلق عليها أتباع مذهب «تيرافادا» تسمية «قانون بالي».
رُتِبَت الكتابات البوذية التي كتبت في الفترة الأولى في ثلاث مجموعات، عرفت باسم «تريباتاكا» (Tripitaka) أو «السَّلات الثلاث»:

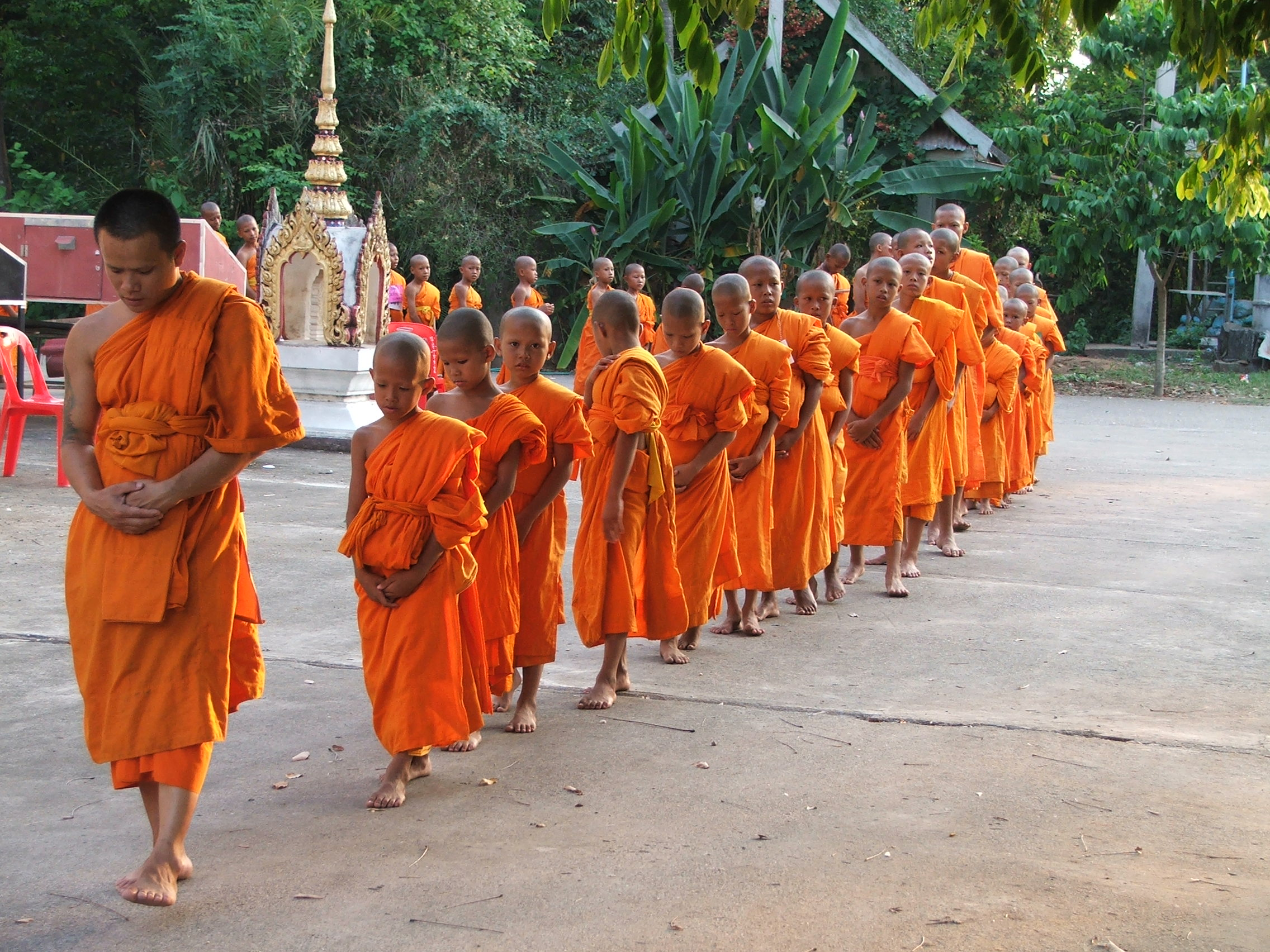
أطفال مبتدئين في الديانة البوذية.

- أطفال مبتدئين في الديانة البوذية.سوترا بيتاكا (Sutra Pitaka): وهي مجموعة الكتابات الأصلية، وتتضمن الحوارات التي دارت بين بوذا ومُرِيديه. قُسمت بدورها إلى خمس مجموعات: (1) النصوص الطويلة، (2) النصوص المتوسطة الطول، (3) النصوص

المَجمعة، (4) نصوص متنوعة ثم (5) مجموعةٌ من النصوص المختلفة الأخرى. وتتضمن المجموعة الأخيرة روايات كثيرة عن الكينونات السابقة التي عرفها بوذا التاريخي، بالإضافة إلى بعض القصص المختصرة عن التعاليم التي تتعرض إلى الأخلاق وكيفية ضبط النفس، ويستحب الناس هذه القصص كثيرا، نظرا للعبر التي تتضمنها. سوترا الماهايانا هي نوع واسع من الكتب البوذية المقدسة ( سوترا ) التي تم قبولها باعتبارها قانونية وبودهافاكانا ( "كلمة بوذا") في بوذية ماهايانا. وهي محفوظة إلى حد كبير في المخطوطات السنسكريتية، والترجمات في الشريعة البوذية التبتية والقانون البوذي الصيني. عدة مئات من ماهايانا سوترا موجودة في اللغة السنسكريتية، أو في الترجمات الصينية والتبتية. يعتقد الباحثون المعاصرون في الدراسات البوذية عمومًا أن هذه السترات بدأت في الظهور لأول مرة بين القرن الأول قبل الميلاد والقرن الأول الميلادي. واستمر تأليفها وتجميعها وتحريرها حتى تراجع البوذية في الهند القديمة. وربما تم تأليف بعضها أيضًا خارج الهند، كما هو الحال في آسيا الوسطى وشرق آسيا. تشمل بعض سوترات الماهايانا الأكثر تأثيرًا سوترا اللوتس، وكمال الحكمة، وأفاتامساكا سوترا، ولانكافاتارا سوترا، وسوترا الأرض النقية، وسوترا نيرفانا.
- فينايا بيتاكا (Vinaya Pitaka): وهي الكتابات التي تتعرض للجانب التنظيمي والأخلاقي لحياة الرهبنة، وتتضمن حوالي مائتين وخمس وعشرون قاعدة، حول سلوك الرهبان والراهبات البوذيات. رتبت هذه القواعد حسب حجم الضرر الذي يترتب عن تركها وعدم الأخذ بها، كما أرفقت بقصة تحكي أهميتها.
- أبهيدارما بيتاكا (Abhidharma Pitaka): وتتضمن مناقشات في الفلسفة والعقائد وغيرها من الموضوعات التي تمس العقيدة البوذية. قسمت إلى سبعة أقسام يتضمن كل منها تقسيمات للظواهر النفسانية، وتحليلات متعددة لظواهر ما وراء الطبيعة. نظرا لطبيعة المواضيع التي تتعرض لها هذه الكتابات، فقد نفرَ منها عامة الناس، واقتصرت دراستها على بعض الرُهبان المُتمكنين. أبهيدارما هي نصوص بوذية قديمة تعود إلى القرن الثالث قبل الميلاد وتحوي تجديداً وإعادة صياغة مفصلة لمواد المذهب البوذي الموجودة في نصوص السوترا وذلك بأسلوب تصنيفي ممنهج. لا تحوي أعمال أبهيدارما أطروحات فلسفية ولكنها خلاصات ومقتطفات مختصرة وقوائم ممنهجة.

بالإضافة إلى السَّلات الثلاث، هناك نصان أساسيان في عقيدة «التيرافادا»، رغم أنهما لا يُصنفان ضمن النصوص الأساسية. (Milindapanha) أو (أسئلة الملك ميليندا)، ويرجعان إلى القرن الثاني للميلاد، وتمت صياغته في شكل أسئلة وأجوبتها، تتعلق بجوهر العقيدة البوذية. ثاني هذه الكتابات والمعروف باسم (Visuddhimagga)، قام بكتابته الراهب بوداغويا (Buddhaghosa) في القرن الخامس للميلاد، ولخص فيها الأفكار البوذية بالإضافة إلى شرحه لكيفية ممارسة التأمل.
يَعتقد أتباع مذهب «تيرافادا» أن السَّلات الثلاث، تتضمن خلاصة أقوال وتعاليم «سيدهارتا غاوتاما» التي استوعبتها وحفظتها ذاكرة أتباع. على أن مذهب ماهايانا الشمالي لا يكتفي فقط بالتعاليم التي تركها بوذا التاريخي. بعد أن انقسم أتباع البوذية الأوائل إلى مذاهب وفِرق، أضافت هذه الجماعات إلى السلات الثلاث العديد من النصوص الأخرى. رغم أن هذه الكتابات أنجزت بعد الفترة التاريخية الأولى للبوذية، إلا أن أتباع المذهب الشمالي (ماهايانا)، يَعتبرون أنها لا تقل أهمية عن النصوص الأصلية. وتعتبر «سوترا لوتس الشريعة الحَقَانِية» (Saddharmapundarika Sutra) من أهم هذه الكتابات.

## حياة الرهبان وعامة الناس

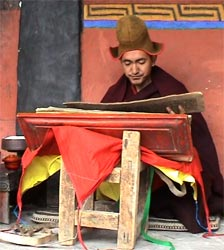
أحد الرهبان البوذيين يقرأ في لوح خشبي أجزاء من كتاب سوترا الماهايانا، في أحد الأديرة في التبت

### سانغا: الرهبان والحياة في الأديرة

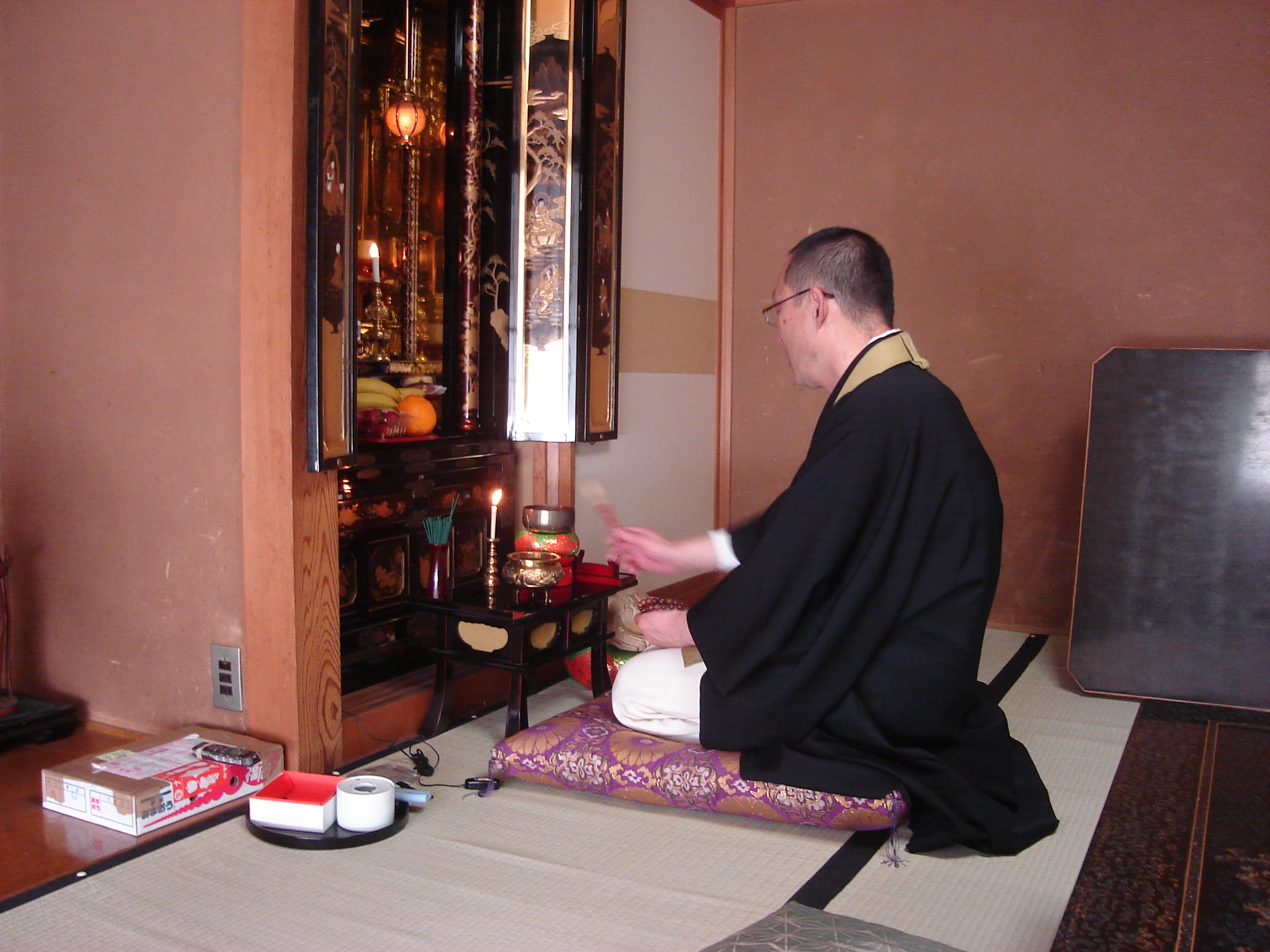
ترديد بوذي باللغة اليابانية في ذكرى وفاة أحد أبناء الرعية في عام 2009.

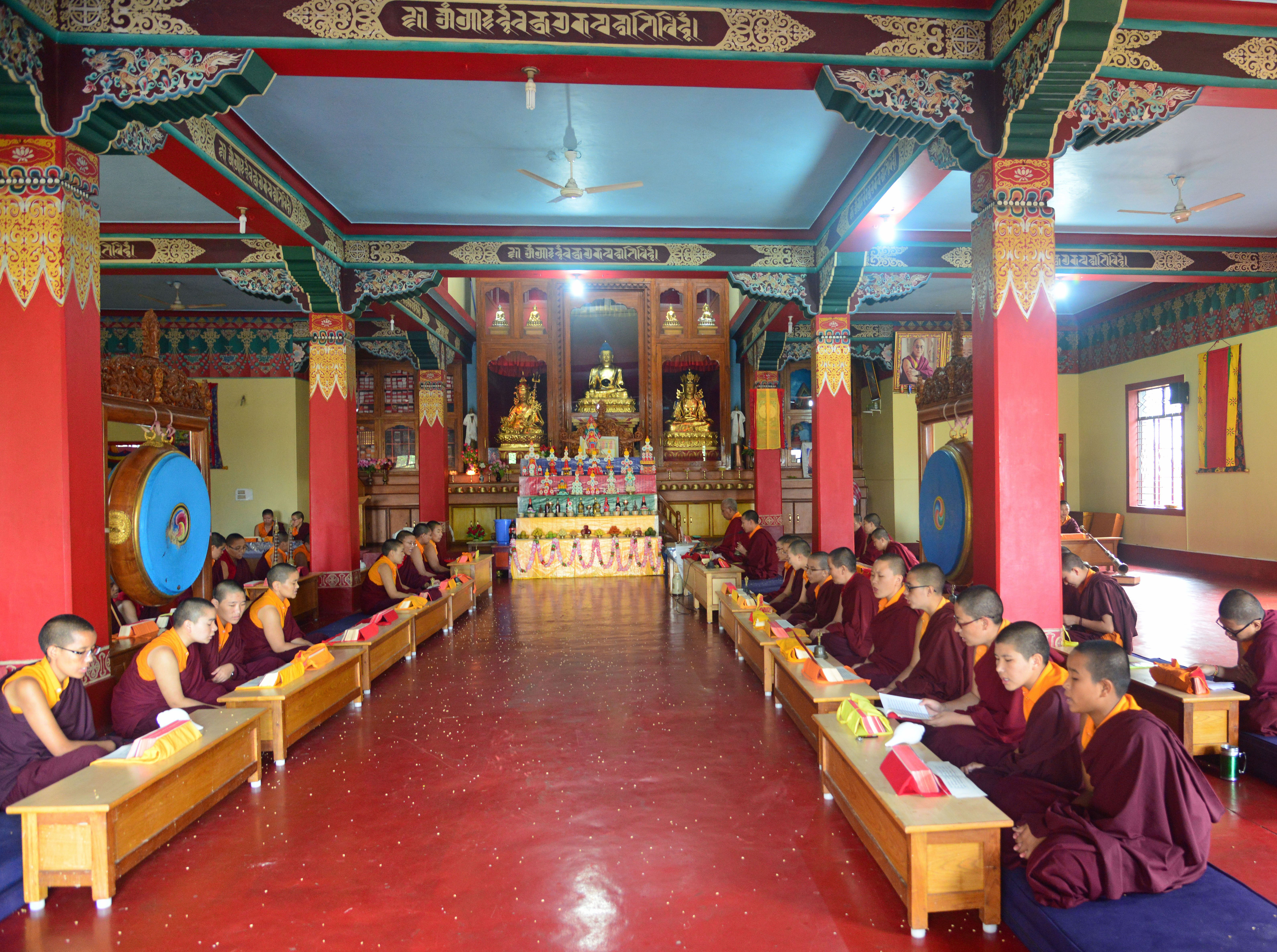
دير رهبان في التبت.

منذ الأيام الأولى لظهورها شعر أتباع العقيدة البوذية بحاجتهم إلى أن ينتظموا، فتشكل ما يعرف بالـ«سانغا»، وهو الاسم الذي أُطلِق على هذا التنظيم الاجتماعي الجديد. اعتزل البوذيون الأوائل حياة العامة حتى صار مجتمعهم ذا طبيعة رهبانية خالصة. قاموا بحلق رؤوسهم واختصروا لباسهم في قطعة قماش واحدة ذات لون برتقالي فاقع. ظل اعتماد هذا المظهر سائدا منذ تلك الأيام الأولى وأصبح اليوم علامة فارقة تميزهم. اتبع الرهبان البوذيون حياة التِرحال في بداية الأمر، وكانوا يتجمعون مرة واحدة في السنة وذلك عند حلول موسم الأمطار والفيضانات وتعذر السفر نظرا للمشقة الكبيرة، ومع مرور السنين تركوا حياة التِرحال وابتنوا لأنفسهم مقراتٍ دائمة حتى يأووا إليها. تُدبر كل طائفة أمرها بنفسها، وبصفة مستقلة عن الطوائف الأخرى، وتُتخذ القرارات بصفة جماعية. كانت الحياة الرهبانية تنظَّم وِفْق نصوص «فينايا بيتاكا» (Vinaya Pitaka) (راجع: السَّلات الثلاث).  يُعقَد كل أسبوعين اجتماع يضُم جماعة منتخبة من الرهبان، تقوم هذه المجموعة بقراءة القواعد الخاصة التي جاءت بها كتابات «فينايا»، ويقوم المذنبون أثناء الجلسة بالاعتراف علنا بكل المخالفات التي ارتكبوها.

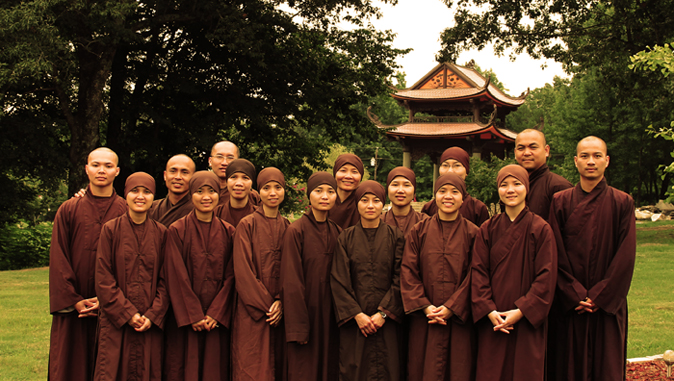
رهبان وراهبات في منغوليا.

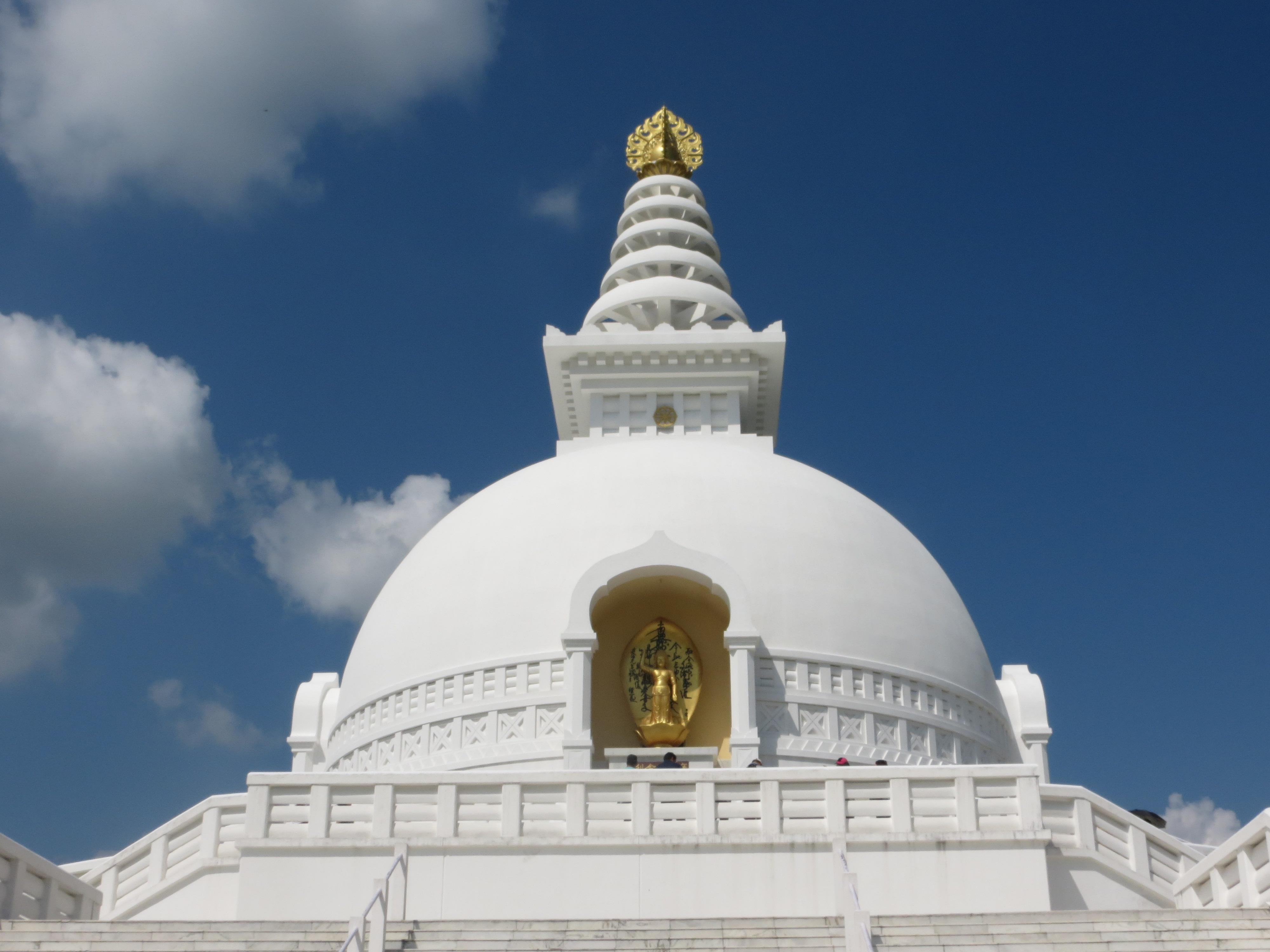
دير رهبان بوذي في مركز حج لومبيني بنيبال يعلوه صورة بوذا.

لم يكن سانغا (أو مجتمع الرهبان) حكرا على الرجال فقط، وقد خرجت البوذية في منحاها هذا عن الأعراف التي سادت في الديانة الهندوسية. عادة ما يكون الرهبان أو الراهبات - حسب مذهب تيرافادا - عُزابا، يكسبون قوت يومهم عن طريق طلب الصدقة من العامة، ورغم أن هذه العادة تبدو مستهجنة بعض الشيء إلا أنها ظلت ملاصقة لتاريخ الرهبان البوذية منذ أيام بوذا. وحدها مدرسة «زن» - أو «تشان» - تحظر على رُهبانها الارتزاق بهذه الطريقة، فأوجبت عليهم بدل ذلك العمل في الحقول لكسب قوتهم اليومي. تُعتبر المدارس البوذية في اليابان أكثر تفتُحا من غيرها، فمدرسة «شين»، تسمح لرهبانها بالزواج وتأسيس عائلة. عادة ما يتولى الرهبان البوذيون إدارة مراسيم الجنازة، كما يقودون الاحتفالات التي تنظم على شرف بعض الموتى، وتُعَّدَد فيها خصالهم الحميدة والأعمال الخيِّرة التي أنجزوها أثناء حياتهم.

### الحياة العامة والعبادة والمظاهر الاحتفالية

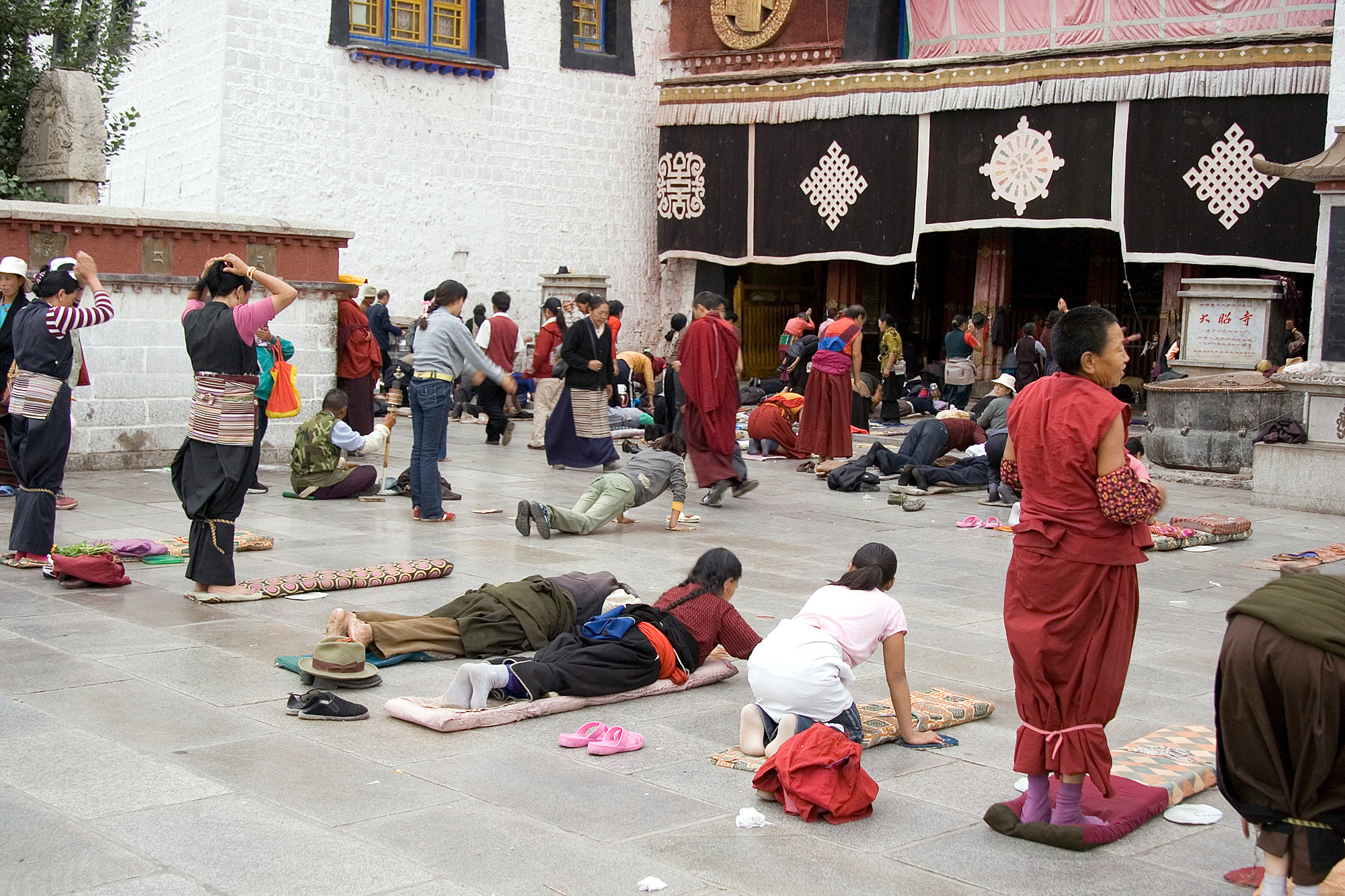
ممارسة السجود البوذي التبتي في جوكهانغ، التبت

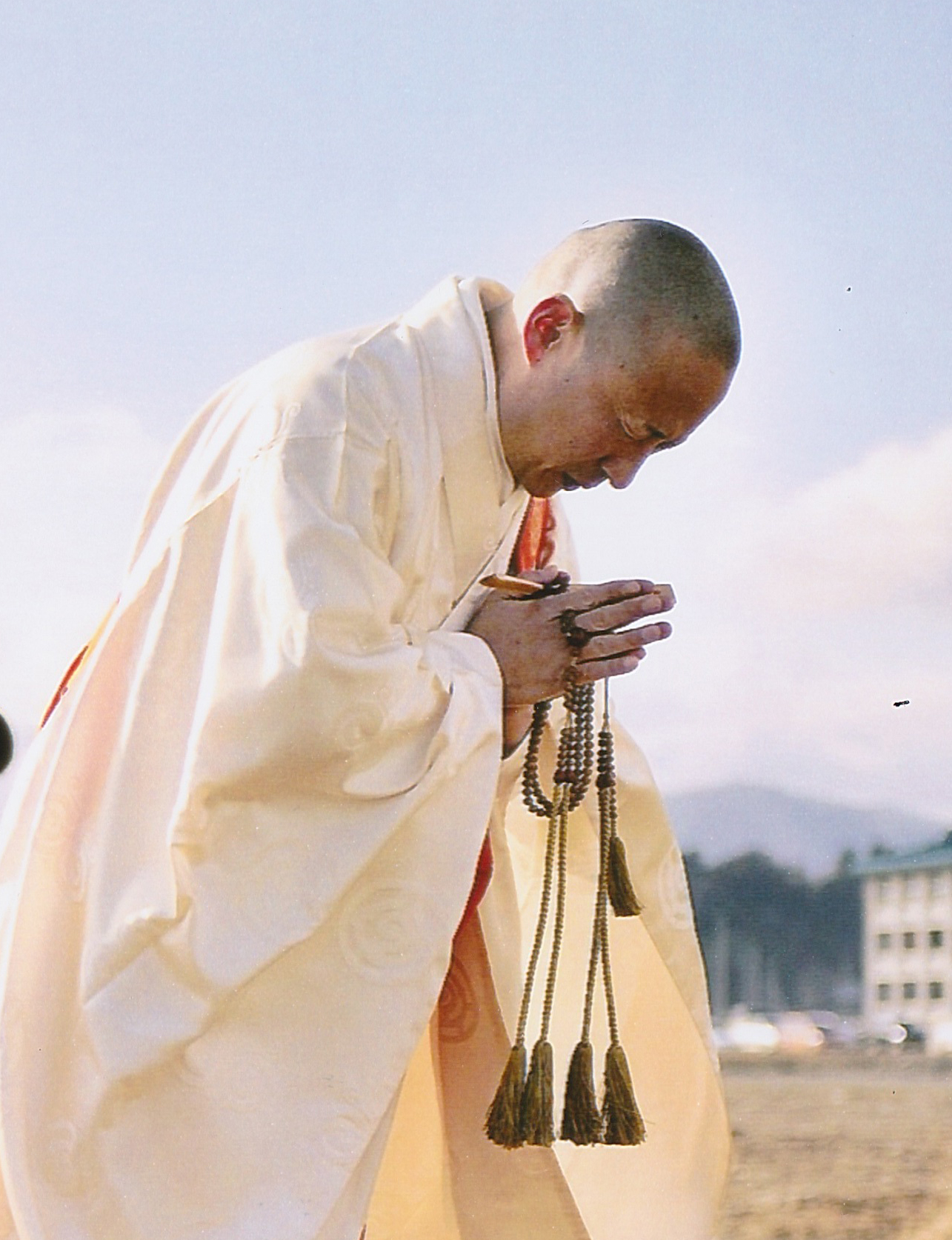
راهب بوذي ياباني أثناء التأمل الواقف.

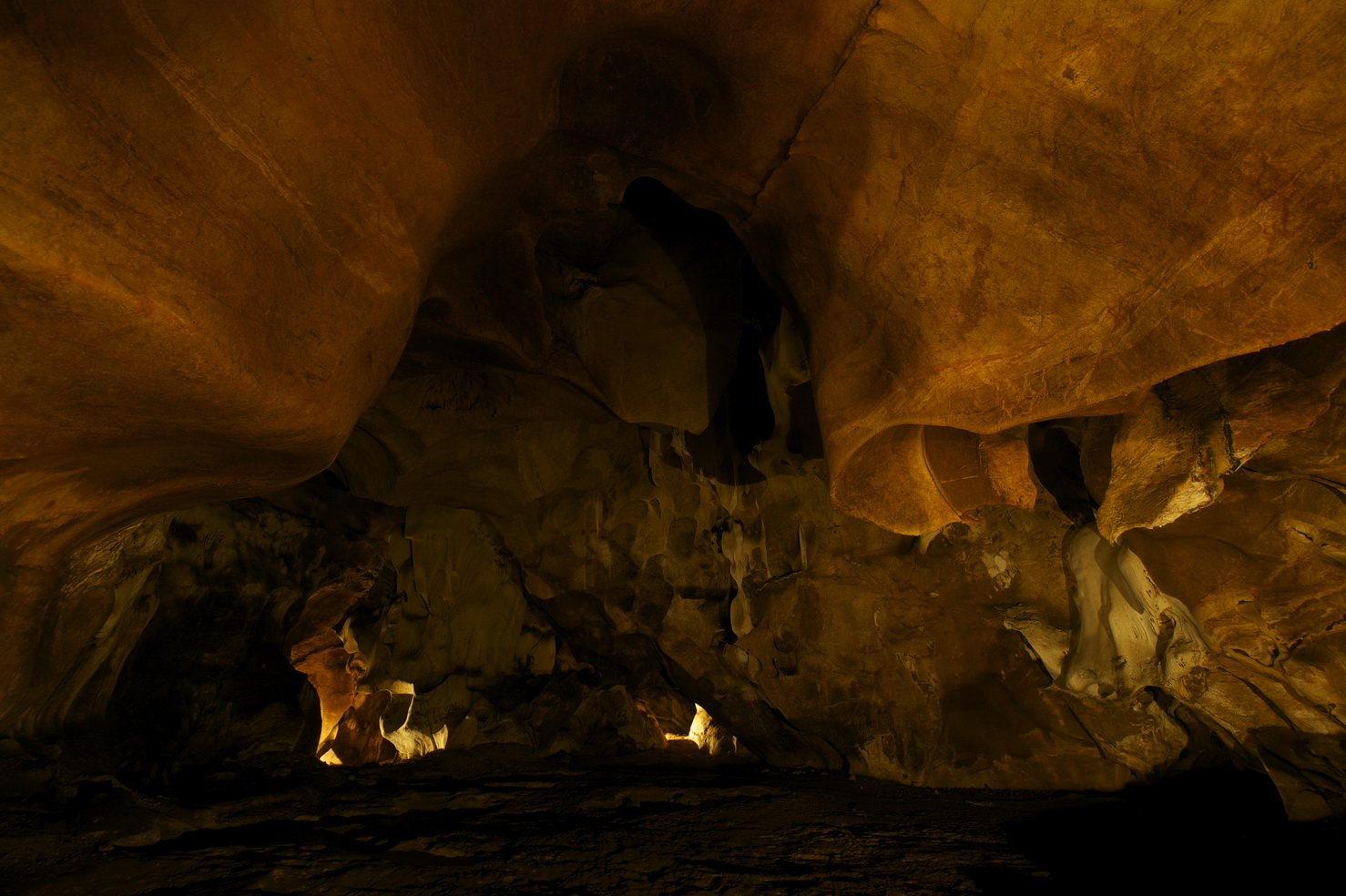
كهف رهبنة بوذية.

بالإضافة إلى الرهبان، يُشكل جمهور الناس في البلدان الآسيوية القِطاع الأكبر من أتباع البوذية. فيما يُمارس الرهبان طقوسهم الدينية بطريقة جماعية، يَطغى الجانب الفردي على ممارسات الجمهور. رغم اختلافهما في الواجبات وما يترتب على ذلك، يشترك الجمهور والرهبان في تلاوتهم لصيغة الملاذات الثلاث : «أعوذ ببوذا وبدارما وبسانغا»، وذلك أثناء أداءهم للصلوات.

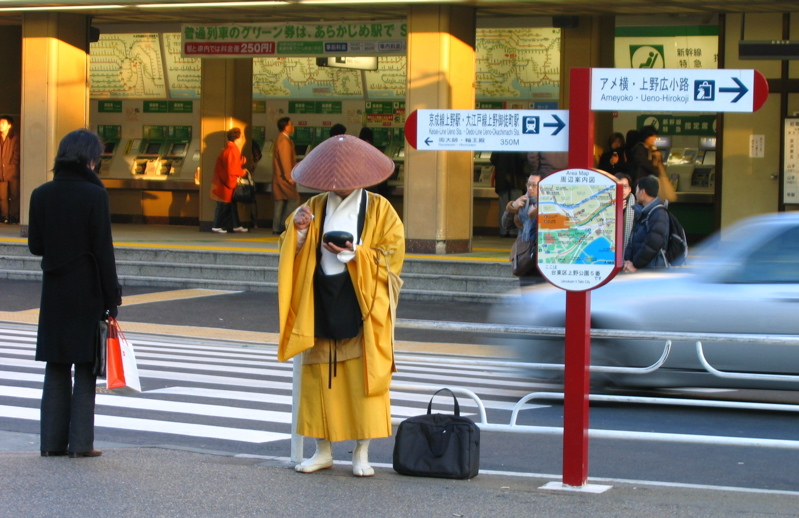
راهب أوينو في شوارع اليابان.

تختلف بعض مظاهر التبجيل والاحتفال ببوذا والقديسين تبعا للمذهب والبلاد، فرغم أن أتباع مذهب «تيرافادا» لم يرفعوا بوذا التاريخي إلى درجة الألوهية، إلا أنهم خصصوا له بناءات خاصة تدعى «ستوبا» وهي أبنية على شكل قباب، توضع بداخلها لوازم وآثار مختلفة ترجع إلى بوذا. يقوم الأتباع بالمشي حول مبنى الـ«ستوبا» في اتجاه عقارب الساعة، حاملين معهم زهورا وبعضا من عيدان البخور، كدلالة على احترامهم للمكان.

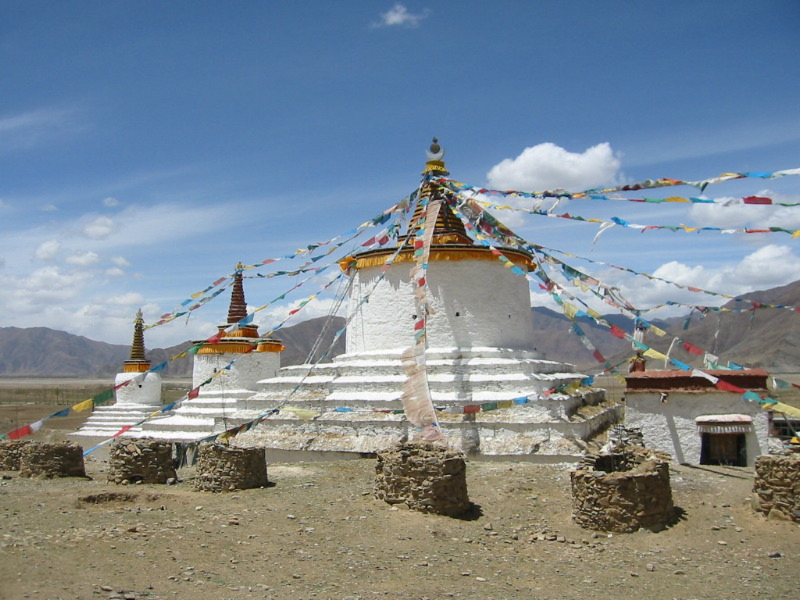
ستوبا بالقرب من لاسا في التبت: غالبا ما تحتوي هذه الأبنية على بقايا وآثار لبوذا، يتبرك بها الناس

تحتفظ أماكن متفرقة ببعض الآثار لبوذا، على غرار معبد «كاندي» في سريلانكا، والذي يضُم في صومعته سِنا يُقال إنها تعود لبوذا، ويحتضن المكان احتفالا كبيرا يقام سنويا بمناسبة ذكرى ميلاده. يُعتبر يوم ميلاد بوذا أهم مناسبة احتفالية في الرزنامة البوذية، يُطلق على المناسبة في مذهب تيرافادا اسم «فايساكا» (Vaisakha) وتقام الاحتفالات التي تصاحبها على مدار الشهر الذي يلي هذا التاريخ (تاريخ مولد بوذا). ثاني أهم مناسبة في البلدان التي يسود فيها المذهب الأخير -تيرافاد-، ويطلق عليها اسم «بيريت» (pirit)، تُتلى فيها نُصوص مختارة من قوانين بالي (راجع النصوص المقدسة) حتى تطرد الأرواح الشريرة ويشفى المرضى، كما تُبارك فيها الأعمال الخيِّرة وغيرها.

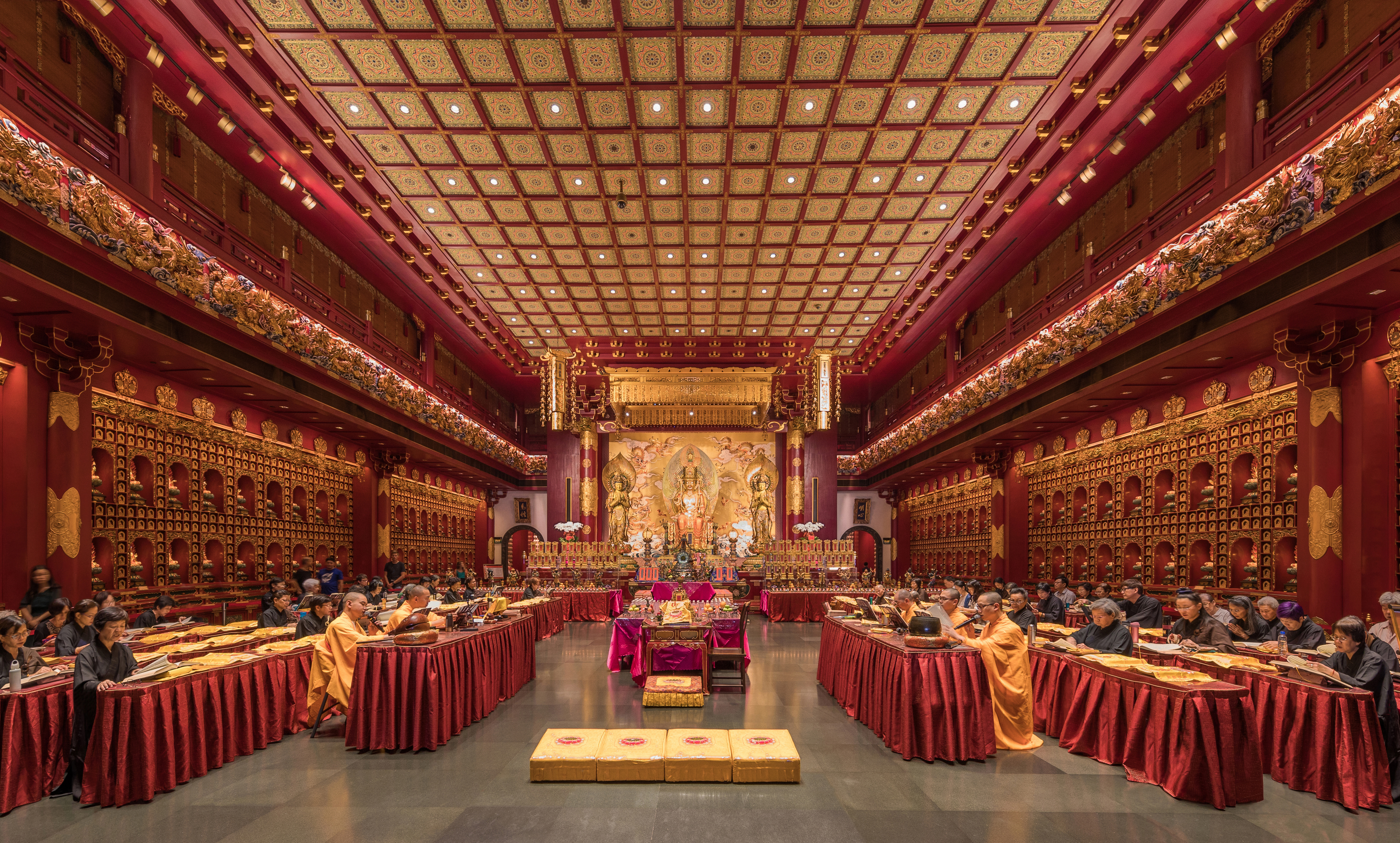
رهبان وراهبات يصلون في معبد سن بوذا في سنغافورة.

تكتسي الطقوس والمراسيم أهمية أكبر لدى أتباع مذهب ماهايانا (الصين واليابان). تُعلََّق صور مختلفة لبوذا ولشخصيات مقدسة في مذابح المعابد وفي مخادع البيوت، وتتخذ كوسيلة للتبرك. يُتَعبَّد عن طريق أداء الصلوات وترتيل بعض النصوص المقدسة بطريقة جَهْورِية، كما تُقَدَّم بعض القرابين من فواكه وزهورٍ وبخور. تُعتبر مناسبة «أولامبانا» (Ullambana) أبرز المظاهر الاحتفالية البوذية وتحظى بشعبية كبيرة في الصين واليابان، يَعتقد الأَتباع أنه وفي هذا اليوم تفتح أبواب العالم الآخر، ويسمح للموتى بزيارة أقربائهم الأحياء، ويقوم هؤلاء بدورهم بتقديم القرابين عرفانا لهم.

## التاريخ والانتشار

### المجامع البوذية الأولى

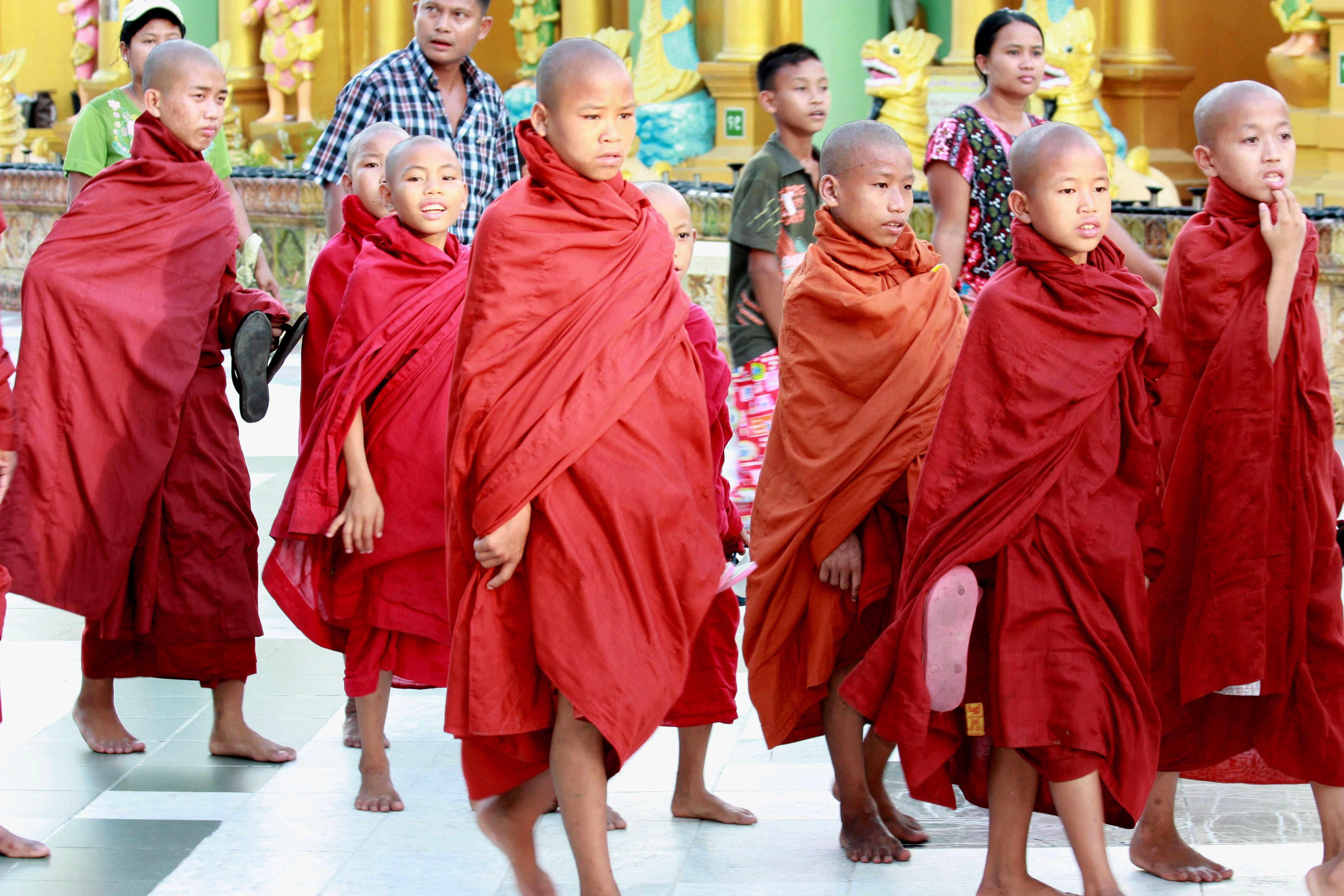
الأطفال البوذيون.

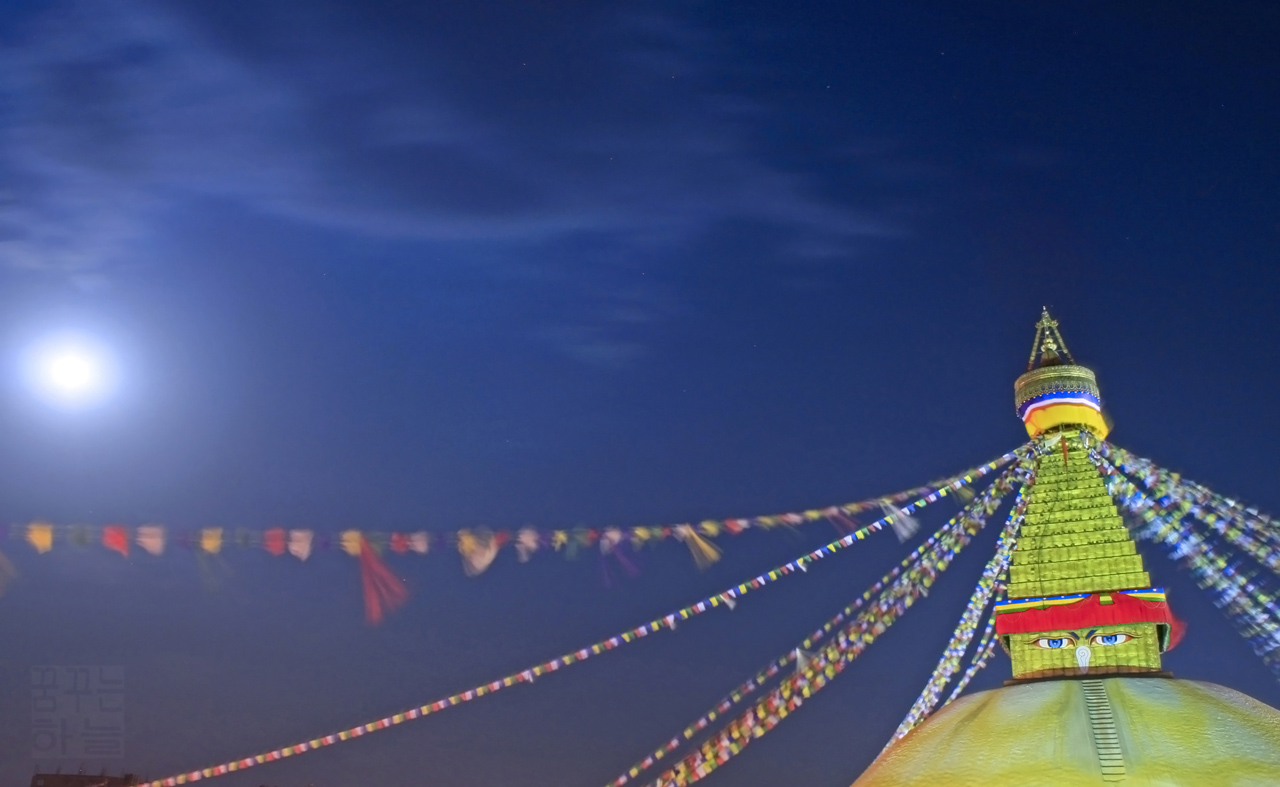
يعتبر بوذا بورنيما (يوم اكتمال القمر في الشهر القمري فايشاكا) أكثر الأيام قدسية في التقويم البوذي. يشمل هذا اليوم ميلاد غوتاما بوذا وتنويره (نيرفانا) ووفاته (بارينيرفانا). في المؤتمر الأول للزمالة العالمية للبوذية الذي عقد في سريلانكا عام 1950، أعلنت نيبال عطلة رسمية لبوذا بورنيما وطلبت من جميع البلدان الأخرى نفس الشيء.

رغم إلحاح أتباعه عليه إلا أن بوذا توفي من غير أن يُزكي شخصاً يتولى شؤونهم، وصَاهم بالعمل على طلب الخلاص. كانت التعاليم الشفوية أهم تركة خلفها بوذا وراءه، أحس أتباعُه بالفراغ الذي تركه رحيله، فقرروا أن ينتظموا في طائفة واحدة حتى يحافظوا على هذه التركة. جرياً على هذا المبدأ عقد أتباع البوذية الأوائل عدة اجتماعات لبحث المسائل المختلفة التي تتناول عقيدتهم. يعتبر المؤرخون أن أربع مجامع فقط يمكن اعتبارها أساسية.

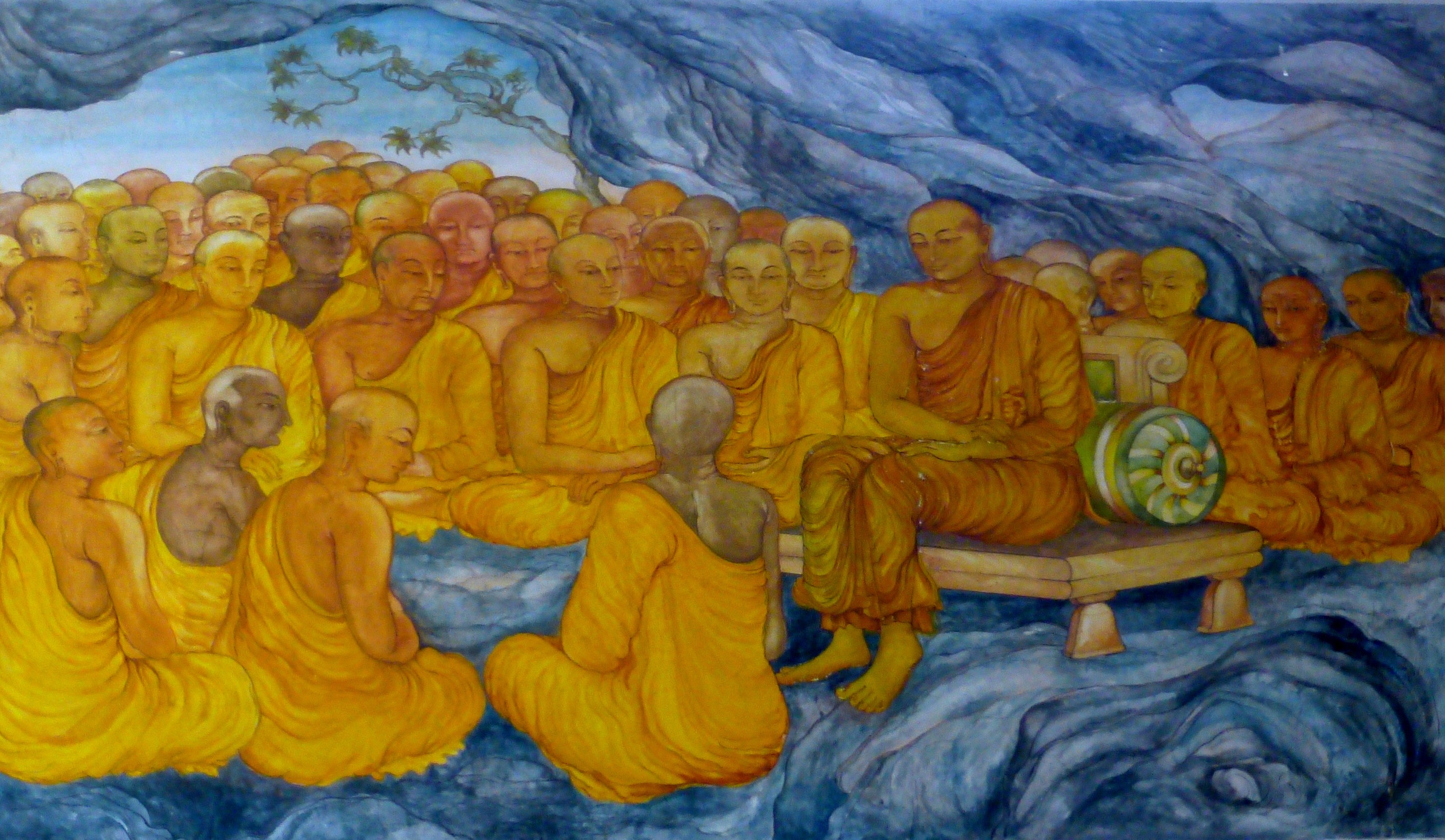
تصوير للمجلس البوذي الأول المفترض في راججير. كان التلاوة الجماعية إحدى الطرق الأصلية لنقل النصوص البوذية المبكرة وحفظها..

عُقِدَّ أول مجمعٍ بعد وفاة بوذا بفترة قليلة في «راجغير» (الهند) عام 477 ق.م. قام الحاضرون بتلاوة التعاليم الشفوية التي تركها بوذا، واتفقوا فيما بينهم على مضمونها، كما ناقشوا المنهج الأمثل في الحياة الواجب اتباعه عند اختيار حياة الرَّهبنة.

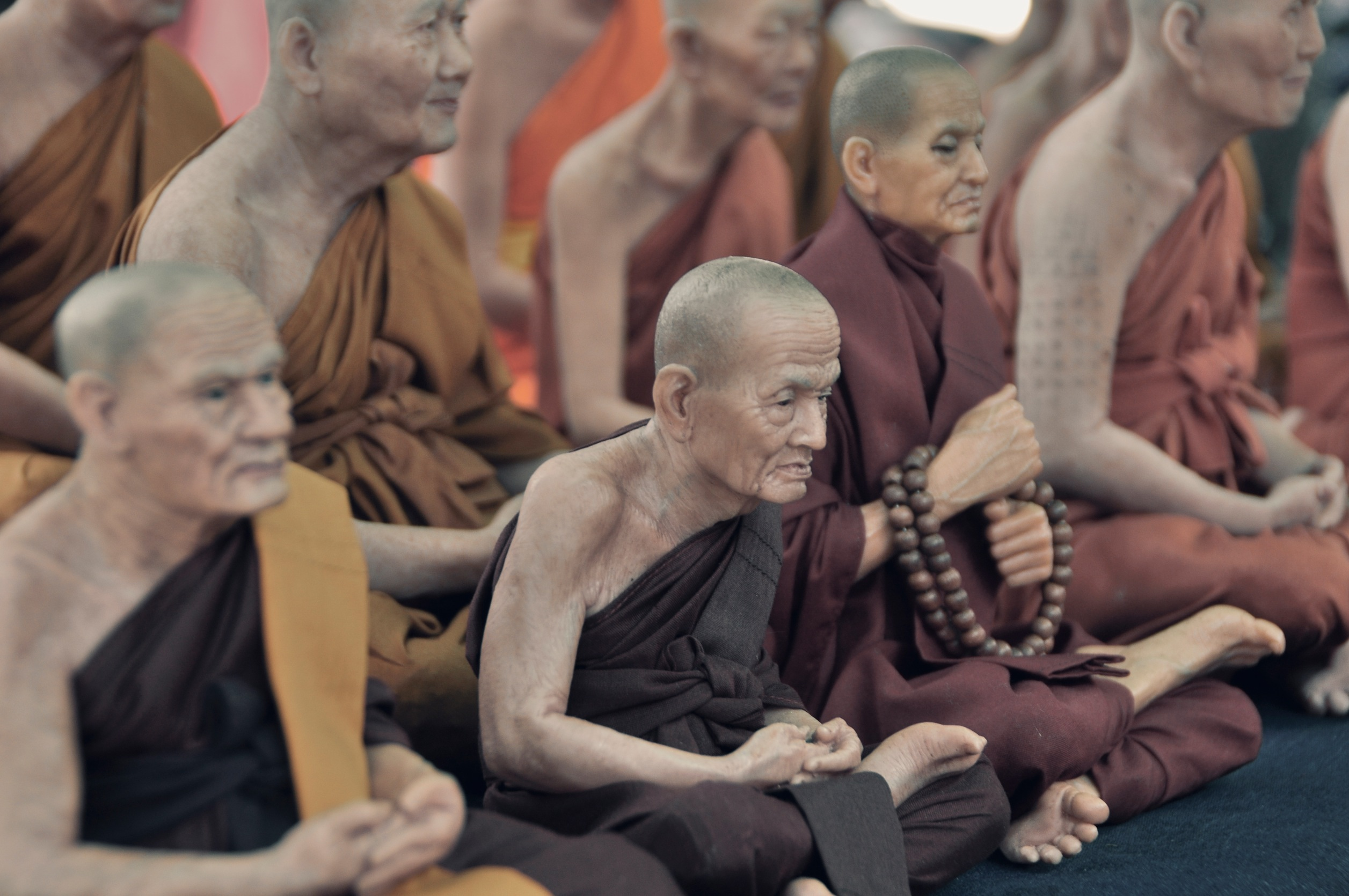
بوذيون يصلون.

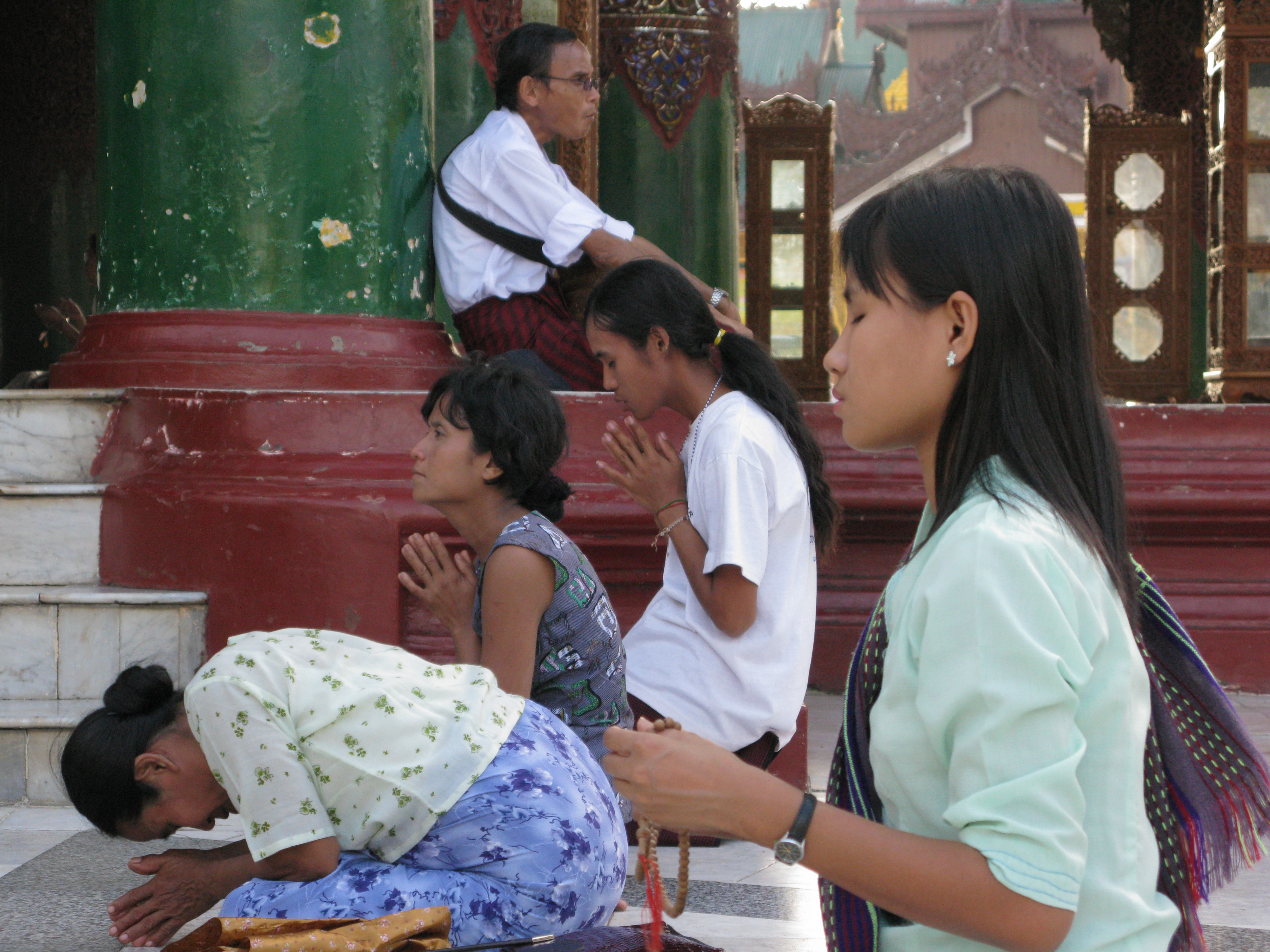
بوذيون يصلون.

بعد حوالي قرن من التاريخ الأول عقد المجمع الثاني في «فايسالي» (ولاية بيهار - الهند)، كان هدفه توضيح وجهات نظر تجاه بعض التصرفات التي تطبع الحياة اليومية على غرار استعمال النقود واستهلاك الخمر بالإضافة إلى بعض الأمور وكذا البدع الجديدة التي استحدثتها إحدى طوائف الرهبان. اختتمت الجلسات بعد أن أُجمِعَّ على منافاة هذه التصرفات لروح البوذية. يعتقِد البعض أنه وأثناء عقد هذا المجمع ظهرت ولأول مرة علامات الانقسام بين الأتباع ذوي التوجهات المختلفة. تُشِير المصادر التاريخية التي دُوِنت في تلك الفترة إلى خلاف نَجم بين أعضاء المجلس الكبير (ماهاسانغيكا) ومجلس القدماء (ستارفيرا)، بعد أن أبدى الأخيران مواقف متشددة وصارمة تجاه التصرفات والبدع الجديدة. لم يكن لهذه الخلافات تبِعات فورية في حينها، إلا أنه وبعد مرور سبعٍ وثلاثين عاماً منذ ذلك التاريخ، أخذت الخلافات تتفاقم، كانت المواضيع محل الخلاف متنوعة، وتشمل الجوانب المتعلقة بتنظيم الأديرة وتفسير بعض المسائل العقائدية وكيفية معاملة جمهور الناس بصفتهم لا ينتمون إلى مجتمع الرهبان وغيرها من المسائل. في مثل هذه الظروف عُقِدَّ مجمع آخر، ونظرا لاتساع الهُوة بين الأطراف المتنازعة تقرر الإعلان وبصفة رسمية عن انقسام الطائفة البوذية للمرة الأولى في تاريخها.
انشطر أتباع البوذية بعد المجمع الثاني إلى جماعات وطوائف عِدة (تعرف بالمدارس التقليدية، وبلغ عددها ثمانية عشر مدرسة)، اختلفت كل واحدة مع الأخرى في المسائل العقائدية والفلسفية والتنظيمية وغير ذلك. اندثرت أغلب المدارس التقليدية الأولى ولم يتبق منها اليوم إلا واحدة فقط، وتعرف باسم «تيرافادا» وهو المذهب السائد في الهند وسائر البلدان المُطلة على خليج البنغال.
كان المجمع الثالث للبوذية حدثا استثنائيا في تاريخ البوذية، فقد عُقِدَّ في «باتاليبورتا» (عاصمة إقليم بيهار في الهند) في القرن الثالث قبل الميلاد، وتحت إشراف الملك أشوكا، أعظم ملوك دولة «ماوريا»، والتي شملت مساحتها كل بلاد الهند وباكستان تقريبا (هندوستان). من أهم النتائج التي ترتبت عنه، طرد العديد من أشباه الرُهبان والمنافقين الذين التحقوا بالـ«سانغا» (الاسم الذي يطلق على مجتمع الرُهبان) بعد أن قدَم الملك أشوكا دعمه لهم. شُدِدَّ على محاربة البدع الجديدة المستحدثة وإقصاء كل الذين كانوا وراءها. أثناء هذا المجمع أُنتهي من كتابة النصوص المعروفة باسم «تيربيتاكا» أو «السَّلات الثلاث» (راجع النصوص المقدسة)، كما عرفت العقيدة الأساسية (والمقصود هنا الدارما أو التعاليم) والقواعد السلوكية التي يقوم عليها مُجتمع الرهبان، بعض التعديلات بعد أن انضافت إليها مجموعة من المفاهيم الفلسفية، عرفت باسم «أبيردارما» (abhidharma). سمح هذا المجمع للبوذية ولأول مرة أن تعرف طريقها إلى الانتشار خارج رقعتها الأصلية، عندما قرر المجتمعون إرسال مجموعة من الأشخاص إلى البلدان المجاورة بهدف الدعوة إلى الدين الجديد.
عقد مجمع رابع تحت أشراف الملك «كانيشكا»، في جَلندار (ولاية جامو - كشمير) عام 100 بعد الميلاد. كان الهدف منه التقريب بين أهم تيارين في البوذية، «تيرافادا» و«ماهايانا»، إلا أن اتباع المذهب الأول رفضوا لاحقا الاعتراف بما جاء فيه.

### الانتشار ومواقع النفوذ

خارطة نسب البوذية حسب البلد من دراسة معهد بيو سنة 2010.

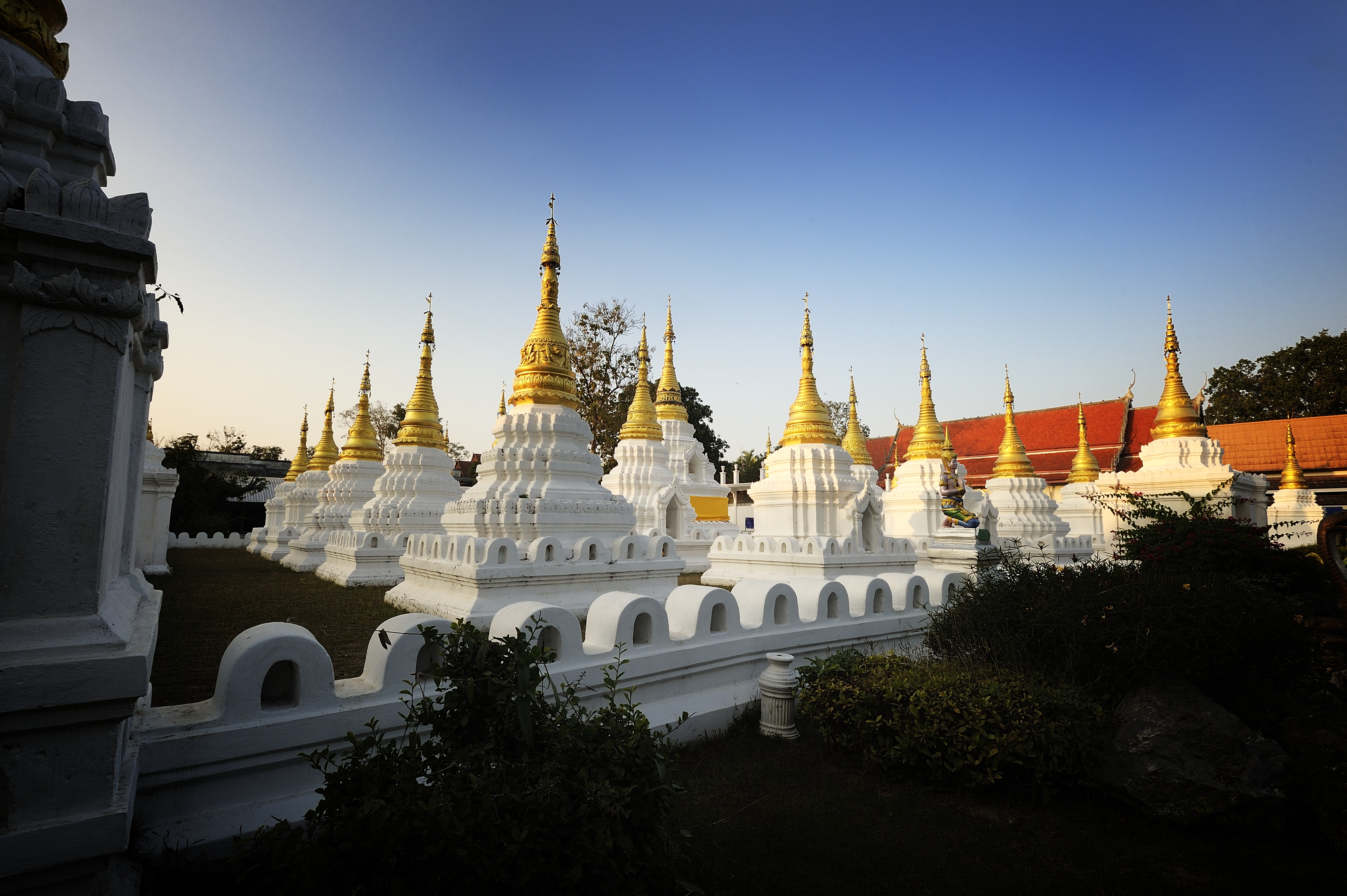
معبد تشيدي ساو لانج في ميانمار.

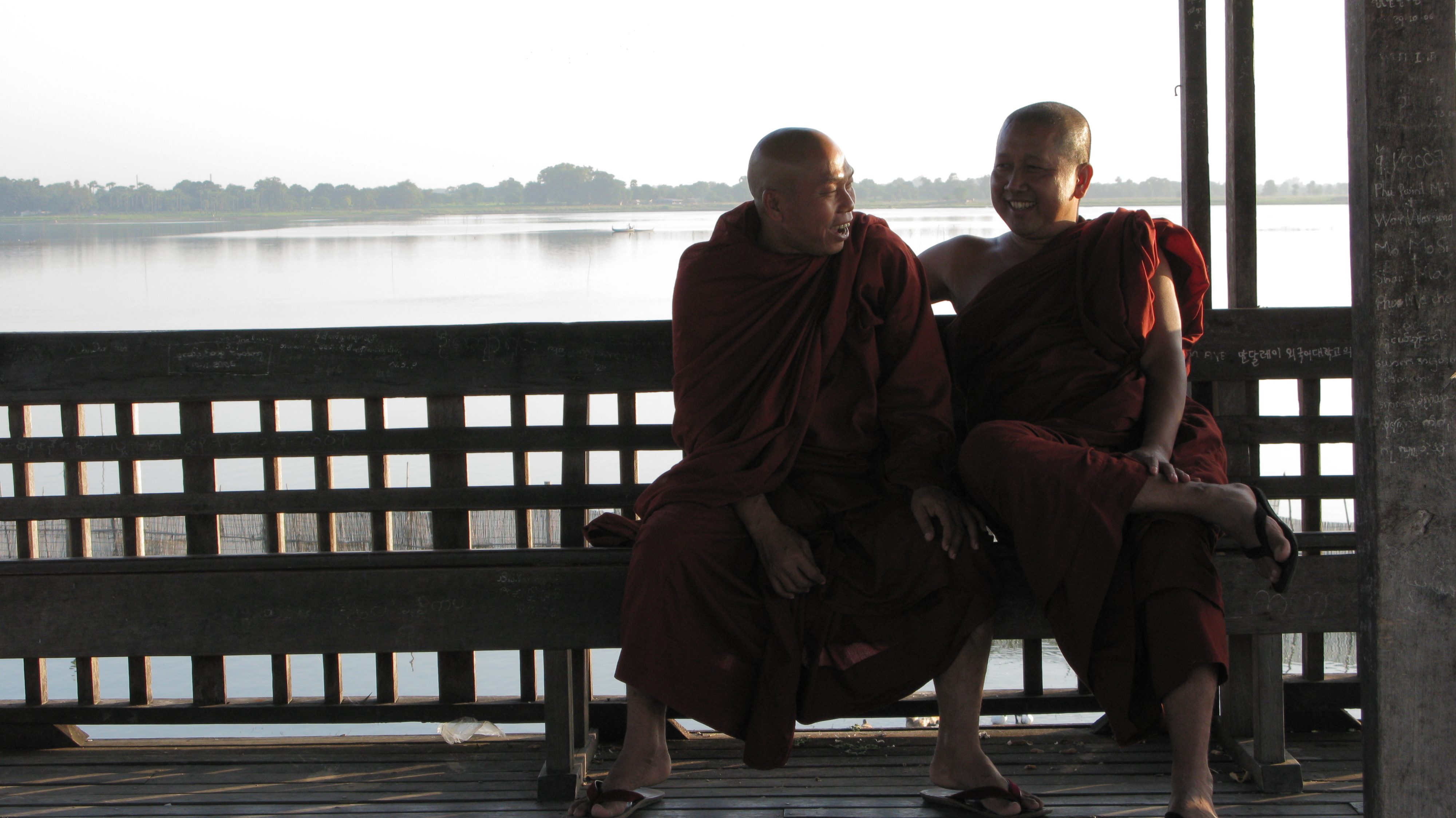
رهبان بوذيون في أمارابورا، ميانمار.

الديانة البوذية منتشرة بين عدد كبير من الشعوب الآسيوية حيث يدين بها 376 مليون نسمة، ولهم معبد ضخم في كاتمندو بالنيبال، وهو عبارة عن مبنى دائري الشكل وتتوسطه قبة كبيرة وعالية وبها رسم لعينين مفتوحتين وجزء من الوجه، ويبلغ قطر المبنى 40 متراً، أما الارتفاع فيزيد عن خمسة أدوار مقارنة بالمباني ذات الأدوار، والبوذية مذهبان كما تقدم:
- المذهب الشمالي: وكتبه المقدسة مدونة باللغة السنسكريتية، وهو سائد في الصين واليابان والتبت ونيبال وسومطرة.
- المذهب الجنوبي: وكتبه المقدسة مدونة باللغة البالية، وهو سائد في بورما وسيلان وسيام.

ويمكن تقسيم انتشار البوذية إلى خمس مراحل:
1. من مطلع البوذية حتى القرن الأول الميلادي وقد دفع الملك آسوكا البوذية خارج حدود الهند وسيلان.
2. من القرن الأول حتى القرن الخامس الميلادي وفيها أخذت البوذية في الانتشار نحو الشرق إلى البنغال ونحو الجنوب الشرقي إلى كمبوديا وفيتنام ونحو الشمال الغربي إلى كشمير وفي القرن الثالث اتخذت طريقها إلى الصين وأواسط آسيا ومن الصين إلى كوريا.
3. من القرن السادس حتى القرن العاشر الميلادي وفيه انتشرت في اليابان ونيبال والتبت وتعد من أزهى مراحل انتشار البوذية.
4. من القرن الحادي عشر إلى القرن الخامس عشر وفيها ضعفت البوذية واختفى كثير من آثارها لعودة النشاط الهندوسي وظهور الإسلام في الهند فاتجهت البوذية إلى لاوس ومنغوليا وبورما وسيام.
5. من القرن السادس عشر حتى الآن وفيه تواجه البوذية الفكر الغربي بعد انتشار الاستعمار الأوروبي وقد اصطدمت البوذية في هذه الفترة بالمسيحية ثم بالشيوعية بعد أن صار الحكم في أيدي الحكومات الشيوعية.

في كل يوم، يسير الرهبان الأطفال من المعبد في الصباح الباكر في القرية مع أوعية صدقاتهم لجمع الطعام، الذي يعده ويقدمه السكان المحليون، ولإلقاء صلاة قصيرة في المقابل. من الناحية الطقسية، يتناول الرهبان البوذيون في لاوس وجبتين فقط في اليوم: واحدة في الصباح والأخرى عند الظهر. يصومون في المساء.

### ديموغرافيا حديثة

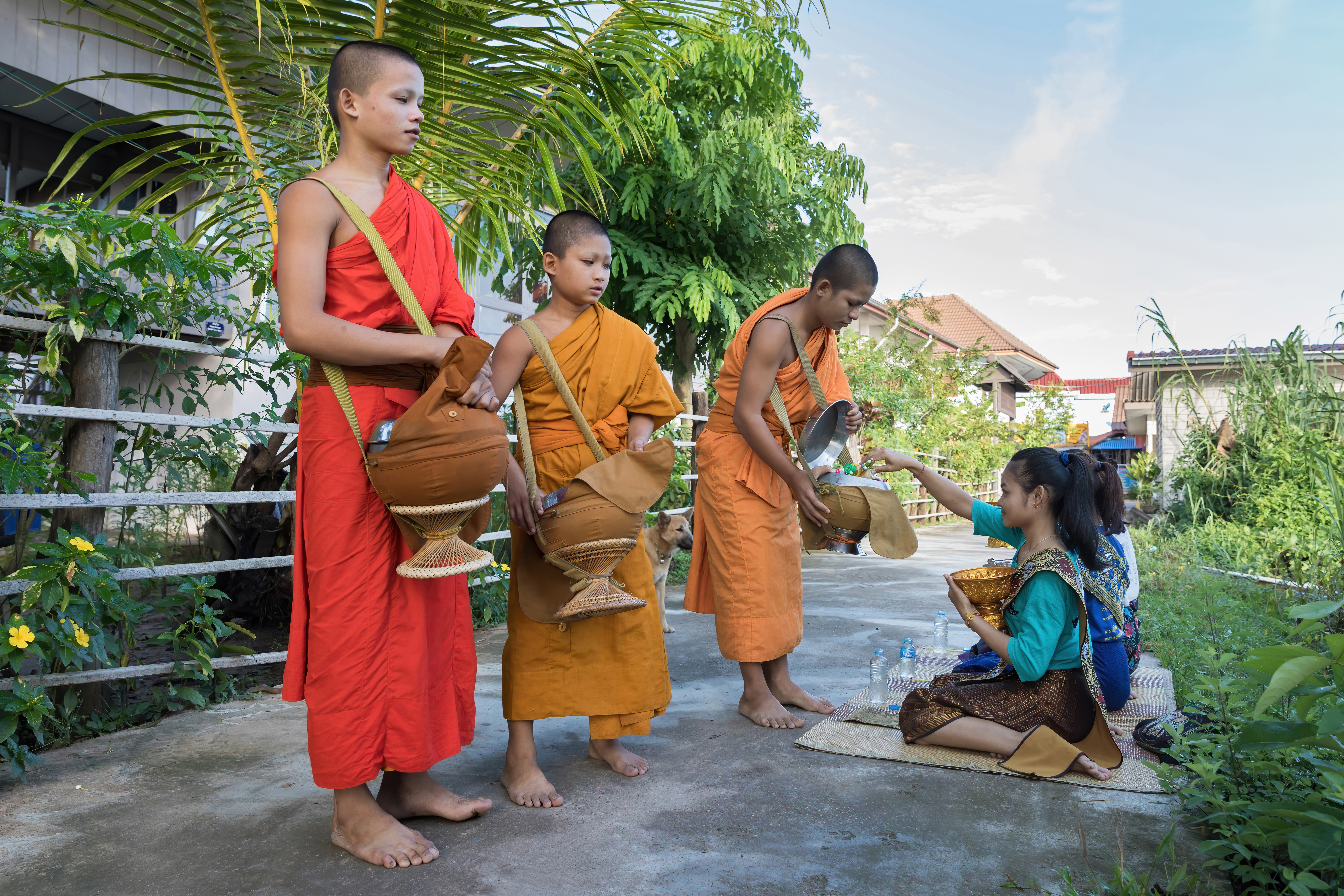
الصدقات البوذية في لاوس.

تقدر عدد أتباع الديانة البوذية في العالم بنسبة بين 488 مليون أو 495 مليون، أو 535 مليون شخص وذلك اعتبارا من سنة 2010، وهو ما يمثل بين 7% إلى 8% من إجمالي سكان العالم.
تضم الصين أكبر عدد من السكان البوذيين في العالم، مع ما يقرب من 244 مليون أو 18.2% من مجموع سكانها. وهم في الغالب من أتباع المدارس الصينية البوذية ماهايانا، مما يجعلها  أكبر هيئة للتقاليد البوذية. تمارس البوذية على مذهب ماهايانا، بشكل أوسع في شرق آسيا، وهو مذهب أكثر من نصف البوذيين في العالم. وثاني أكبر المذاهب البوذية هو مذهب تيرافادا، ويتواجد معظم أتباعه في جنوب شرق آسيا. أمّا ثالث المذاهب أو المدارس البوذية من حيث عدد الأتباع فهو مذهب فاجرايانا، والذي يتواجد معظم أتباعه في التبت ومنغوليا وأجزاء من روسيا، علمًا بأنه ينتشر أيضًا بأعداد أقل في جميع أنحاء العالم.
وفقًا للتحليل الديموغرافي ذكرت من قبل بيتر هارفي (2013) ينقسم البوذيون كالتالي: البوذية الشرقية (ماهايانا) لديها 360 مليون عضو، والبوذية الجنوبية (تيرافادا) لديها 150 مليون عضو، والبوذية الشمالية (فاجرايانا) لديها 18.2 مليون عضو. فضلًا عن سبعة ملايين من البوذيين خارج آسيا. ووفقًا لدراسة قام بها معهد بيو سنة 2011؛ وجدت أنّ سبعة دول ذات أغلبية بوذية وهي: كمبوديا (96.9%) وتايلند (93.2%) وبورما (80.1%) وبوتان (74.7%) وسريلانكا (69.3%) ولاوس (66%) ومنغوليا (55.1%).
| الدولة                                | تعداد البوذيين | % من مجمل سكان البلد | % من مجمل البوذيين في العالم |
| ------------------------------------- | -------------- | -------------------- | ---------------------------- |
| الصين                                 | 244,130,000    | 18.2%                | 50.1%                        |
| تايلاند                               | 64,420,000     | 93.2%                | 13.2%                        |
| اليابان                               | 45,820,000     | 36.2%                | 9.4%                         |
| ميانمار                               | 38,410,000     | 80.1%                | 7.9%                         |
| سريلانكا                              | 14,450,000     | 69.3%                | 3%                           |
| فيتنام                                | 14,380,000     | 16.4%                | 2.9%                         |
| كمبوديا                               | 13,690,000     | 96.9%                | 2.8%                         |
| كوريا الجنوبية                        | 11,050,000     | 22.9%                | 2.3%                         |
| الهند                                 | 9,250,000      | 0.8%                 | 1.9%                         |
| ماليزيا                               | 5,010,000      | 17.7%                | 1%                           |
| مجمل عدد البوذيين الدول العشرة الكبرى | 460,620,000    | 15.3%                | 94.5%                        |
| مجمل عدد البوذيين في باقي دول العالم  | 26,920,000     | 0.7%                 | 5.5%                         |
| عدد البوذيين في العالم                | 487,540,000    | 7.1%                 | 100%                         |

## الجانب الأخلاقي

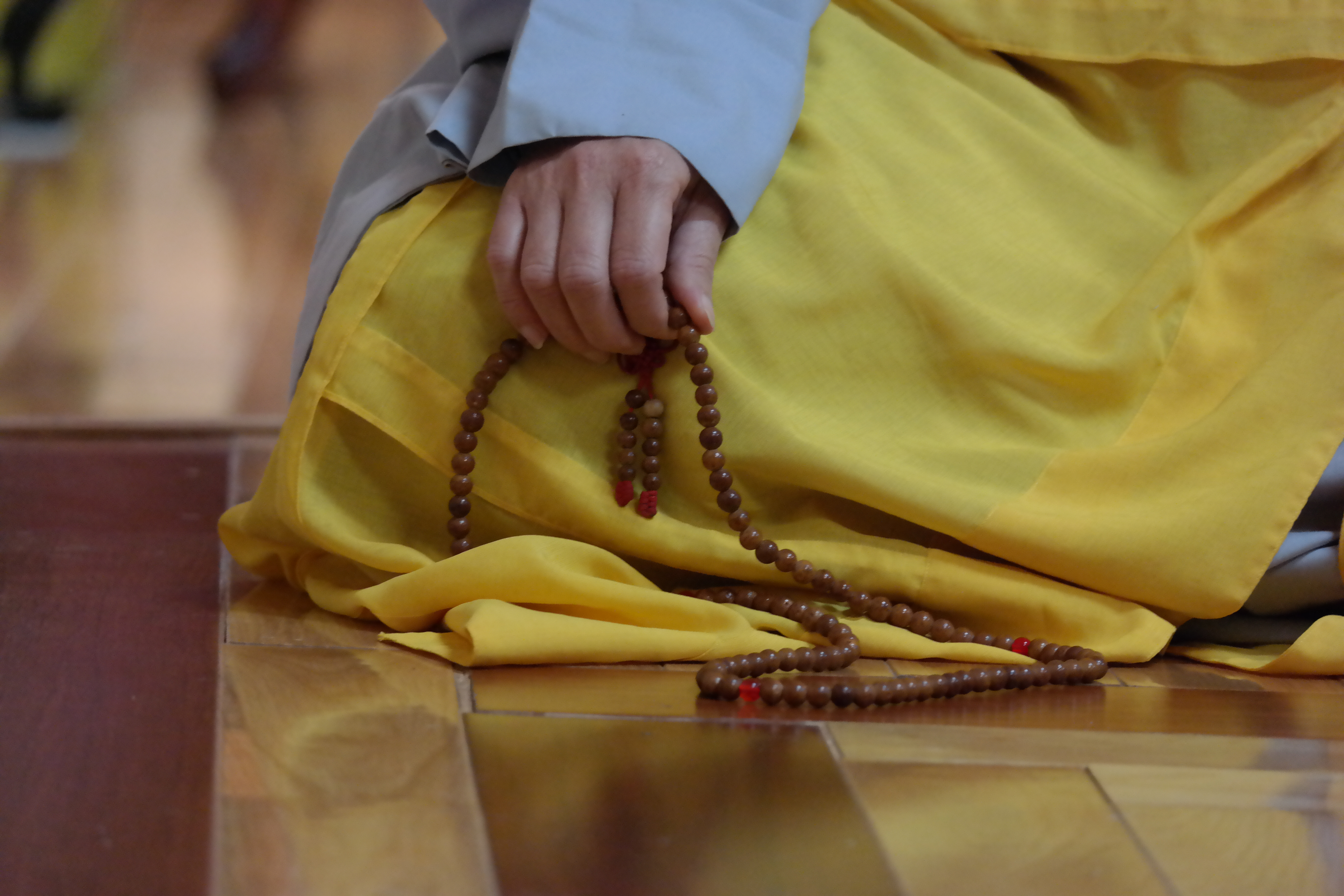
سبحة بوذية.

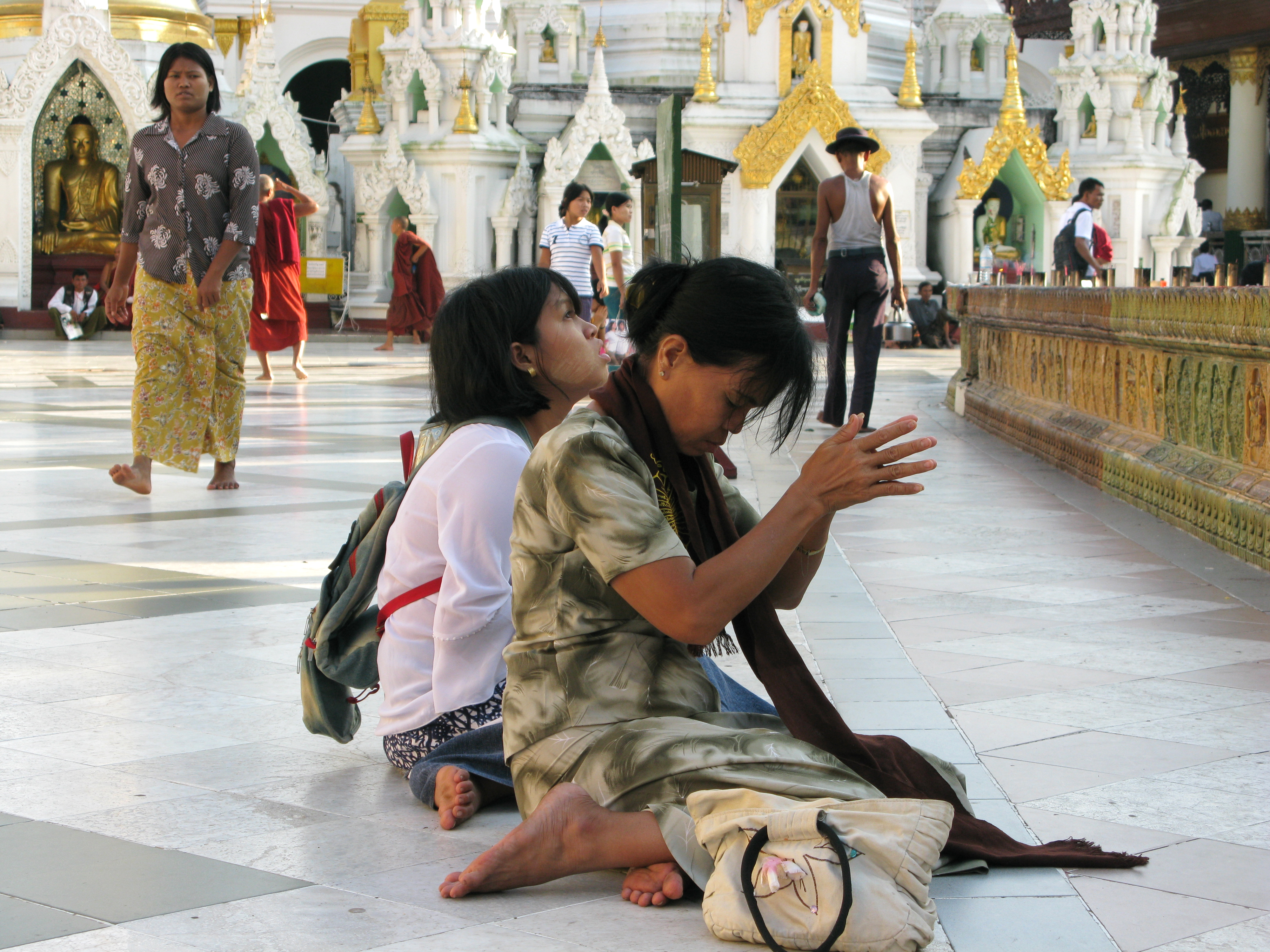
أم بوذية وابنتها يصلون.

في تعاليم بوذا دعوة إلى المحبة والتسامح والتعامل بالحسنى والتصدق على الفقراء وترك الغنى والترف وحمل النفس على التقشف والخشونة وفيها تحذير من الجنس الغير منضبط والمال وترغيب في البعد عن الزواج.

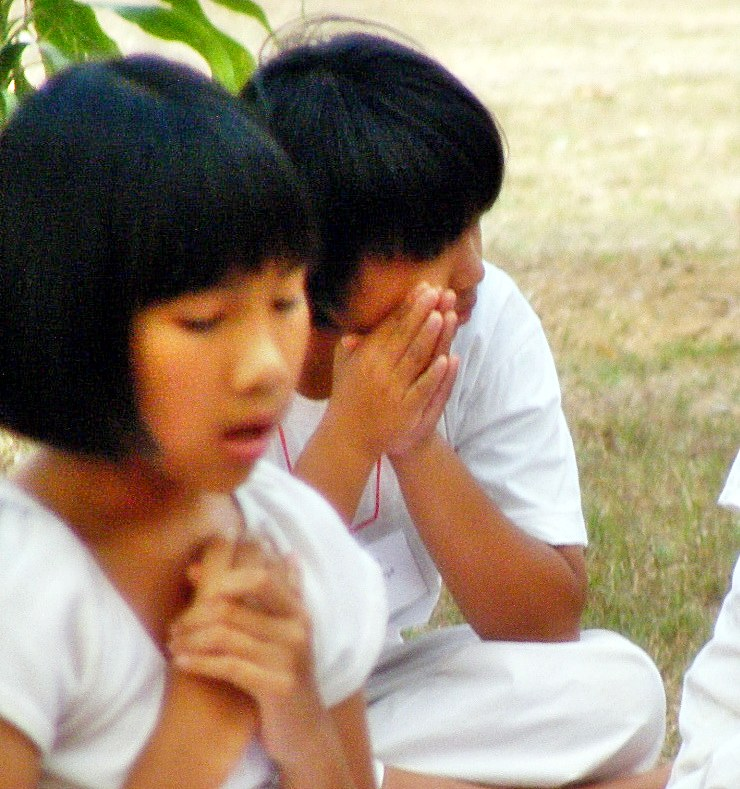
أطفال بوذيون في تايلاند.

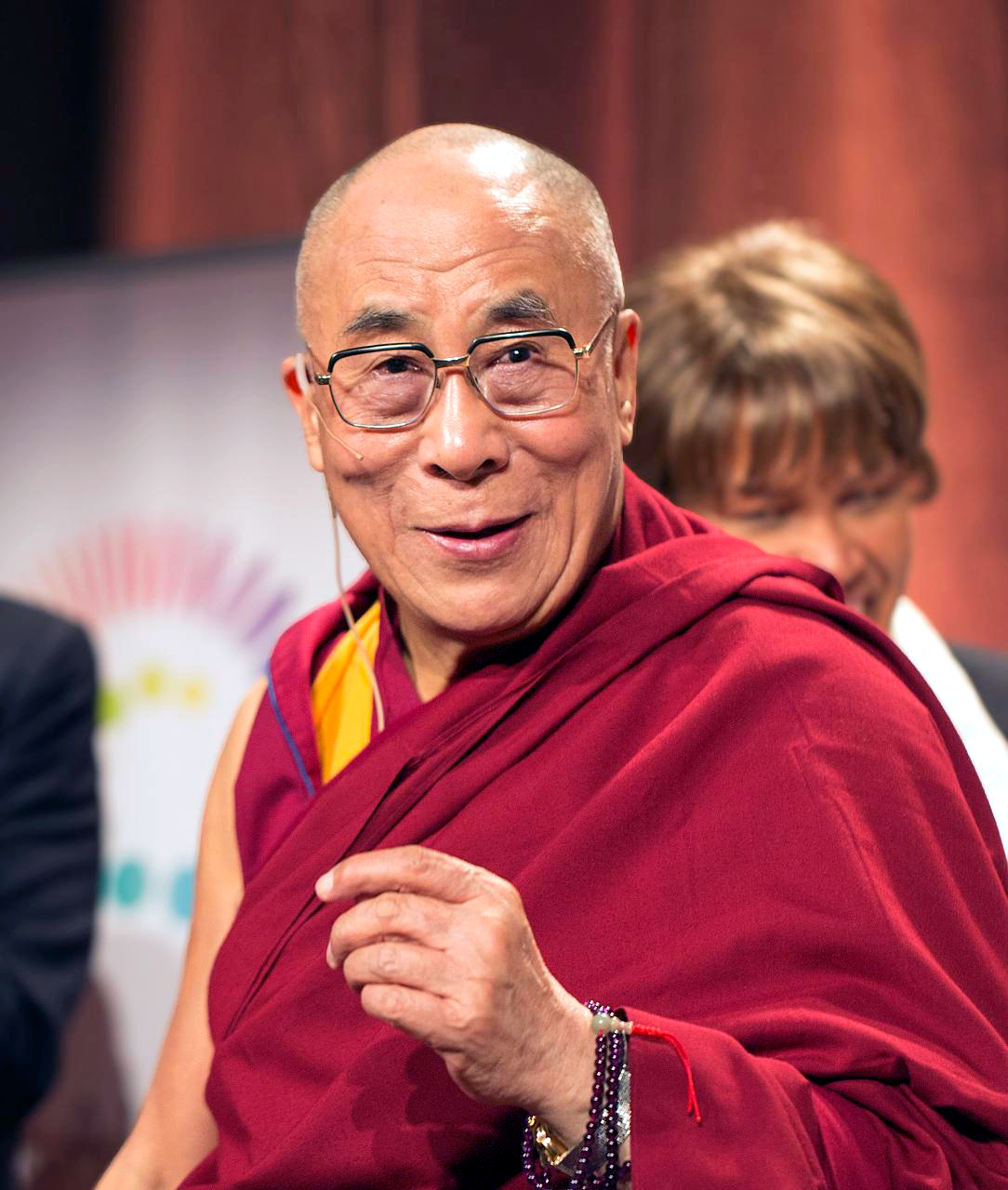
الدلاي لاما تينزن غياتسو الأب الروحي للبوذيين حول العالم ويُنظر إليه على أنه التناسخ الرابع عشر لبوديساتفا الوحيد الذي حكم التبت لعدة قرون والزعيم السياسي للأمة التبتية في المنفى. التبت هي دولة دينية بوذية. في البوذية التبتية التقليدية.

يجب على البوذيِّ التقيد بثمانية أمور حتى يتمكن من الانتصار على نفسه وشهواته:
- الاتجاه الصحيح المستقيم الخالي من سلطان الشهوة واللذة وذلك عند الإقدام على أي عمل.
- التفكير الصحيح المستقيم الذي لا يتأثر بالأهواء.
- الإشراق الصحيح المستقيم.
- الاعتقاد المستقيم الذي يصحبه ارتياح واطمئنان إلى ما يقوم به.
- مطابقة اللسان لما في القلب.
- مطابقة السلوك للقلب واللسان.
- الحياة الصحيحة التي يكون قوامها هجر اللذات.
- الجهد الصحيح المتجه نحو استقامة الحياة على العلم والحق وترك الملاذ.

في تعاليم بوذا أن الرذائل ترجع إلى أصول ثلاثة:
- الاستسلام للملاذ والشهوات.
- سوء النية في طلب الأشياء.
- الغباء وعدم إدراك الأمور على وجهها الصحيح.

من وصايا بوذا: لا تقض على حياة حي، لا تسرق ولا تغتصب، لا تكذب، لا تتناول مسكراً، لا تزن، لا تأكل طعاماً نضج في غير أوانه، لا ترقص ولا تحضر مرقصاً ولا حفل غناء، لا تتخذ طبيباً، لا تقتن فراشاً وثيراً، لا تأخذ ذهباً ولا فضة.

## البوذية والديانات الأخري

### البوذية والهندوسية
العلاقة بين البوذية والهندوسية هي علاقة معقدة ومتداخلة، نظراً لنشأة البوذية في بيئة هندوسية في شبه القارة الهندية في القرن السادس قبل الميلاد، وتطوّرها جنباً إلى جنب مع الهندوسية خلال قرون طويلة. كما تم اعتبار بوذا تجسيداً للإله فيشنو في بعض التقاليد الهندوسية مثل الفيشنوية وضمن منظومة الدشافاتارا.
رفضت البوذية بعض ممارسات الهندوسية، مثل الطبقية والقرابين والسلطة المطلقة للبراهمة. رغم ذلك، احتفظت ببعض المفاهيم مثل الكارما، التناسخ، والسامسارا، ولكن أعادت تفسيرها بطرق مختلفة.
القواسم المشتركة: الكارما والتناسخ: تؤمن الديانتان بأن الأفعال تؤثر على الولادة القادمة. السعي للتحرر من دورة الحياة والموت (الموكشا أو النيرفانا). الممارسة التأملية والانضباط الأخلاقي.
الفروق الجوهرية: الهندوسية تؤمن بوجود آلهة متعددة، بينما البوذية لا تؤمن بإله خالق أبدي. تؤمن الهندوسية بنظام الطبقات بشكل أساسي، بينما البوذية ترفض النظام الطبقي.
الهدف الروحي للهندوسية هو الموكشا (الاتحاد بالبراهمان) بينما تهدف البوذية لحالة النيرفانا (التحرر من الرغبة والمعاناة)
في بعض فروع الهندوسية، خاصة الفايشنافية (التي تركز على عبادة فيشنو)، يُعتبر بوذا هو التجسد التاسع للإله فيشنو (من بين 10 تجسدات تُعرف باسم "دشافاتارا" – Dashavatara). الدشافاتارا (عشر تجسدات فيشنو): 1. ماتسيا (السمكة) 2. كورما (السلحفاة) 3. فاراها (الخنزير البري) 4. ناراسيما (نصف إنسان نصف أسد) 5. فامانا (القزم) 6. باراشوراما (المحارب برمح) 7. راما (بطل الرامايانا) 8. كريشنا (بطل البهاغافاد غيتا) 9. بوذا 10. كالكـي (التجسد المستقبلي).
التفسير الهندوسي لتجسد بوذا: يقال إن فيشنو تجسّد في شخصية بوذا لكي يضلّ أتباع الديانة الفيدية الذين بالغوا في التضحية بالحيوانات. الهدف – حسب بعض النصوص الهندوسية – هو إبعاد الناس عن الطقوس الدموية والخرافات. لكن في بعض التقاليد، يُنظر لبوذا باحترام كبير كمعلم أخلاقي وتجسيد للحكمة واللاعنف.
البوذية ترد على هذا الاعتبار البوذيون لا يعترفون بأن بوذا هو تجسد لأي إله هندوسي. يرون في بوذا معلّماً مستنيراً وصل إلى النيرفانا من خلال التأمل والإدراك، وليس إلهًا أو تجسيدًا إلهيًا. البوذية تعتبر أن الآلهة نفسها، في حال وُجدت، خاضعة لقانون الكارما والتناسخ.
الأسباب السياسية والدينية وراء هذا الدمج اعتُبر هذا الدمج وسيلة من قبل بعض الهندوس لاحتواء البوذية وتقليل التوتر الديني. كان ذلك جزءاً من استيعاب البوذية في المنظومة الهندوسية، خاصة بعد تراجع البوذية في الهند تدريجياً بعد القرن العاشر الميلادي. ساهم في ذلك أيضًا ملوك هندوس دعوا إلى التوحيد الثقافي والديني.

### البوذية والجاينية
تشترك البوذية والجاينية في أن كلتهما نشأتا في الهند في القرن السادس قبل الميلاد تقريبًا علي يد المعلمان بوذا ومهافيرا، ولديهما الكثير من القواسم المشتركة من حيث الخلفية الثقافية والفكرية؛ حيث أن كلتا الديانتان نشأتا كرد فعل على الطقوس البرهمية والتقاليد الفيدية. وترفضان سلطة الفيدا والكهنة البرهمانيين. وتؤمنان بدورة الولادة والموت (سامسارا) والكارما. وترفضان فكرة "الإله الخالق" كما هو موجود في الهندوسية رغم إقرارهما بالدارما كقانون طبيعي أبدي. لكن هناك اختلافات جوهرية بينهما من حيث العقيدة، الممارسة، والنظرة إلى العالم. إليك مقارنة بين الاثنين:

#### أوجه الاختلاف الرئيسية:
- الروح: البوذية: لا تؤمن بوجود "نفس" أو "روح" خالدة. في حين أن الجاينية: تؤمن بوجود نفس فردية لكل كائن حي.
- الزهد: البوذية: ترفض الزهد الشديد وتدعو إلى "الطريق الأوسط". الجاينية: تمارس الزهد القاسي كوسيلة رئيسية للتحرر.
- اللاعنف: الجاينية أكثر تشددًا فيه، لدرجة أن الرهبان يرتدون أقنعة لتجنب استنشاق الكائنات الحية الدقيقة.
- البوذية تمارسه بروح من الرحمة، دون تلك الصرامة.[104][105][106]

### البوذية والطاوية
البوذية والطاوية هما نظامان فلسفيان وروحيان رئيسيان نشآ في آسيا، ويختلفان في الأصل والمعتقدات، لكن بينهما أيضًا نقاط تشابه.

#### أوجه التشابه:
لا تؤمنان بإله خالق، تدعوان إلي الأخلاق، الحكمة، ضبط النفس. وكلتا الديانتان نشأتا في شرق آسيا، البوذية في الهند عبر سيدهارثا غوتاما، والطاوية في الصين علي يد لاو تسي مؤلف كتاب الطاوتي تشينغ.

#### أوجه الإختلاف:
تدعوا البوذية للتحرر من المعاناة عن طريق الاستنارة (النيرفانا)، الزهد، والتأمل بينما الطاوية تدعوا للإنسجام والتوازن مع الطبيعة (الطاو).

### البوذية والمسيحية
كثير من تعاليم يسوع الأخلاقية — كالزهد، الرحمة، التسامح، اللاعنف، ونبذ الغني والترف — تتقاطع مع جوهر ما تدعو إليه البوذية فيقول يسوع في الإنجيل «لا تكنزوا لكم كنوزا على الأرض حيث يفسد السوس والصدأ وحيث ينقب السارقون ويسرقون»، وعندما سُئل عن ماذا أعمل لأرث الحياة الأبدية قال «اذهب بع كل ما لك وأعط الفقراء، فيكون لك كنز في السماء، وقم أحمل صليبك وأتبعني»، وقال كذلك «مرور جمل من ثقب إبرة أيسر من أن يدخل غني إلى ملكوت الله»، ومع ذلك رغم هذا التقاطع يوجد إختلافات جوهرية بينهما لأنهما تنطلقان من تصورين كونيين وروحيين مختلفين تمامًا، على الرغم من التشابه الأخلاقي الظاهري. علي رأسها:

#### 1. الاختلاف في الرؤية الميتافيزيقية (الكونية)
البوذية: لا تؤمن بإله خالق شخصي (بالمعنى الإبراهيمي) يقوم بإرسال الرسل أو الوحي. بل تعتبر العالم خاضعًا لقوانين أخلاقية طبيعية مثل الكرما والسببية وأن معرفة الحقيقة عبر العقل، التأمل وفهم الواقع. كما تنكر وجود "نفس أبدية" (anattā). ويتم الخلاص في البوذية عبر: التحرر من الوهم الدنيوي والرغبة وانطفاء الألم (نيرفانا). بينما المسيحية: تؤمن بإله خالق شخصي. وتؤمن بخلود النفس، والبعث بعد الموت. والخلاص عبر محبة الله، النعمة، واتباع المسيح المخلّص.
الفرق الجذري هنا هو أن يسوع يُقدَّم كمخلّص، في حين أن البوذية تدعوك لتحرّر نفسك بنفسك. فالمسيحية تَعدُك بالخلاص الكامل والنعيم في الآخرة، بينما البوذية لا تنتظر خلاصًا خارجيًا، ولا تعوّل على إله يُنقذك، بل تدعوك لتكتشف حقيقة الواقع بوعي ويقظة والوصول للجنة علي الأرض عبر السلام الداخلي المطلق (نيرفانا). والتي تتحقق عندما يتحرر الإنسان من المعاناة الناتجة عن الجهل، التعلق، ووهم الأنا.

#### 2. الاختلاف حول "الذات":
البوذية ترى أن الذات وهم، ويجب تفكيكها. بينما المسيحية تعزز فكرة "الذات المخلوقة على صورة الله"، وتطلب توبتها وتحويلها، لا محوها.
لذلك، الزهد البوذي يهدف إلى نفي الأنا والصمت الذهني، بينما الزهد المسيحي يُقدَّم كحب لله وتضحية لأجل الآخر.

#### 4. الفرق في فهم الخلاص والمعاناة:
في البوذية المعاناة ناتجة عن التعلق والجهل بينما في المسيحية المعاناة ناتجة عن الخطيئة والانفصال عن الله، والخلاص البوذي بالتحرر العقلي والروحي بينما الخلاص المسيحي يتم بنعمة الله والتوبة.

#### 5. الاختلاف الثقافي والتاريخي:
البوذية نشأت وتطورت في جنوب آسيا، أما المسيحية نشأت وتطورت في الشرق الأدنى. لم يكن هناك اتصال واسع بينهما في القرون الأولى. كما أن المسيحية تبشيرية وتركز على "الإيمان بالمسيح"، بينما البوذية أكثر "تجريبية" وفلسفية. لكن هناك مفكرون حاولوا التقريب أو المقارنة مثل:
- توماس ميرتون (راهب كاثوليكي) تأمل في الزن البوذي.
- تيتش نهات هانه (راهب بوذي) دعا لحوار روحي مع المسيحيين.
- بعض المسيحيين اعتبروا أن يسوع عاش "كبوذا غربي" في سلوكه. لكنهم لم يدعوا إلى دمج العقيدتين، بل إلى احترام العمق الروحي لدى كل طرف.[129]

## وصلات خارجية
- سؤال جيد، جواب جيد، حول البوذية
- البوذية: مقدمة قصيرة جدًّا
- Current Japanese Buddhism على يوتيوب